# Дюнкерк
Дюнке́рк (фр. Dunkerque [dœ̃kɛʁk] ( прослухати); з.-флам. Duunkerke; нід. Duinkerke або Duinkerken) — місто та муніципалітет на півночі Франції, у регіоні О-де-Франс, департамент Нор. Населення — 91 386 осіб (2011).
Муніципалітет розташований на відстані близько 250 км на північ від Парижа, 70 км на північний захід від Лілля.

## Історія
Назва міста походить від нідерландських слів duin (дюна) та kerke (церква). В цьому регіоні традиційно була поширена нідерландська мова (західнофламандська), хоча останнім часом французька мова набирає дедалі більшої популярності.

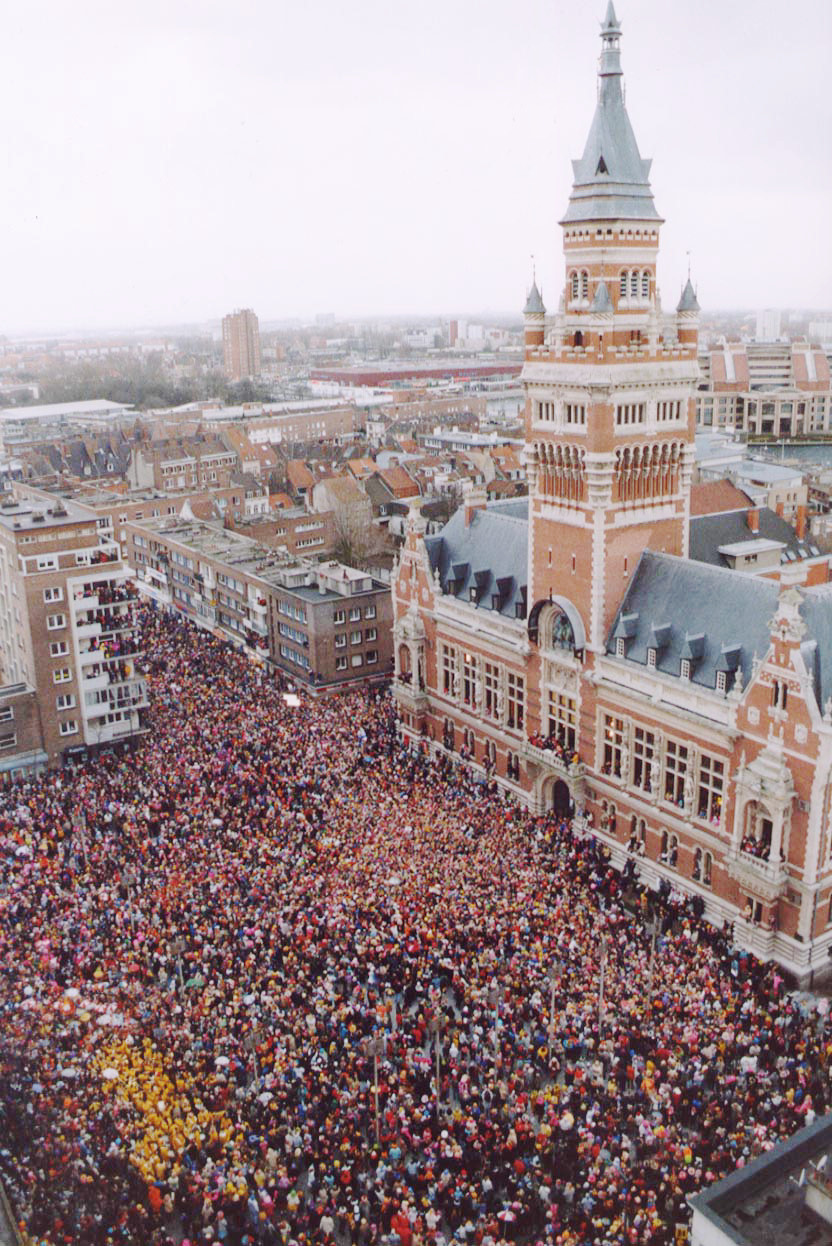
Карнавал

Перші згадки про Дюнкерк сягають 1067 року, коли з'явилася перша згадка про «Церкву на Дюнах». Протягом сторіч за цей регіон змагалися Іспанія, Англія, Нідерланди та Франція.
В 1577 році, на початку Нідерландської революції, місто на короткий час перейшло до рук Голландської Республіки, але в 1583 році герцог Пармський повернув його Іспанії і зробив опорною базою морських операцій проти Нідерландів. Спочатку в Дюнкерку базувалася тільки невелика королівська ескадра, але потім він став великою базою піратів — дюнкеркських приватирів, — яким іспанська влади Нідерландів видавала спеціальний дозвіл нападати на торгові судна держав, ворожих Іспанії.
У 1600 році в ході битви біля Ньюпорта голландські війська принца Моріца Оранського спробували захопити Дюнкерк з суші, але армії не вдалося заволодіти фортецею.
Дюнкеркські пірати грабували нідерландські кораблі до захоплення міста Францією у 1646. Після мирної угоди 1648 року місто перейшло у володіння Іспанії. Після захоплення міста Англією 1658 року Франція у 1662-му викупила його за 400 000 фунтів. Відтоді місто належить Франції.
1713 року відповідно до умов Утрехтського миру Франція зобов'язалась припинити піратство і розібрати міські укріплення.
Під час Другої світової війни місто стало відомим завдяки «Операції Динамо» — операції евакуації британських та французьких військ у 1940 р. Вінстон Черчилль назвав цю операцію «Дивом Дюнкерка», коли більш як 388 тисячам чоловік удалося евакуюватися з оточеного німцями міста до Великої Британії. В 1944 році місто було визволене канадськими військами, але значно постраждало від військових дій та бомбардування.
У 2010 році до Дюнкерка приєднано містечка Сен-Поль-сюр-Мер та Фор-Мардік.

## Демографія
Динаміка населення :
Розподіл населення за віком та статтю (2006):
| Стать | Всього | До 15 років | 15-24 | 25-44 | 45-64 | 65-85 | Понад 85 |
| --- | ------ | ----------- | ----- | ----- | ----- | ----- | -------- |
| Чоловіки | 33 035 | 6260        | 4972  | 9182  | 8452  | 3943  | 226      |
| Жінки | 36 233 | 6042        | 4849  | 9129  | 9108  | 6198  | 907      |
| \| Статево-вікова піраміда \| Статево-вікова піраміда \| Статево-вікова піраміда \| \| ----------------------- \| ----------------------- \| ----------------------- \| \| Чоловіки \| Вік \| Жінки \| \| 226 \| 85 + \| 907 \| \| 576 \| 80-84 \| 1284 \| \| 979 \| 75-79 \| 1524 \| \| 1126 \| 70-74 \| 1735 \| \| 1262 \| 65-69 \| 1655 \| \| 1500 \| 60-64 \| 1585 \| \| 2327 \| 55-59 \| 2273 \| \| 2408 \| 50-54 \| 2645 \| \| 2217 \| 45-49 \| 2605 \| \| 2150 \| 40-44 \| 2223 \| \| 2209 \| 35-39 \| 2137 \| \| 2263 \| 30-34 \| 2374 \| \| 2560 \| 25-29 \| 2395 \| \| 2612 \| 20-24 \| 2570 \| \| 2360 \| 15-20 \| 2279 \| \| 2128 \| 10-14 \| 2034 \| \| 2076 \| 5-9 \| 1921 \| \| 2056 \| 0-4 \| 2087 \| |        |             |       |       |       |       |          |
| Статево-вікова піраміда |        |             |       |       |       |       |          |
| Чоловіки | Вік    | Жінки       |       |       |       |       |          |
| 226 | 85 +   | 907         |       |       |       |       |          |
| 576 | 80-84  | 1284        |       |       |       |       |          |
| 979 | 75-79  | 1524        |       |       |       |       |          |
| 1126 | 70-74  | 1735        |       |       |       |       |          |
| 1262 | 65-69  | 1655        |       |       |       |       |          |
| 1500 | 60-64  | 1585        |       |       |       |       |          |
| 2327 | 55-59  | 2273        |       |       |       |       |          |
| 2408 | 50-54  | 2645        |       |       |       |       |          |
| 2217 | 45-49  | 2605        |       |       |       |       |          |
| 2150 | 40-44  | 2223        |       |       |       |       |          |
| 2209 | 35-39  | 2137        |       |       |       |       |          |
| 2263 | 30-34  | 2374        |       |       |       |       |          |
| 2560 | 25-29  | 2395        |       |       |       |       |          |
| 2612 | 20-24  | 2570        |       |       |       |       |          |
| 2360 | 15-20  | 2279        |       |       |       |       |          |
| 2128 | 10-14  | 2034        |       |       |       |       |          |
| 2076 | 5-9    | 1921        |       |       |       |       |          |
| 2056 | 0-4    | 2087        |       |       |       |       |          |

## Економіка
2010 року серед 60 840 осіб працездатного віку (15—64 років) 40 484 були активними, 20 356 — неактивними (показник активності 66,5%, у 1999 році було 67,1%). З 40 484 активних мешканців працювало 33 058 осіб (18 100 чоловіків та 14 958 жінок), безробітними було 7426 (3729 чоловіків та 3697 жінок). Серед 20 356 неактивних 6247 осіб було учнями чи студентами, 6325 — пенсіонерами, 7784 були неактивними з інших причин.

У 2010 році в муніципалітеті числилось 40208 оподаткованих домогосподарств, у яких проживали 90441,0 особи, медіана доходів виносила 16 025 євро на одного особоспоживача

## Персоналії
- Поль Меріс (1912—1979) — французький актор.

## Галерея зображень

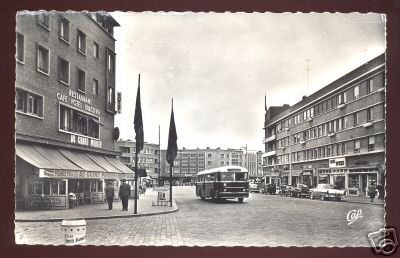
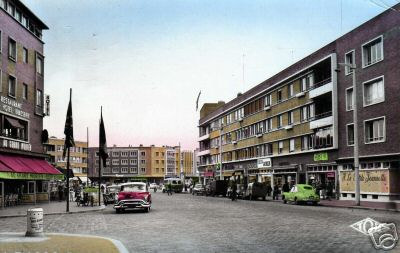
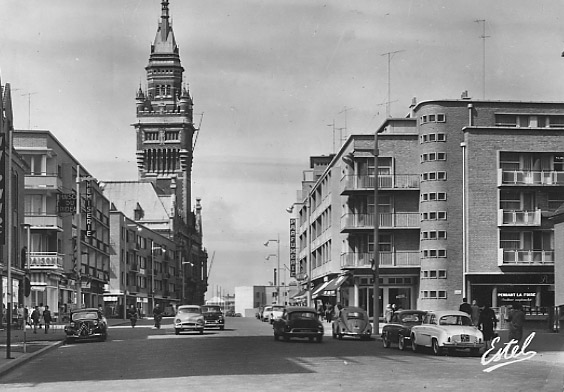

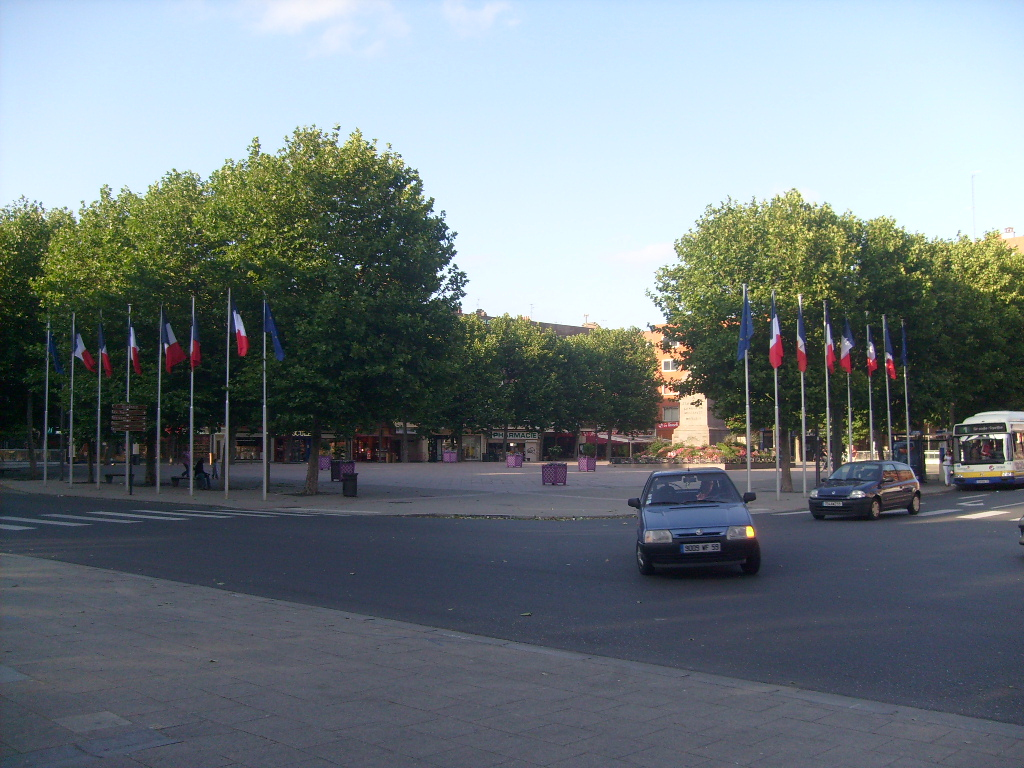
Середмістя
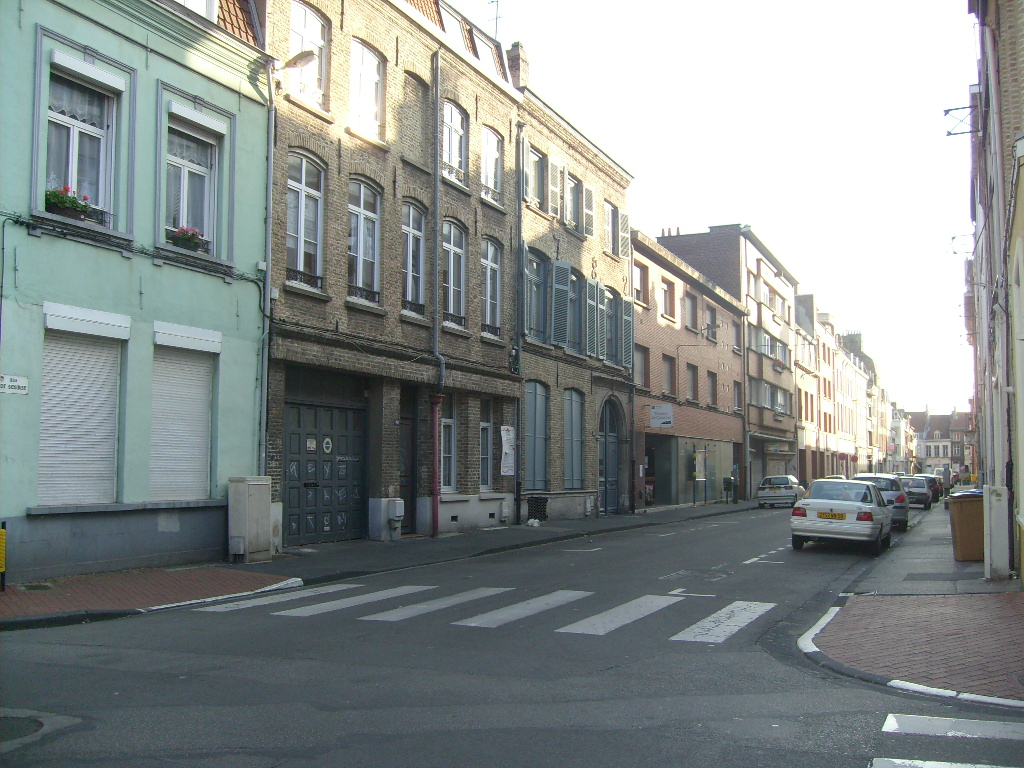
Міський округ Субіз
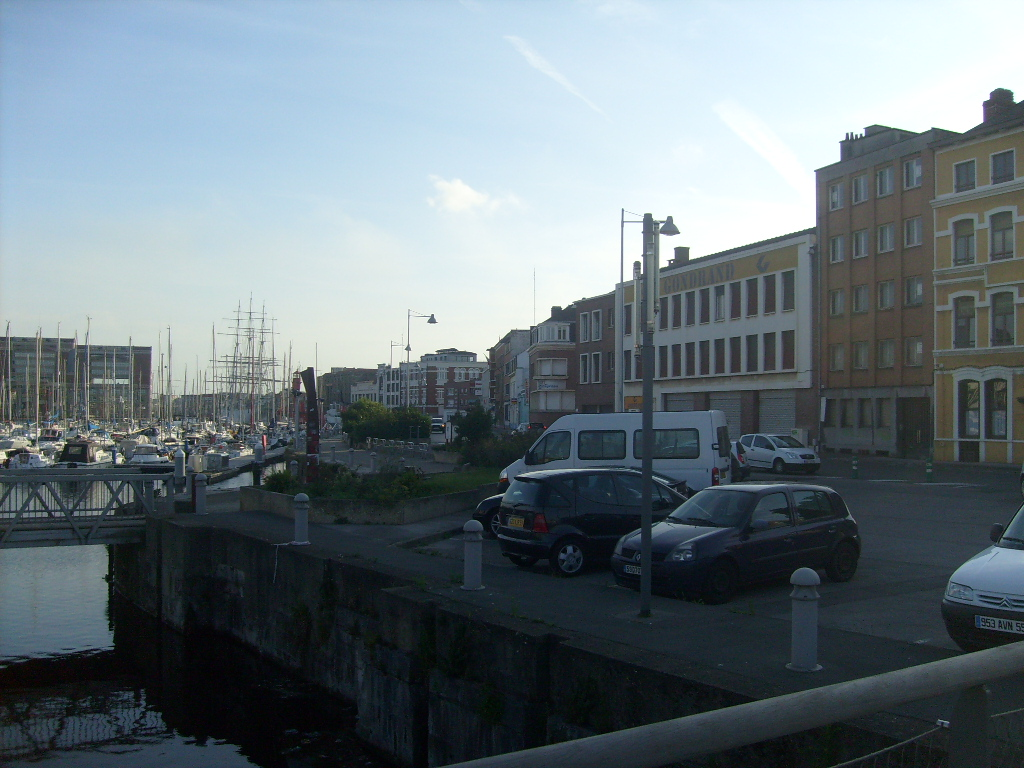
Цитаделя
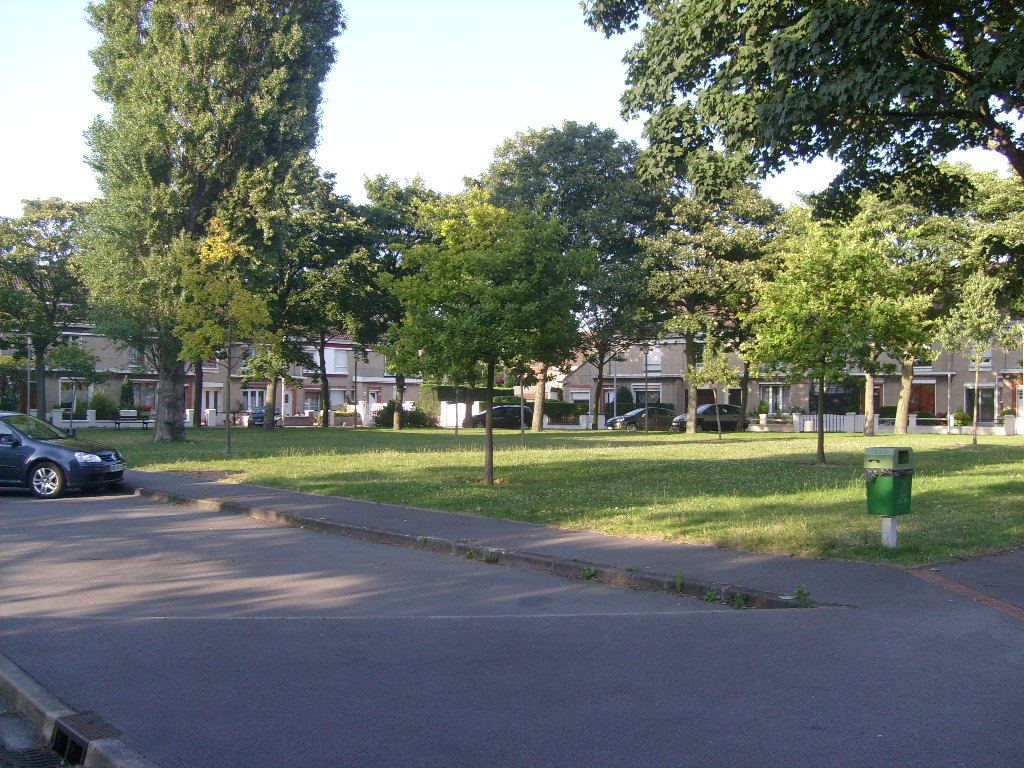
Міський округ Перемоги
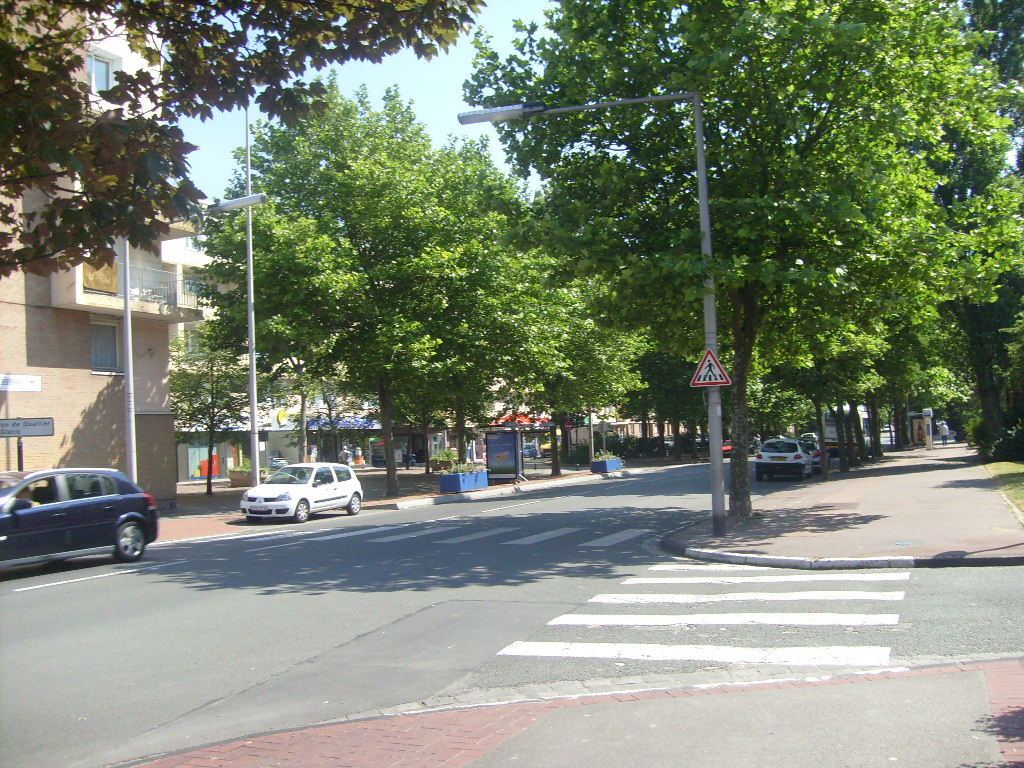
Гласіс цитаделі

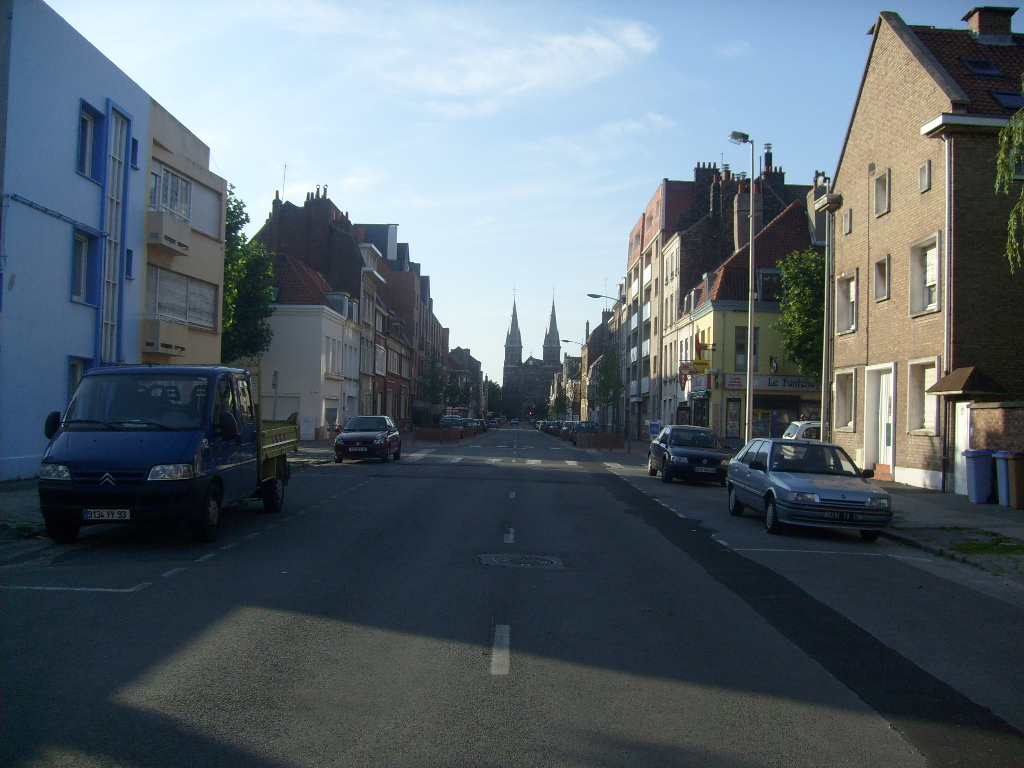
Нижнє місто
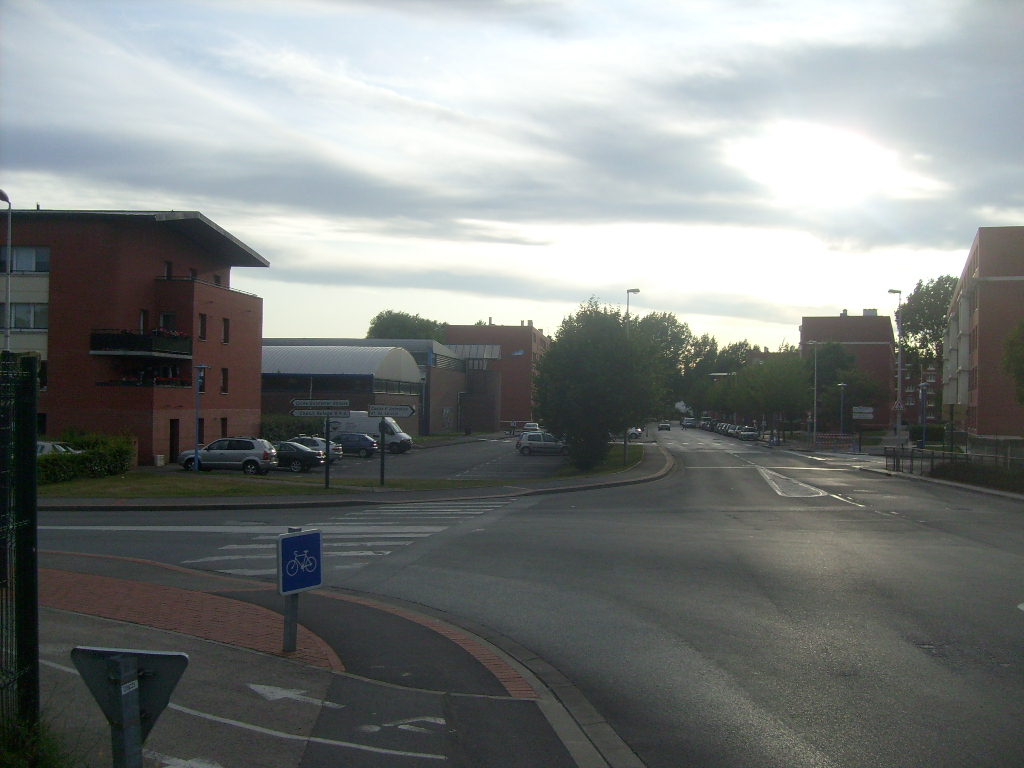
Старий майдан
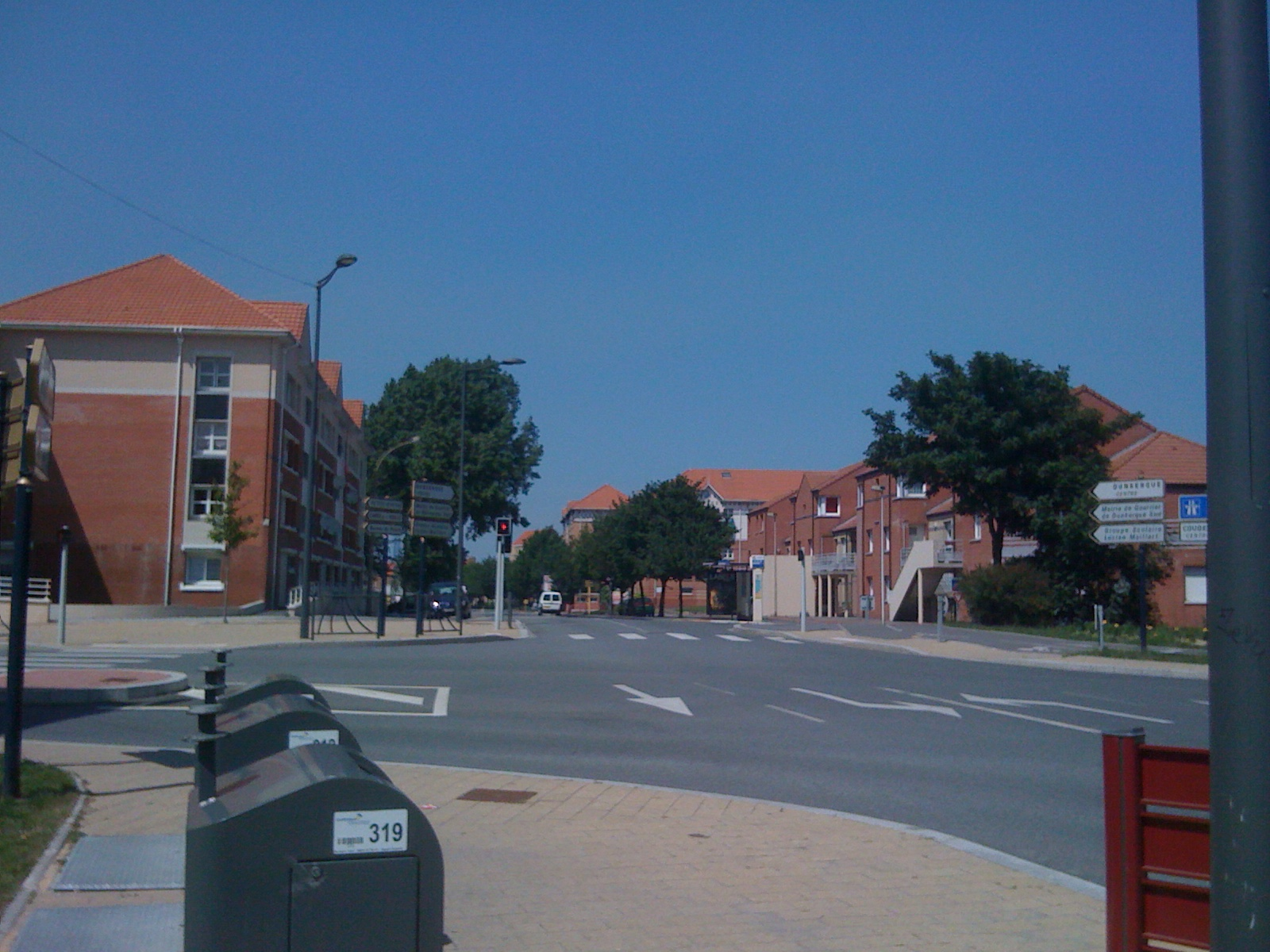
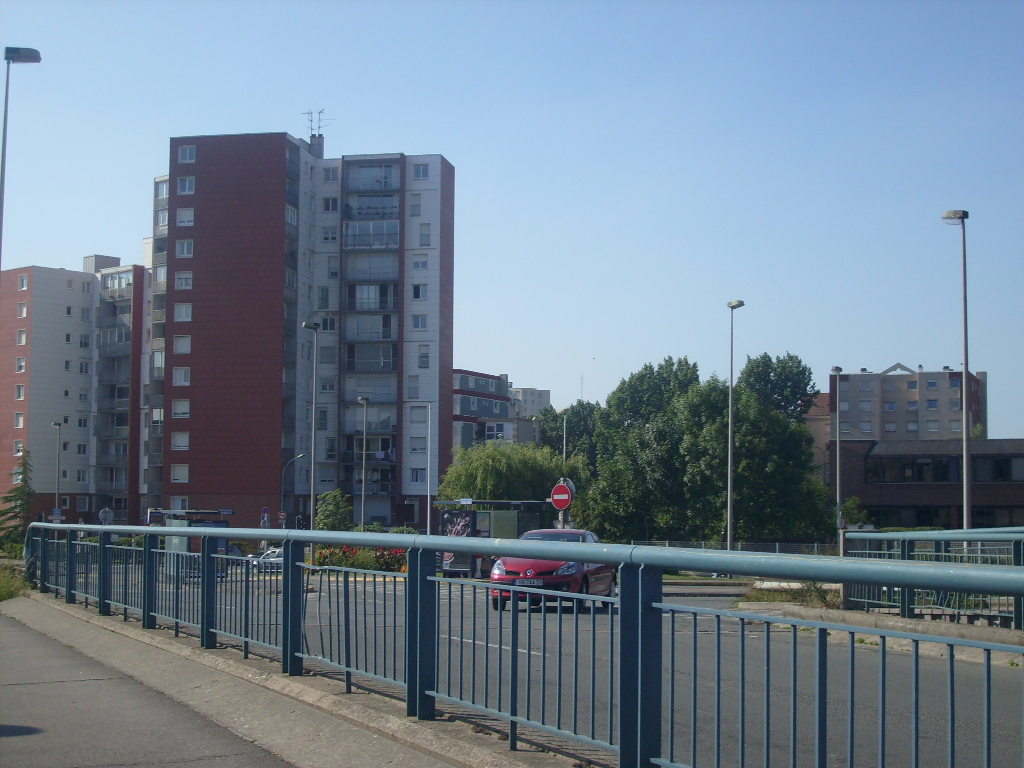
Острів Дженті

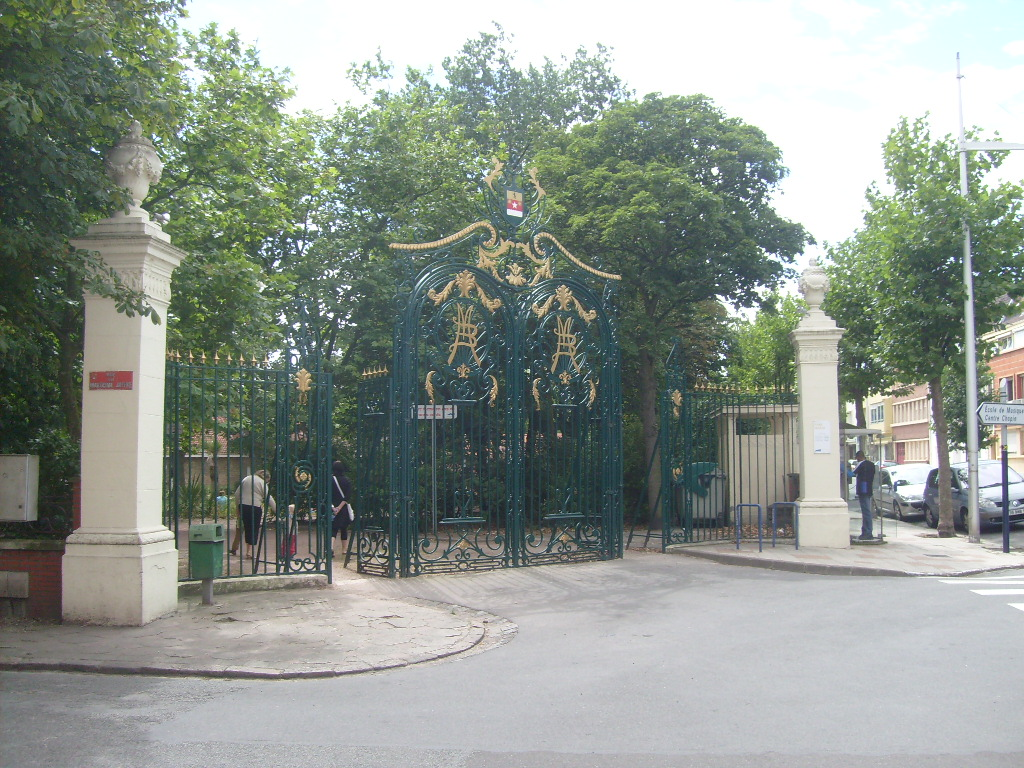
Парк Мало
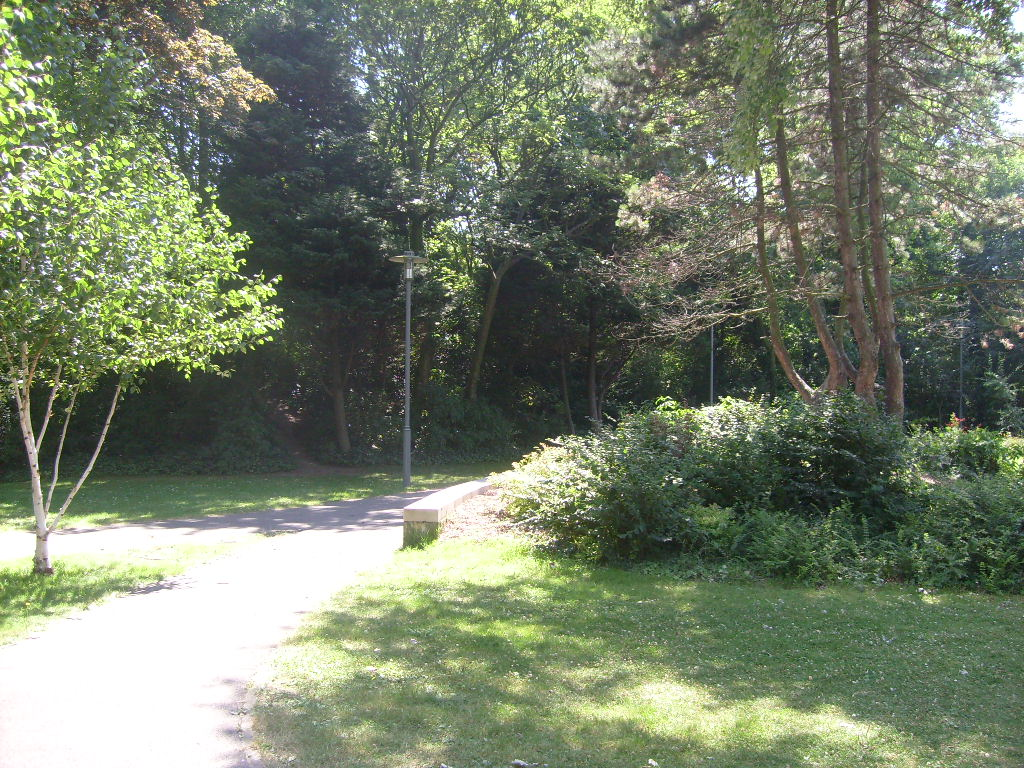
Парк Циглера
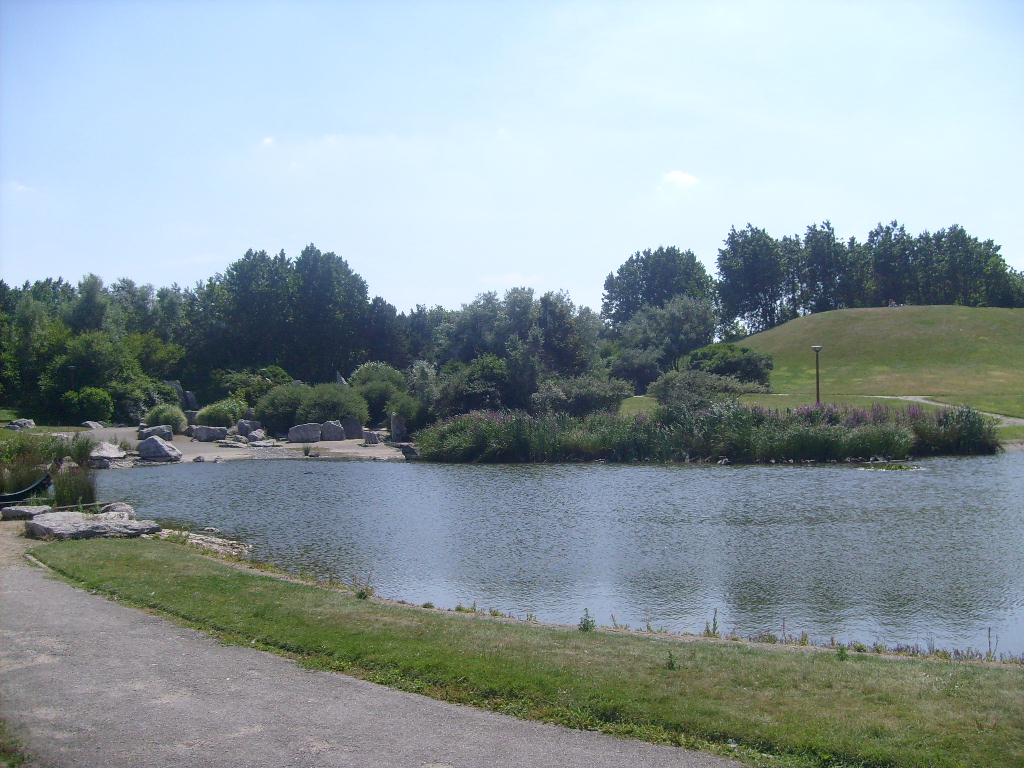
Парк Скульптур
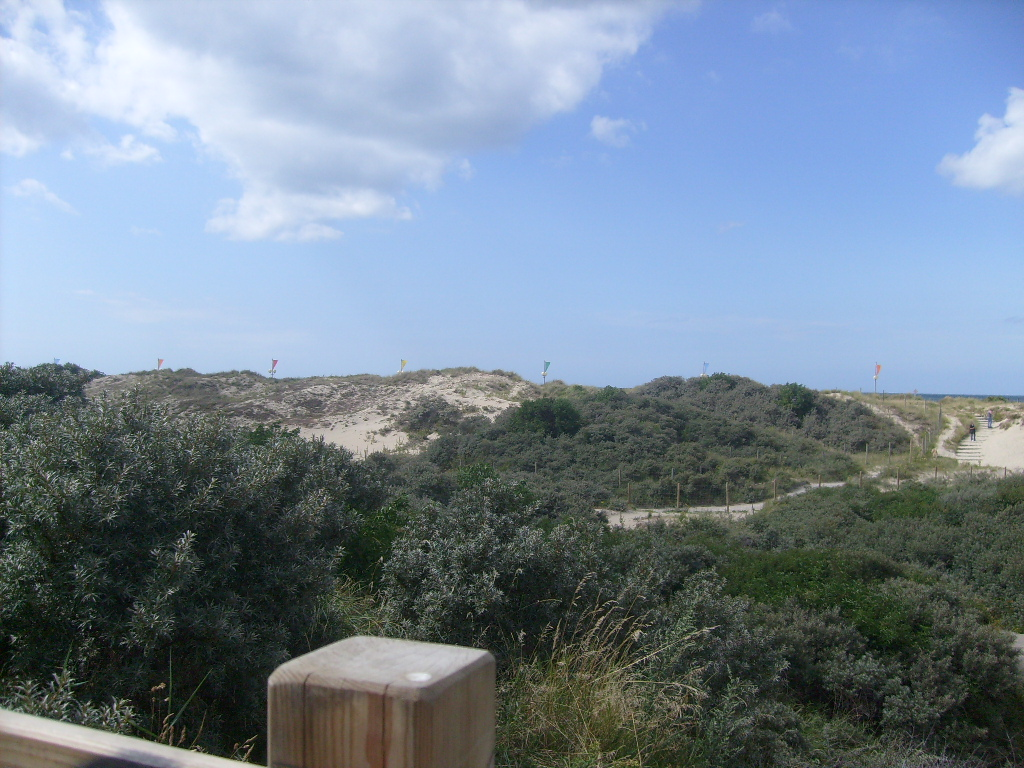
Парк вітру
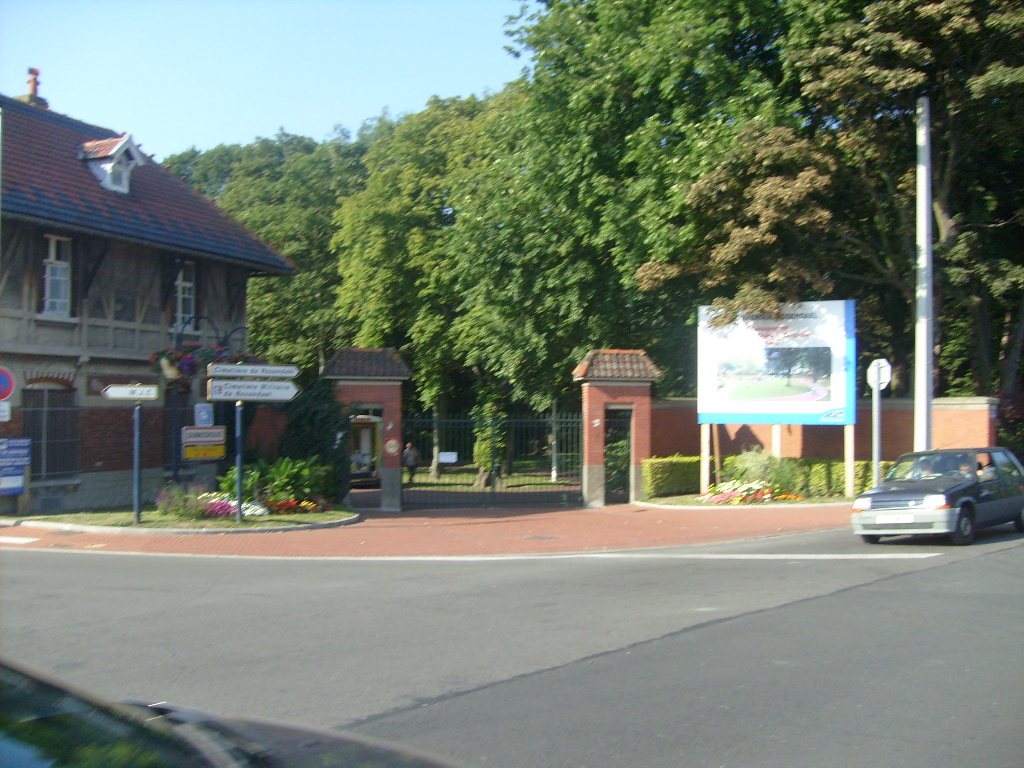
Парк біля за́мку Кокель
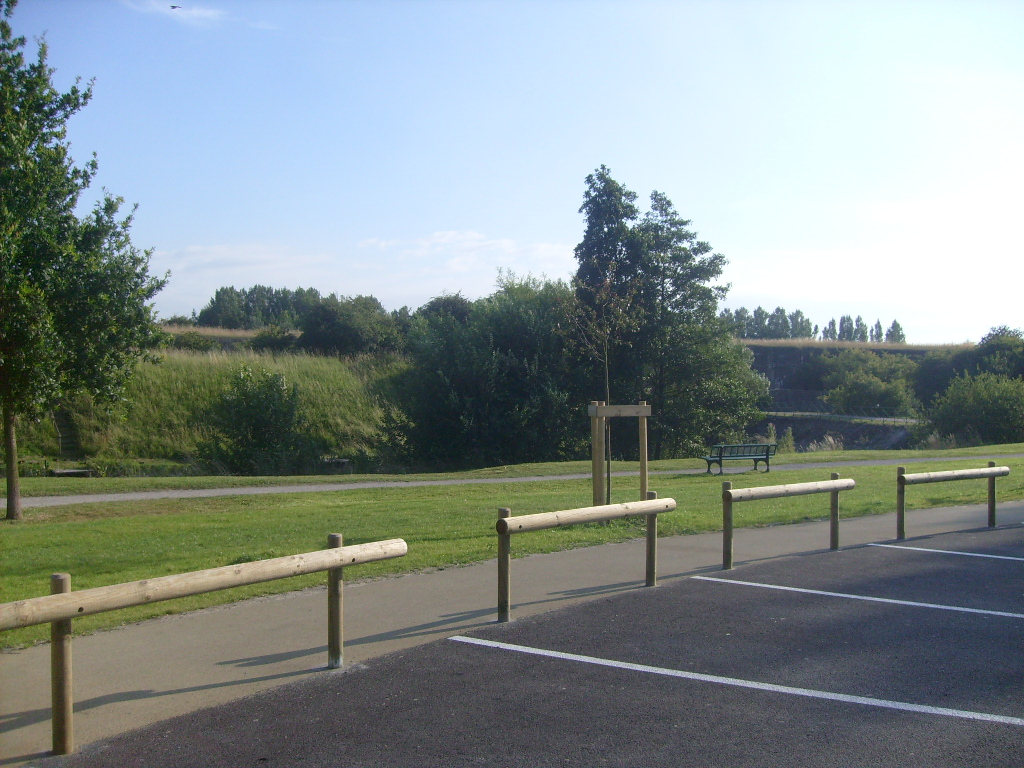
Форт Петіт-Сенте
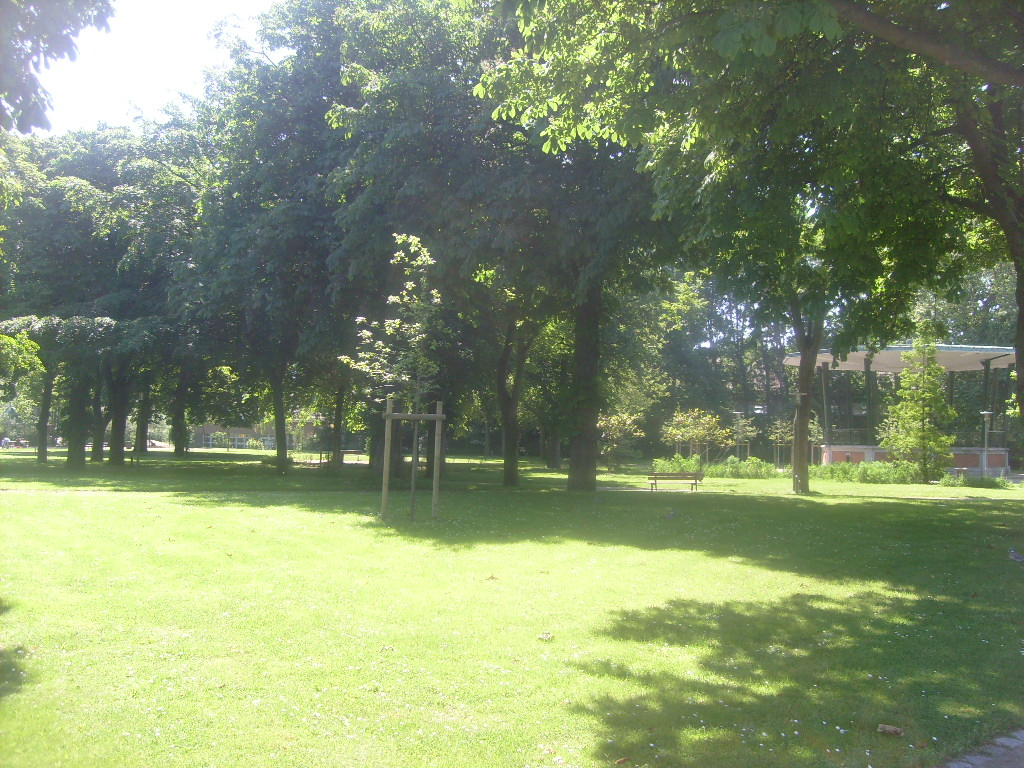
Parc de la Marine

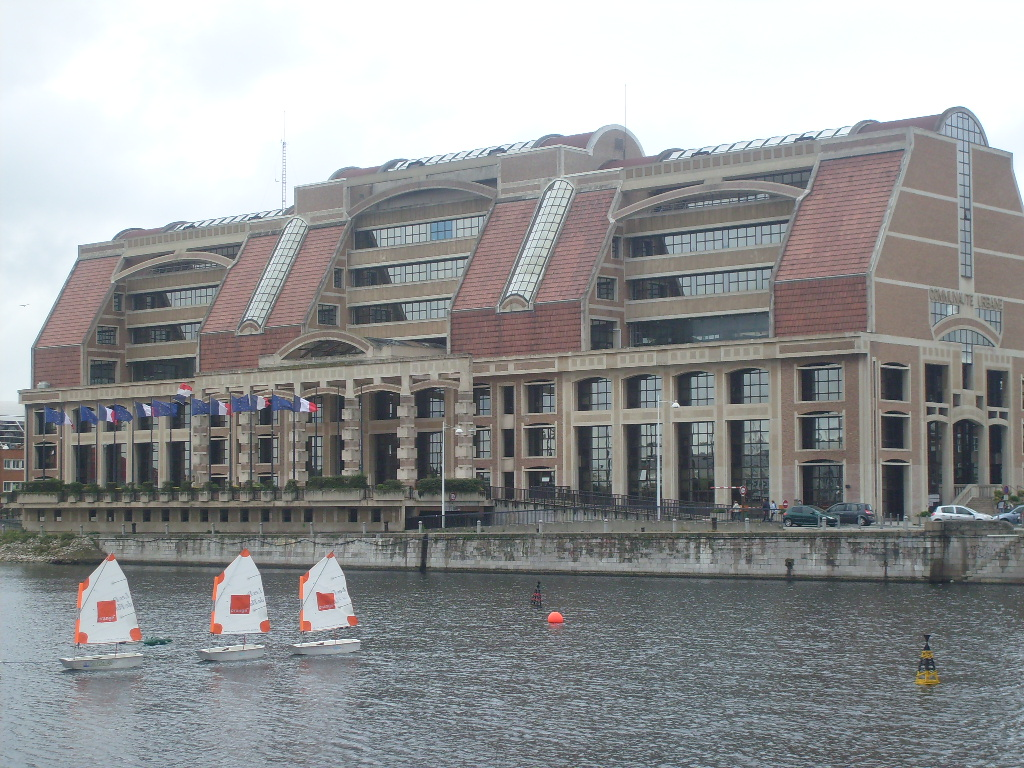
La CUD.
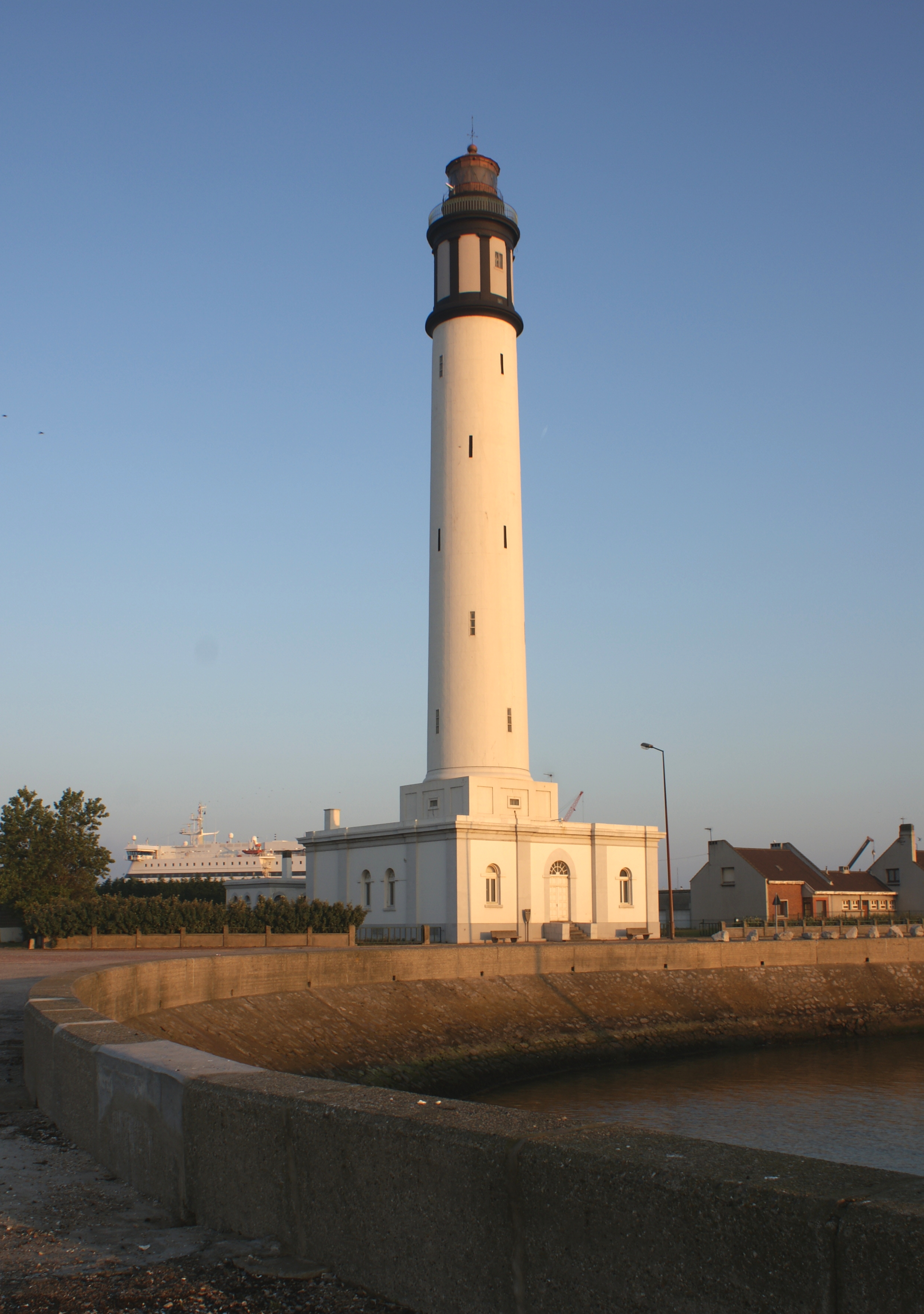
Le Phare de Risban.
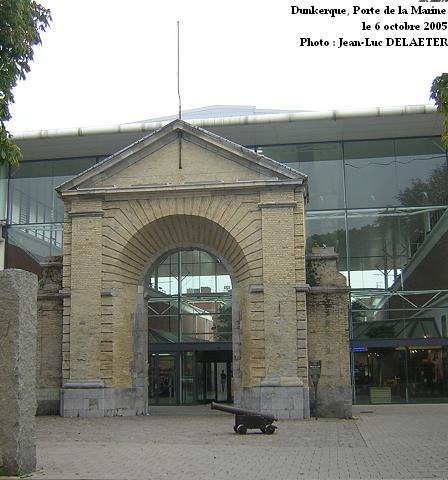
La porte de la Marine.
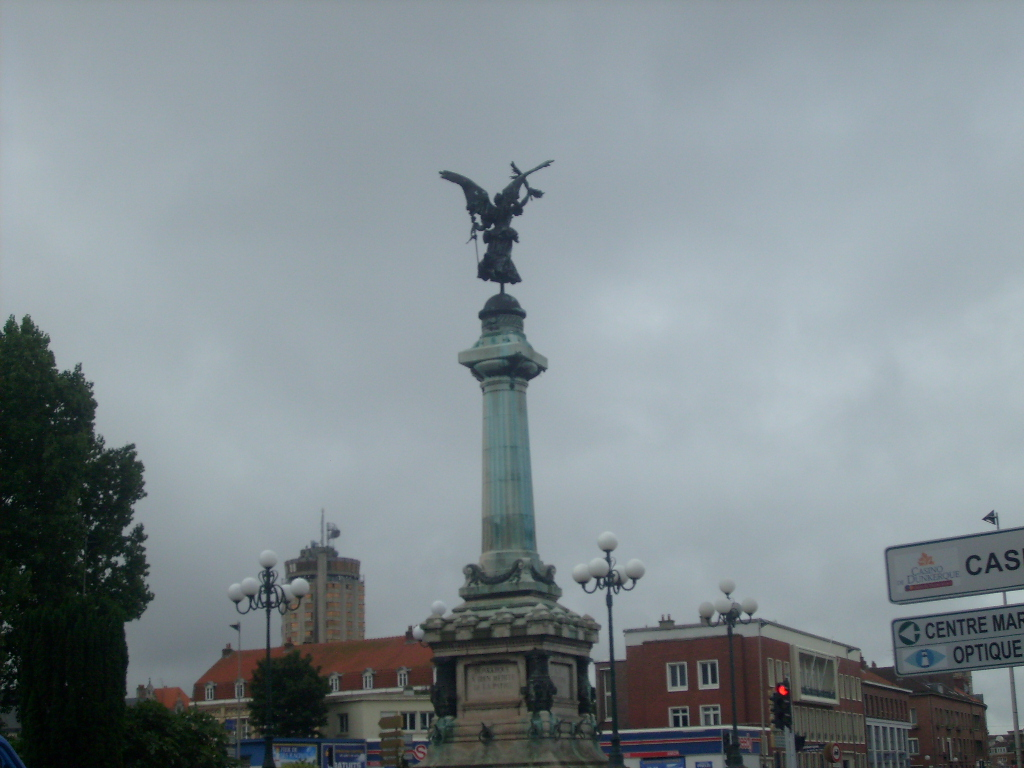
La Victoire.
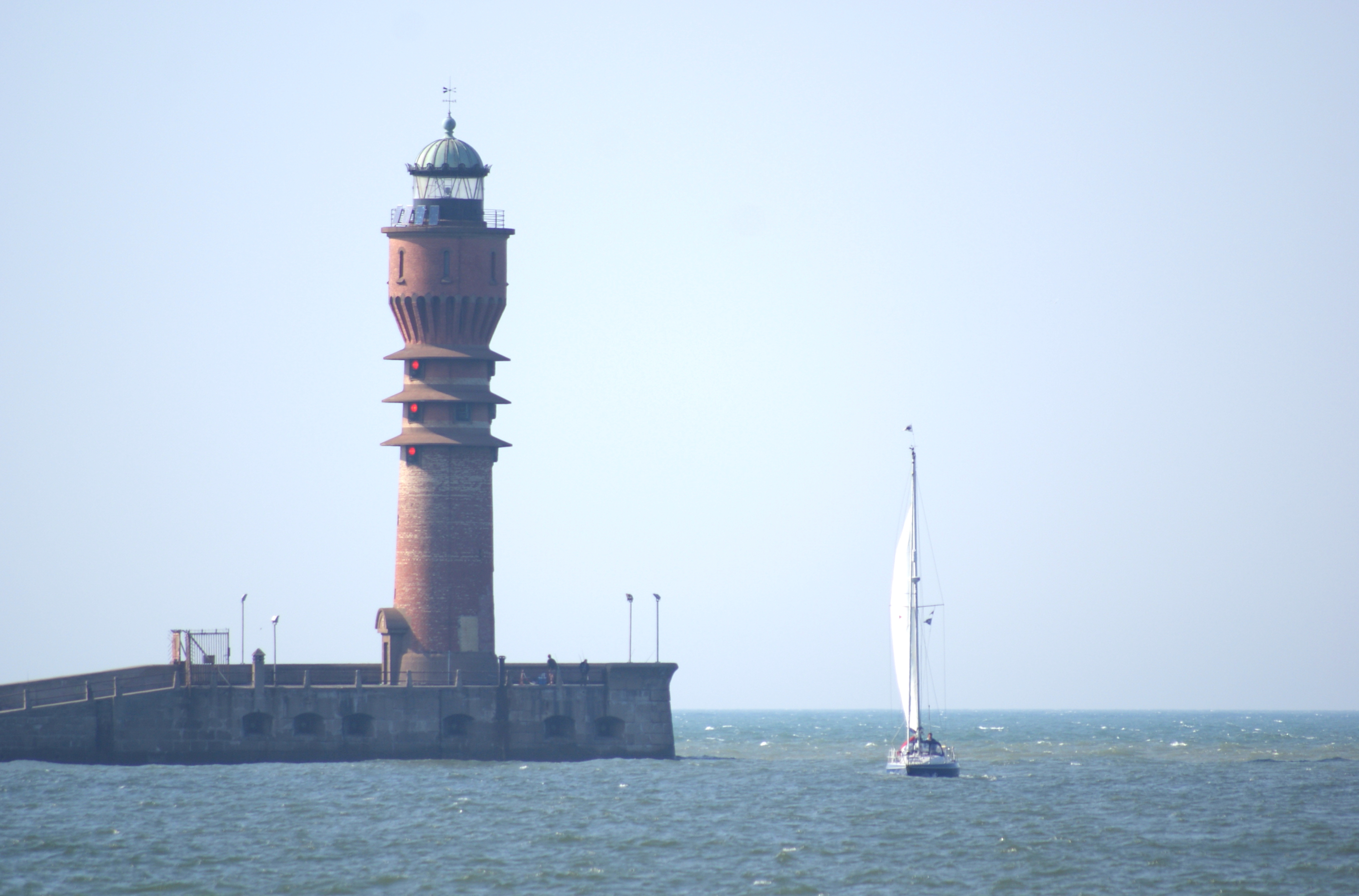
Le Feu de Saint-Pol.
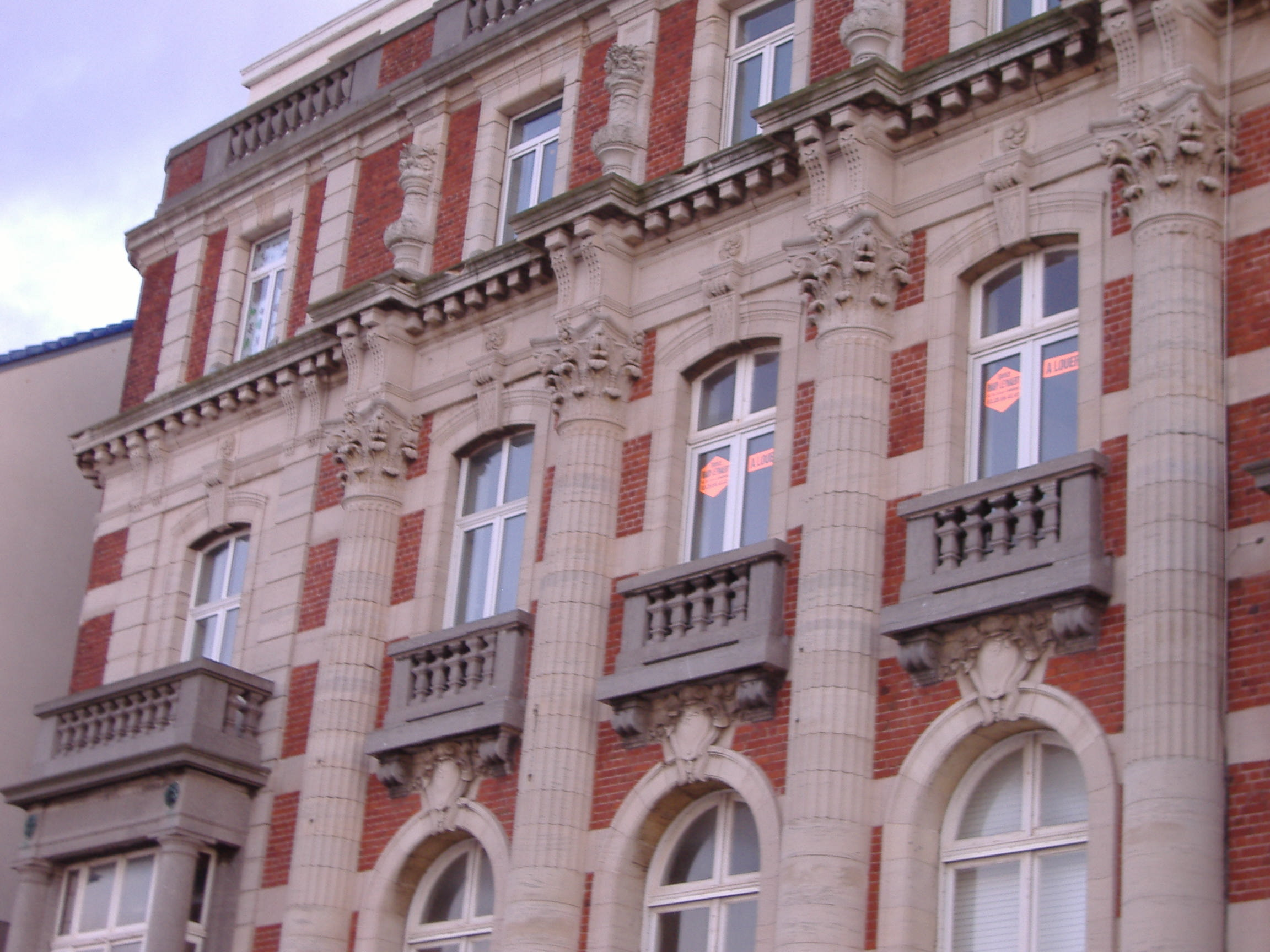
Villa malouine.
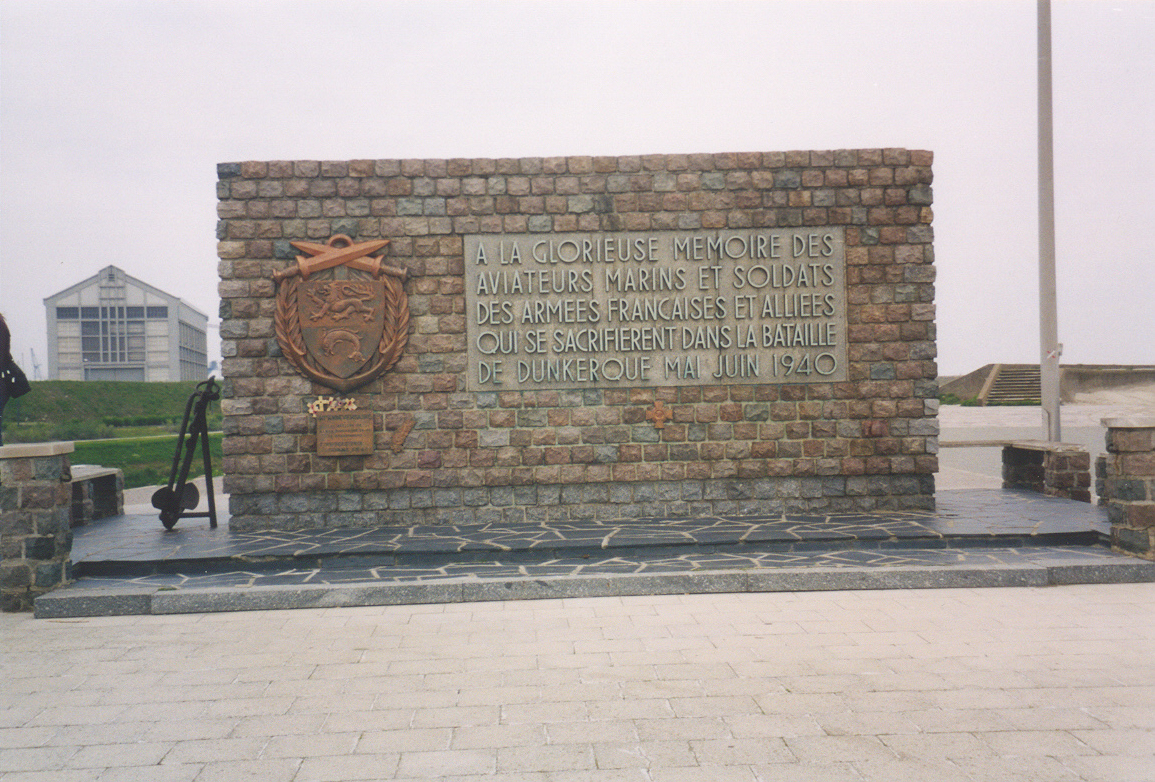
Mémorial pour les soldats de l'opération Dynamo.

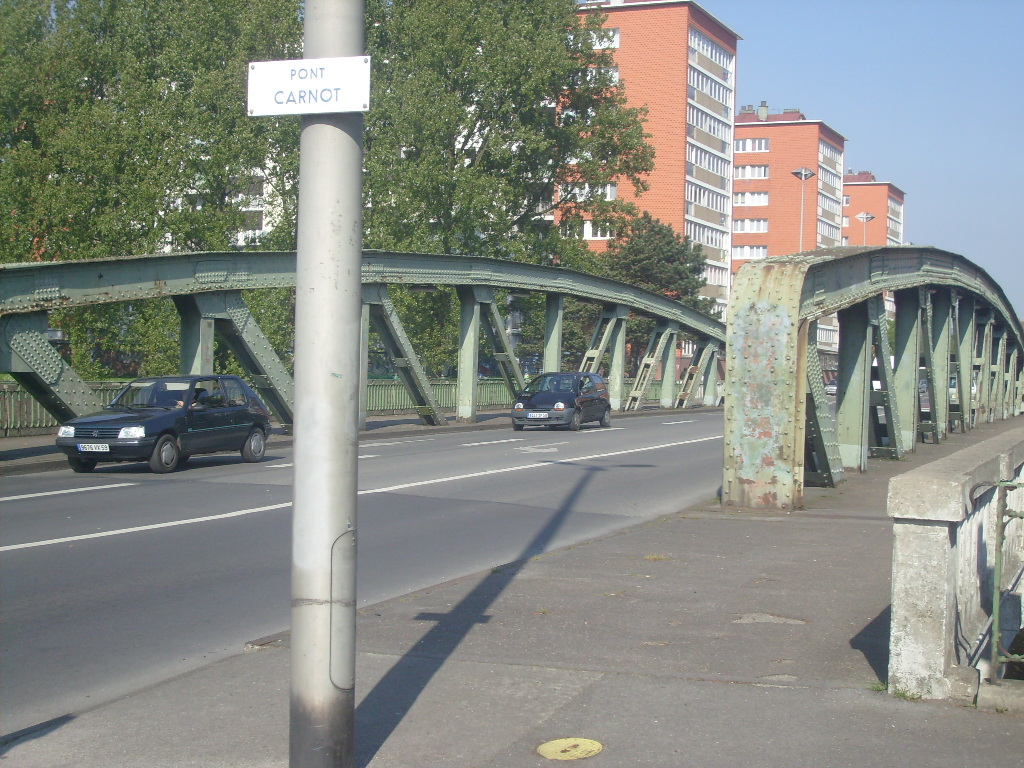
Le pont Carnot.
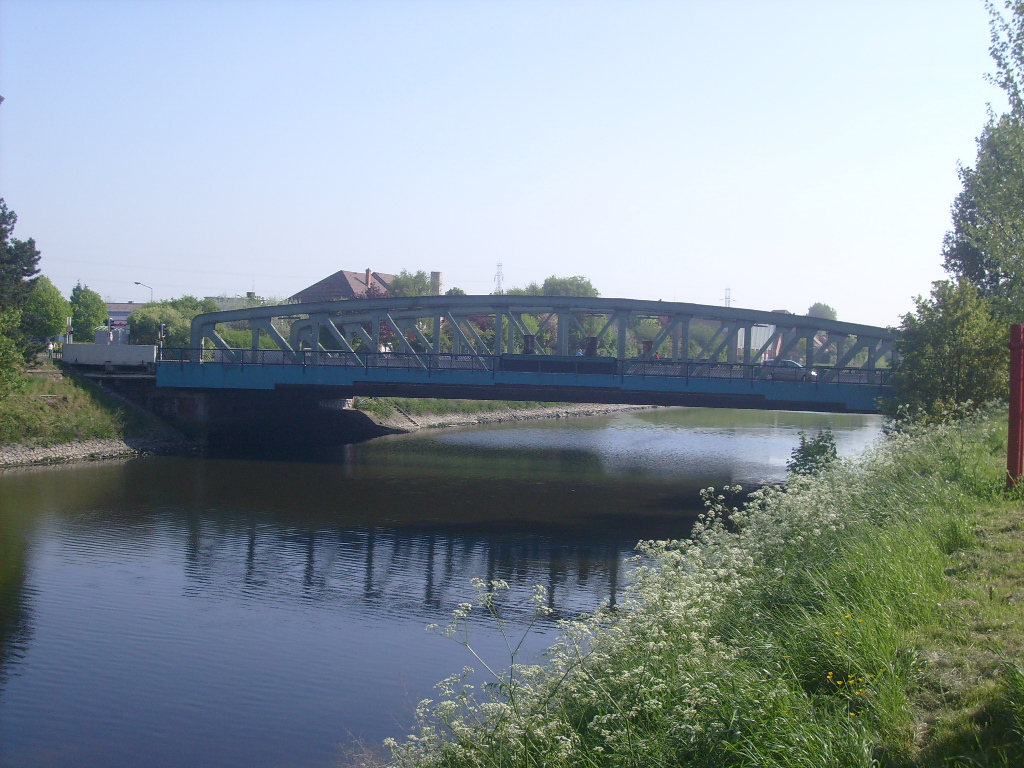
Le pont de Rosendaël.
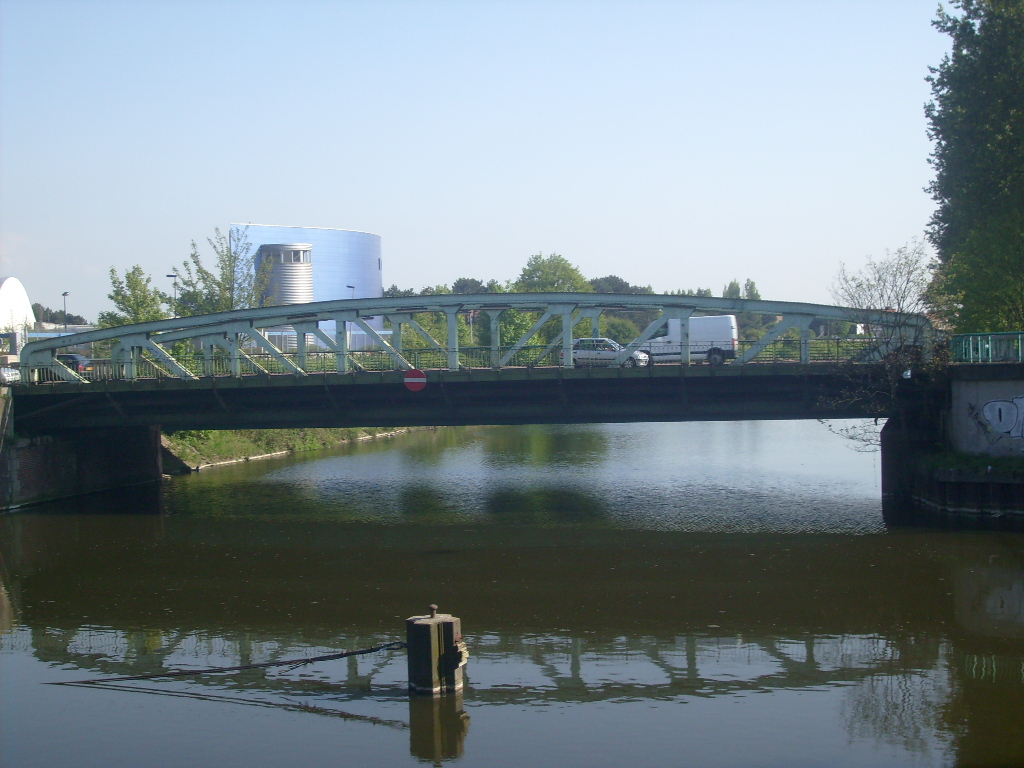
Le pont des quatre écluses .

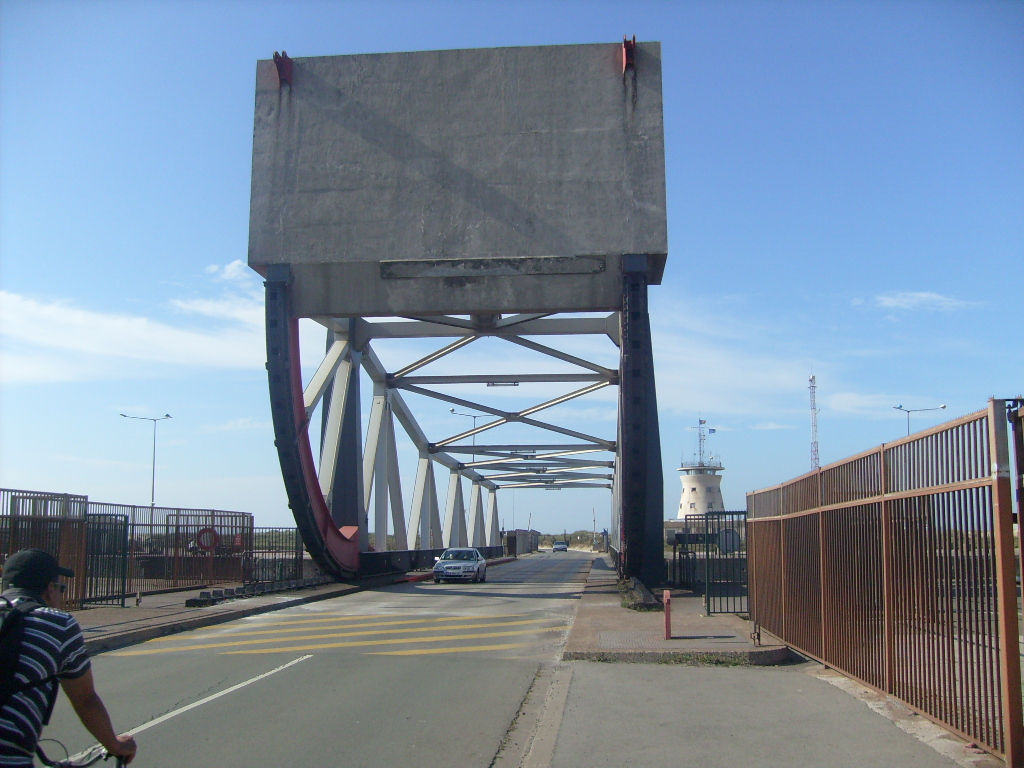
Pont Charles-de-Gaulle
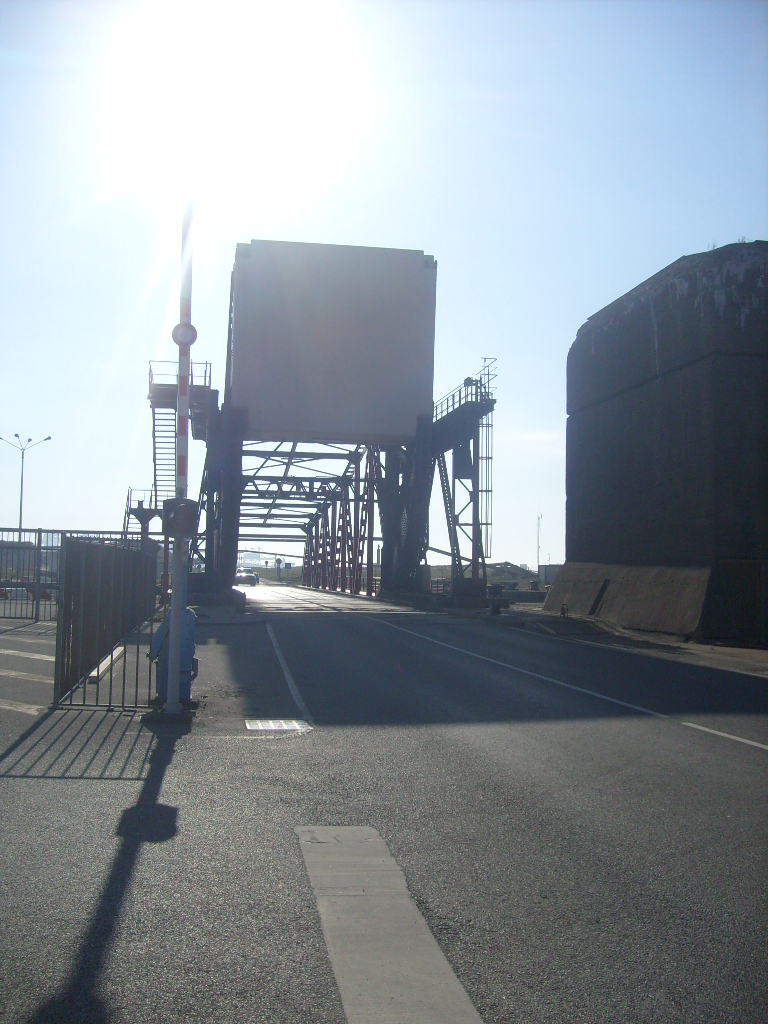
Pont Wattier
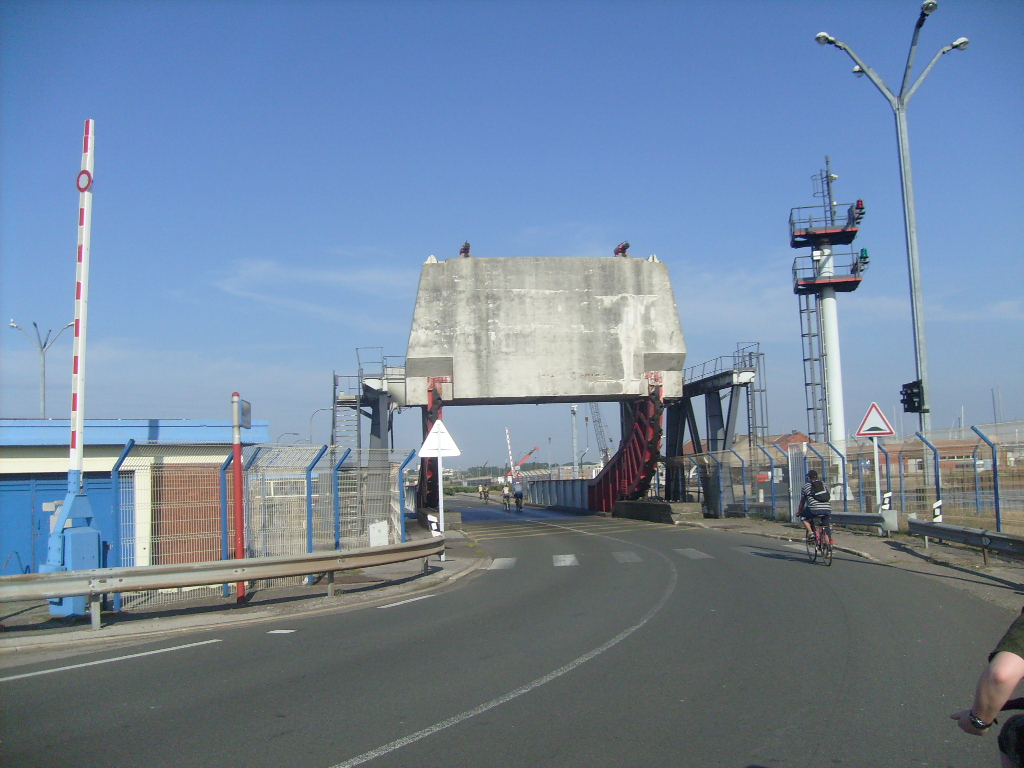
Pont Trystram

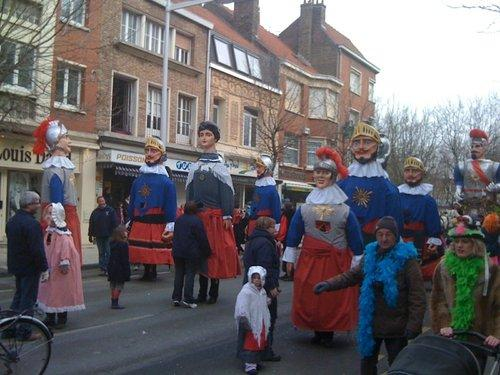
La famille et les gardes du Reuze
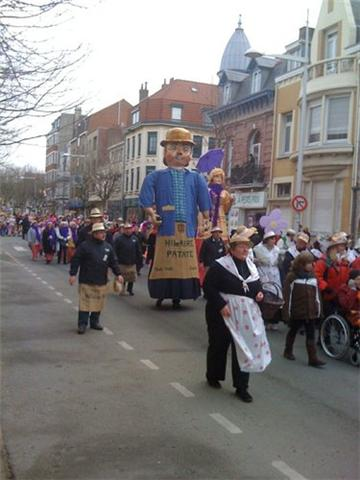
Hilaire Patate

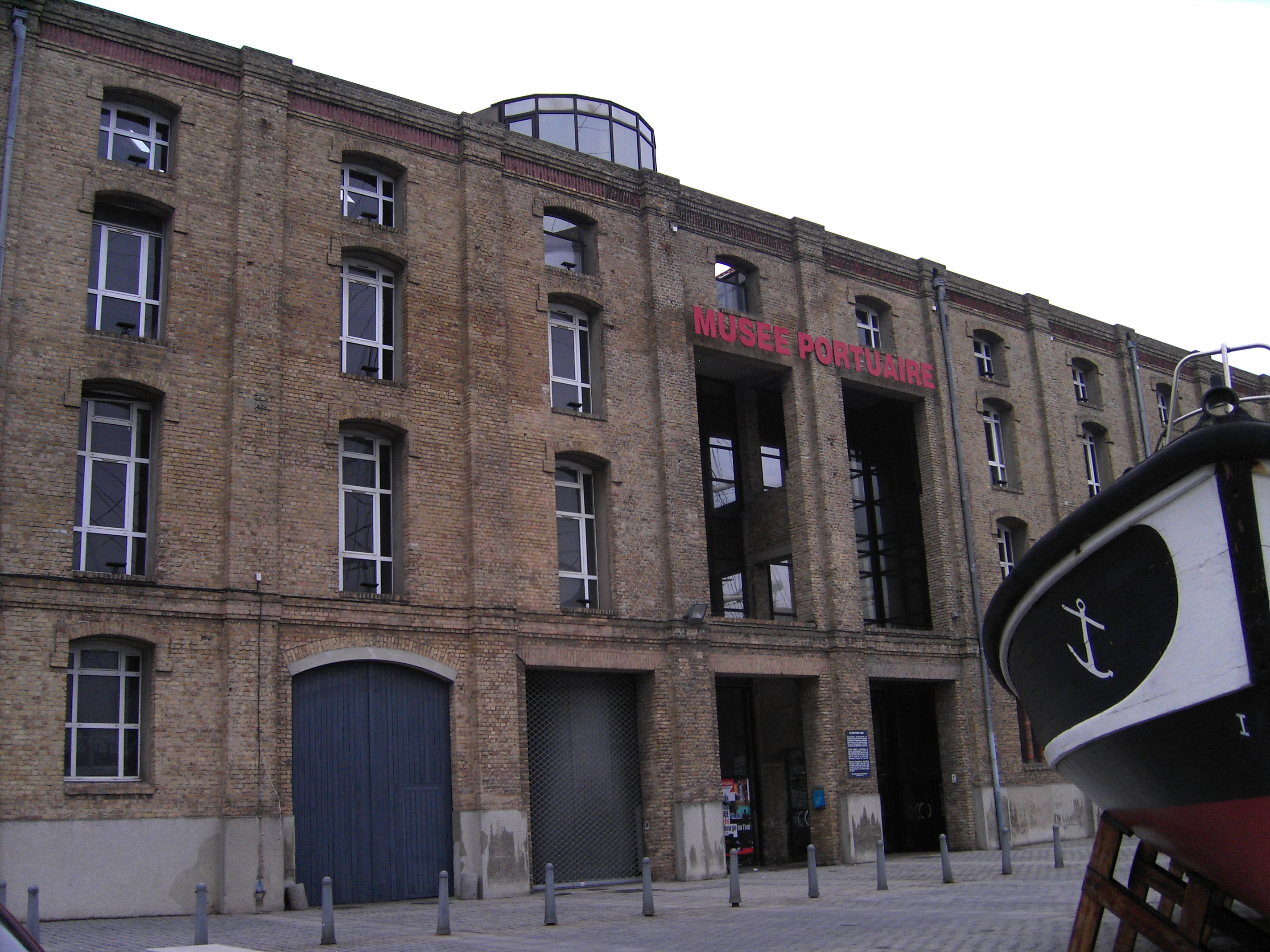
Façade du Musée portuaire
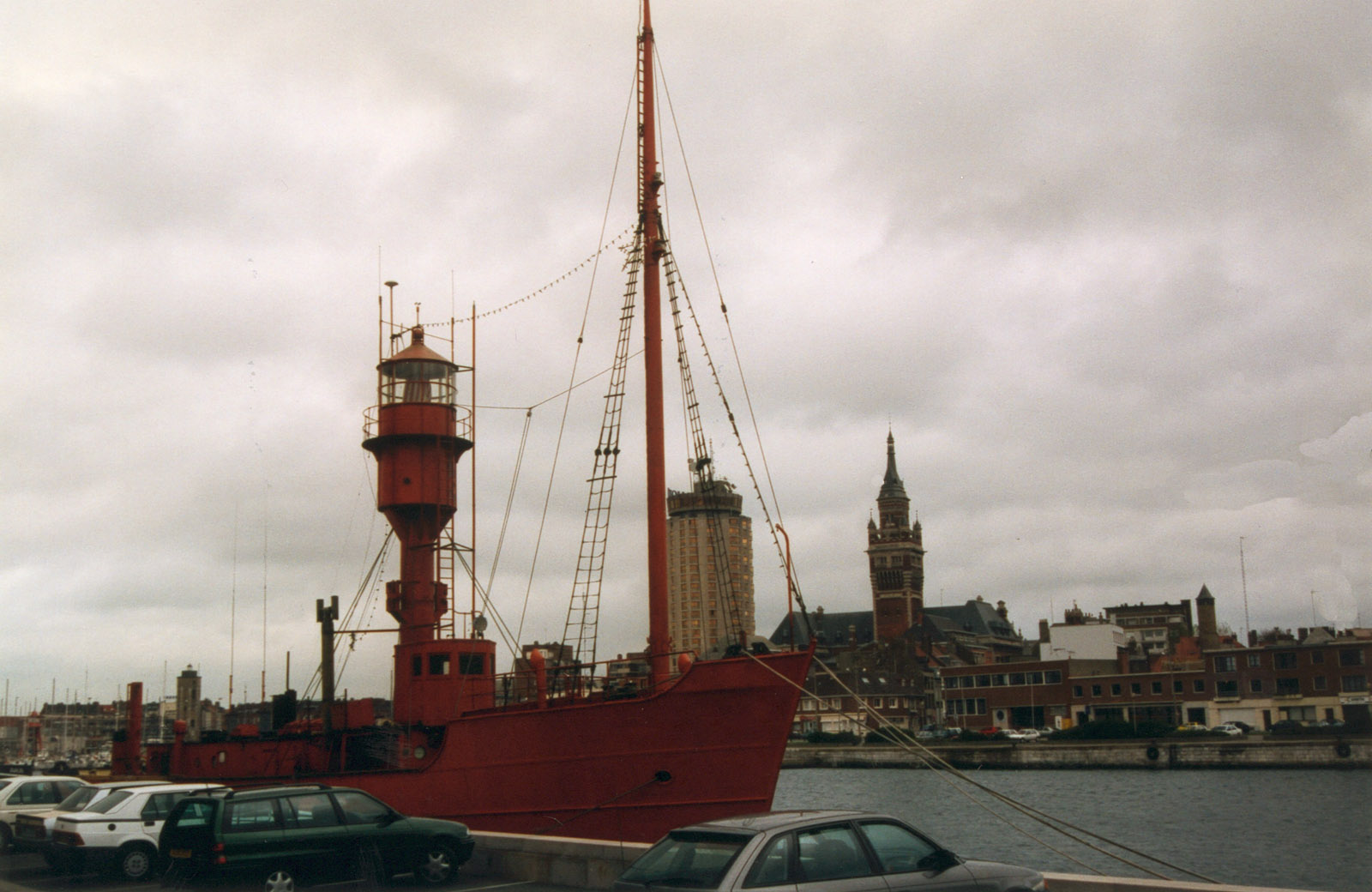
Le bateau-feu Sandettié
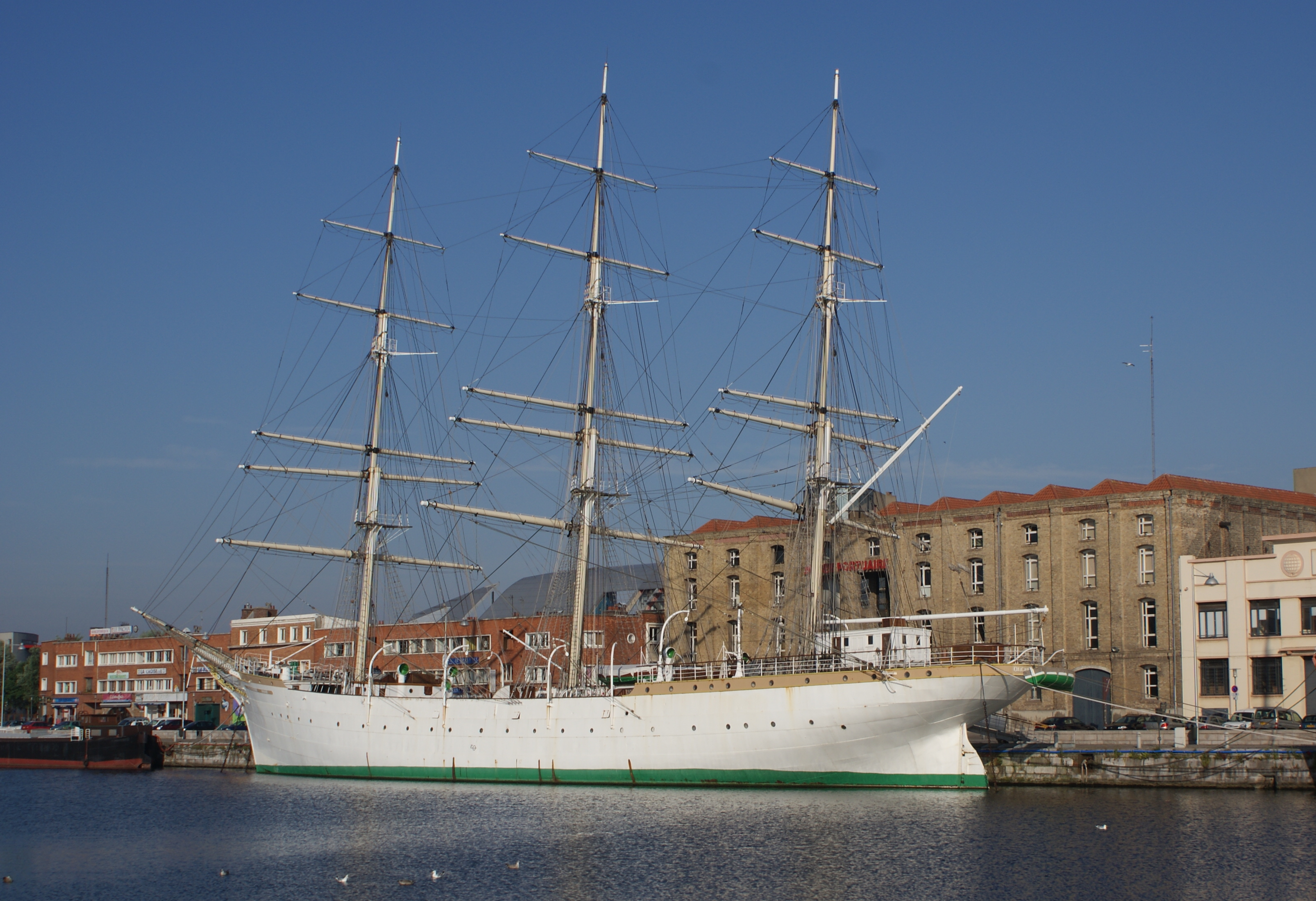
Le trois-mâts Duchesse Anne
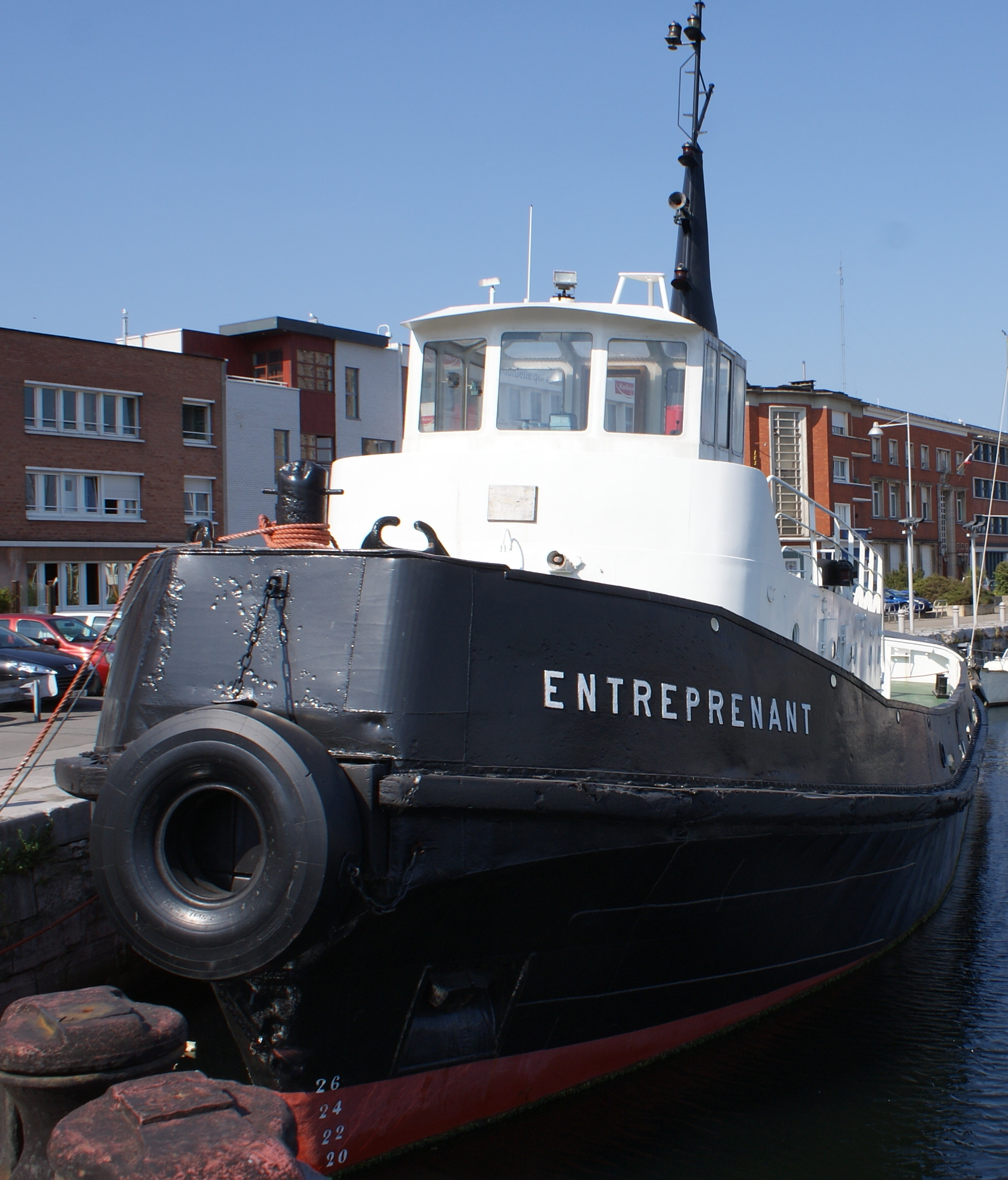
Le remorqueur l'Entreprenant

Grandes armes de Dunkerque.
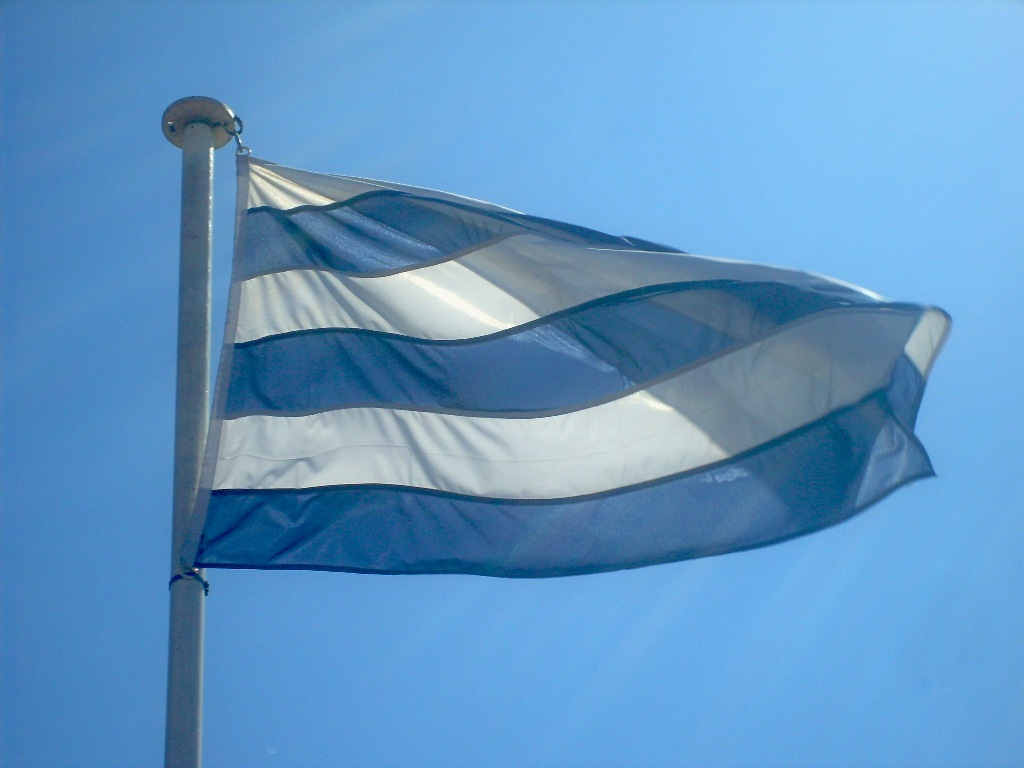
Drapeau de Dunkerque.
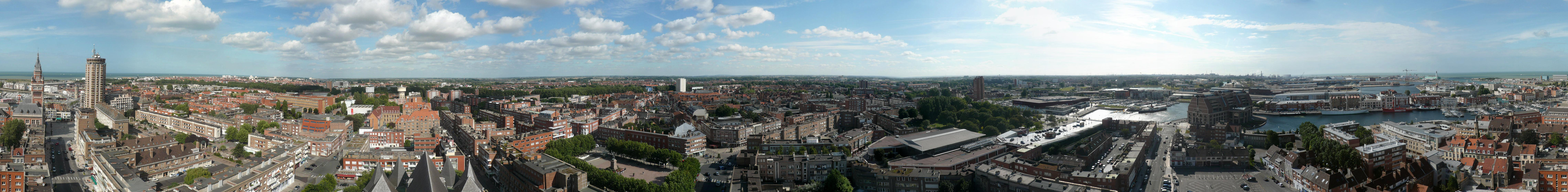
Panorama à 360° de Dunkerque.
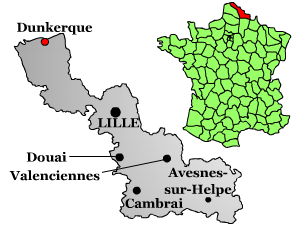
La position de Dunkerque.
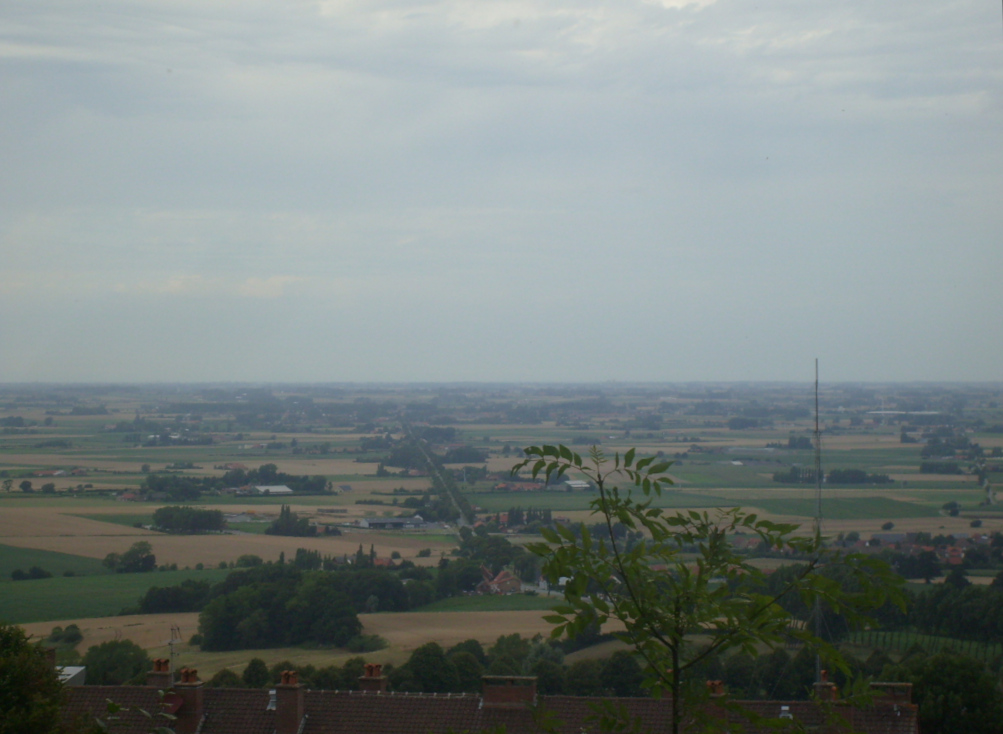
Cassel
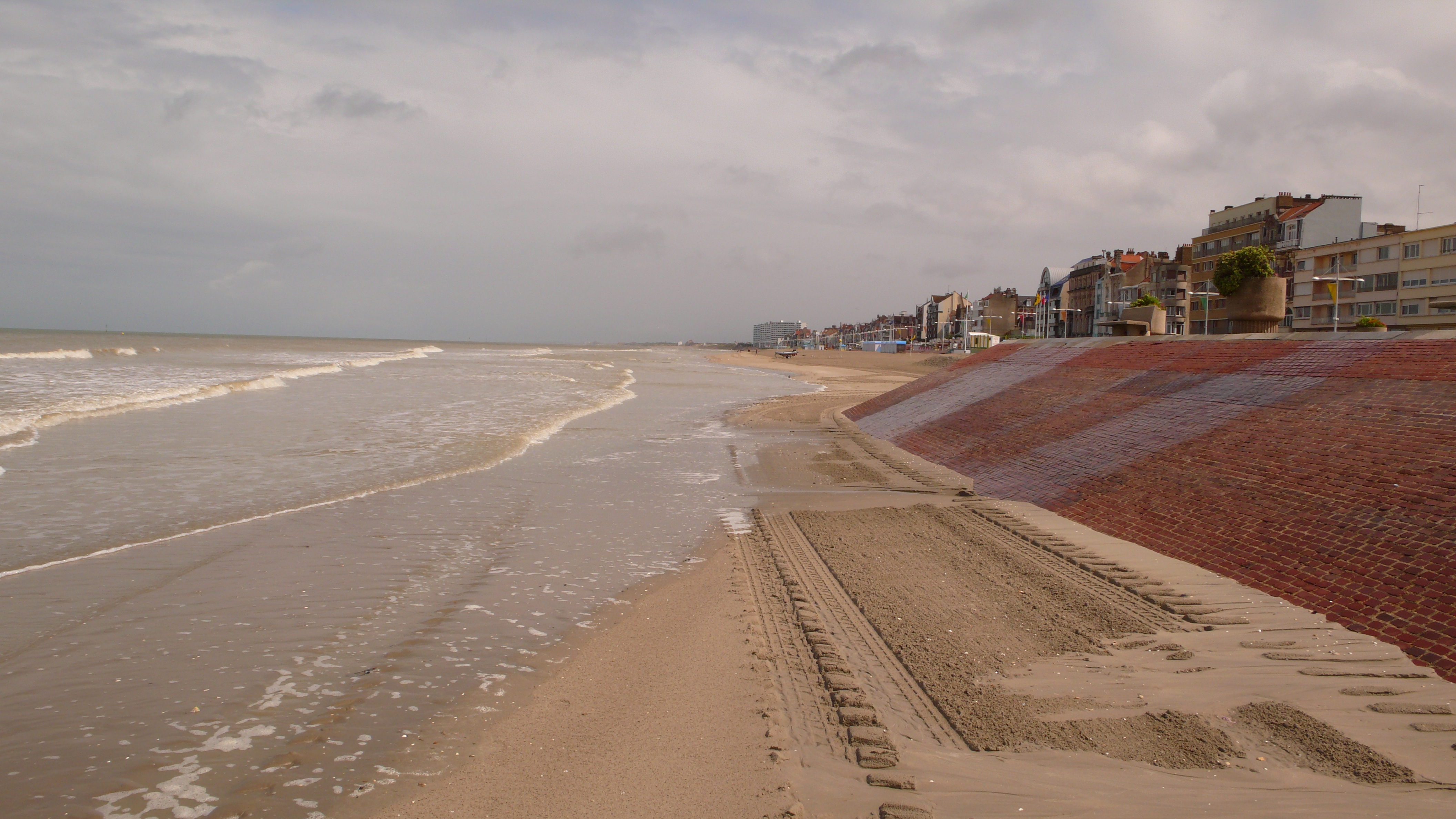
La mer du Nord à marée haute à Malo-les-Bains.
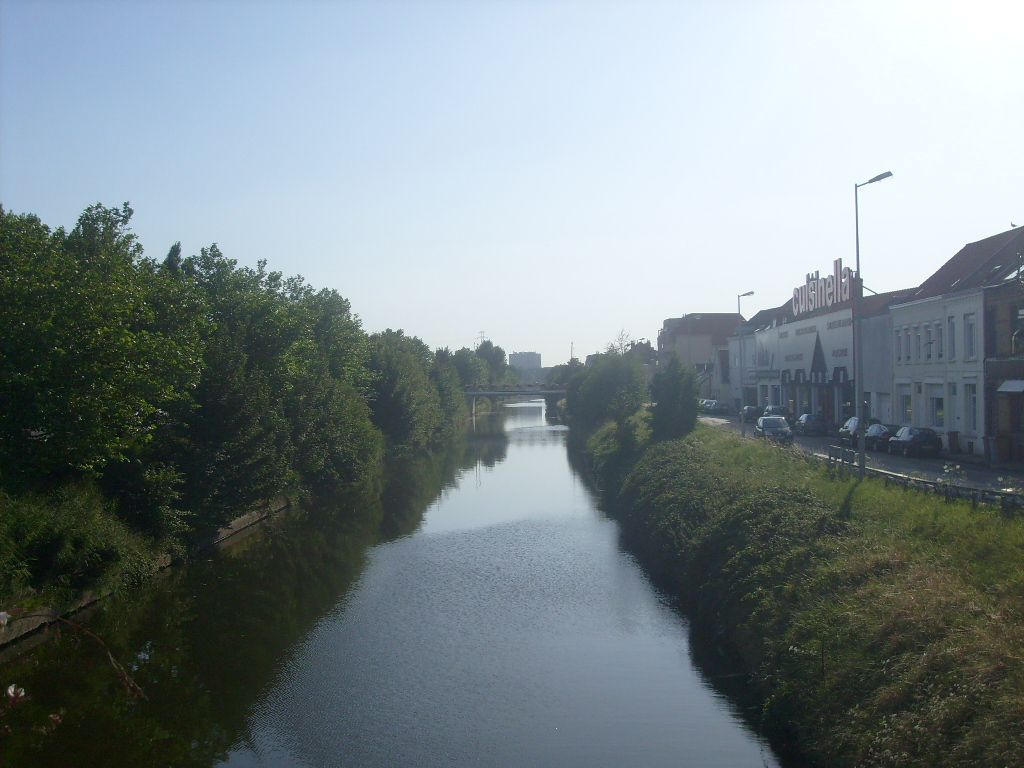
Le canal de Furnes peu après les quatre écluses.
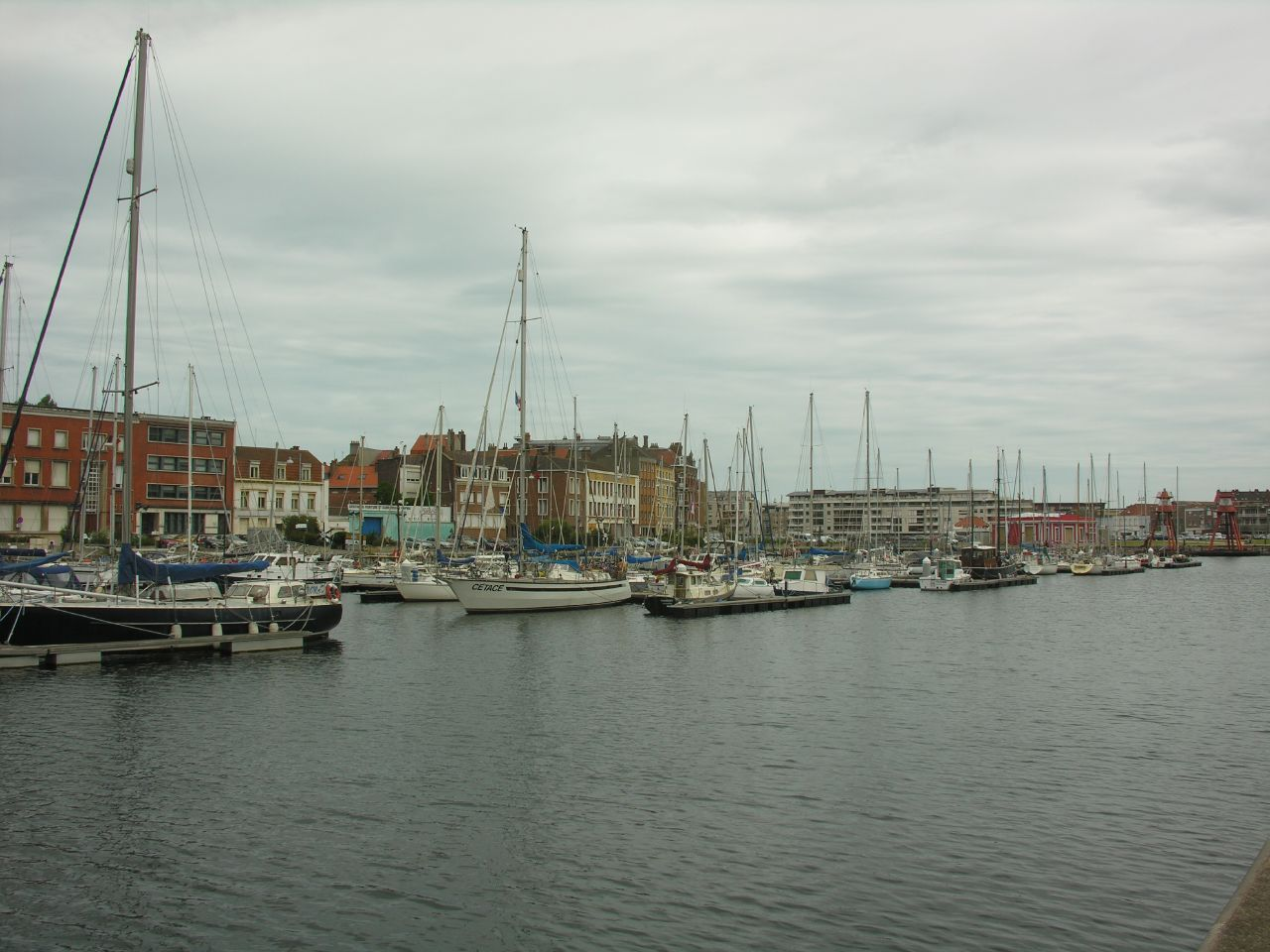
Le port de plaisance du bassin de commerce.
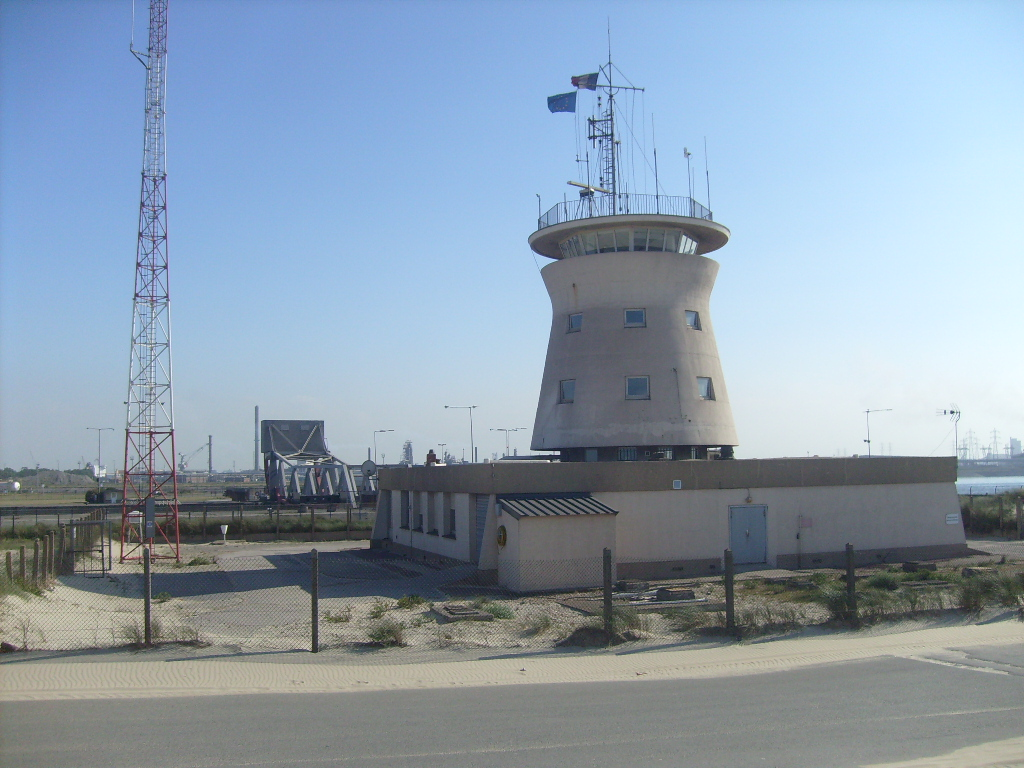
Station météo de Dunkerque (au second plan : l'écluse).
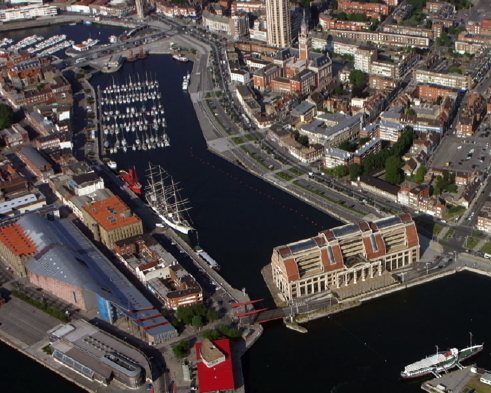
La citadelle et une partie du centre-ville.
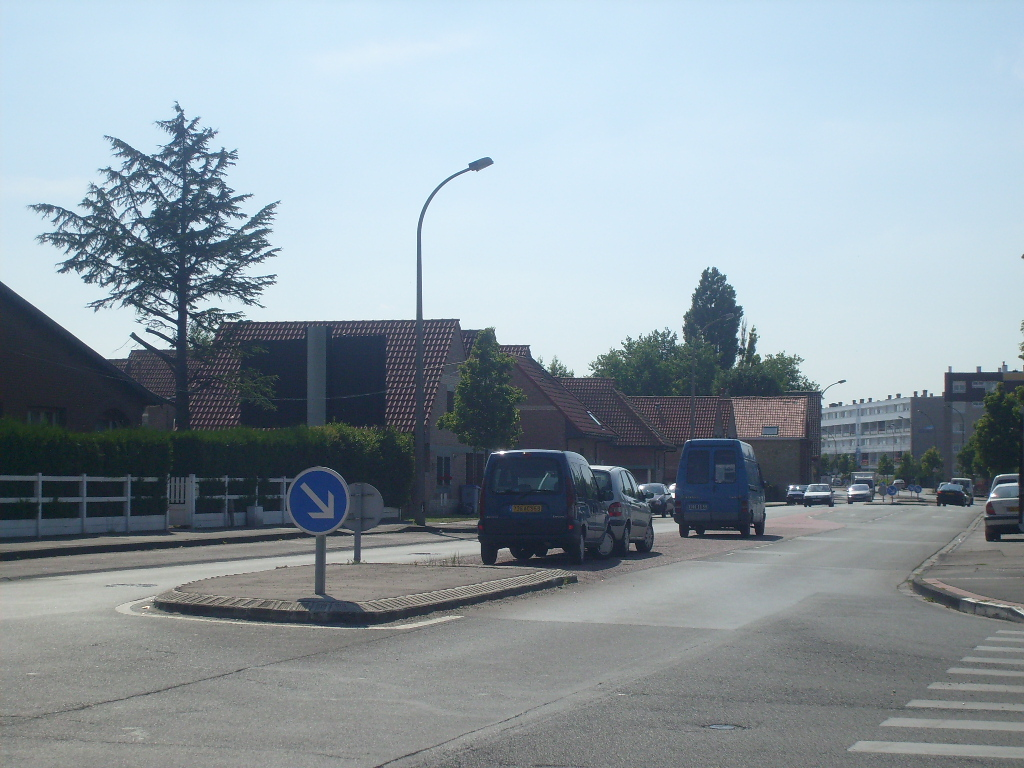
Petite-Synthe
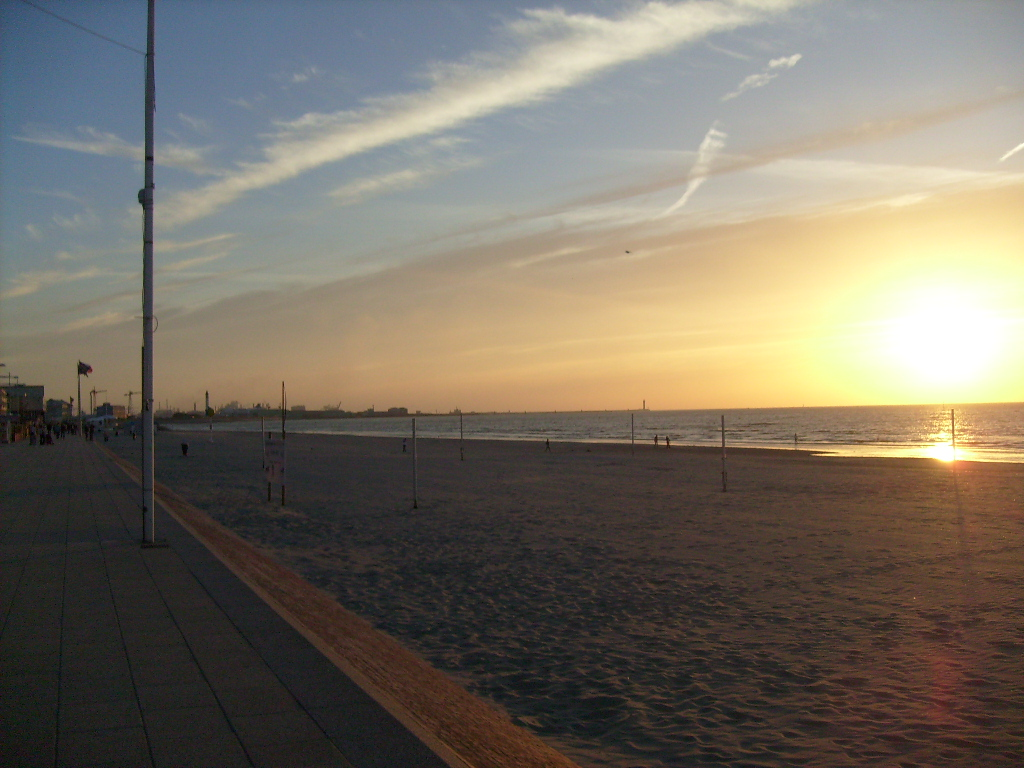
La reine des plages du nord.
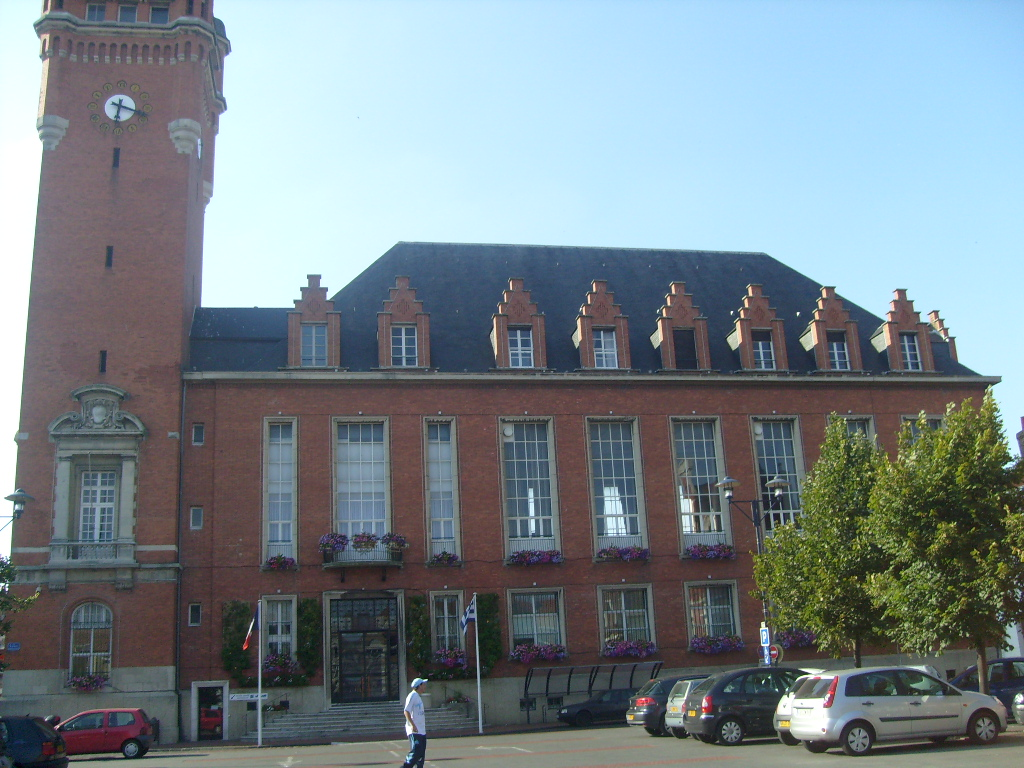
Hôtel de ville de Rosendaël.
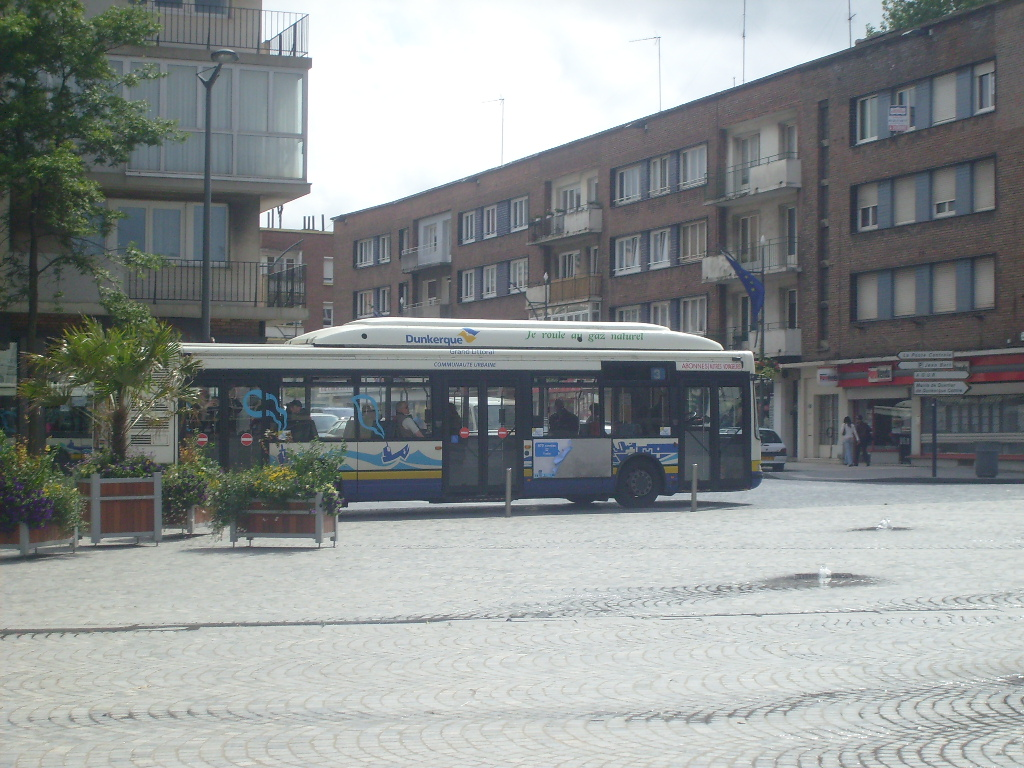
Bus dunkerquois (au gaz)
Le sceau de Dunkerque avant sa destruction dans l'incendie.
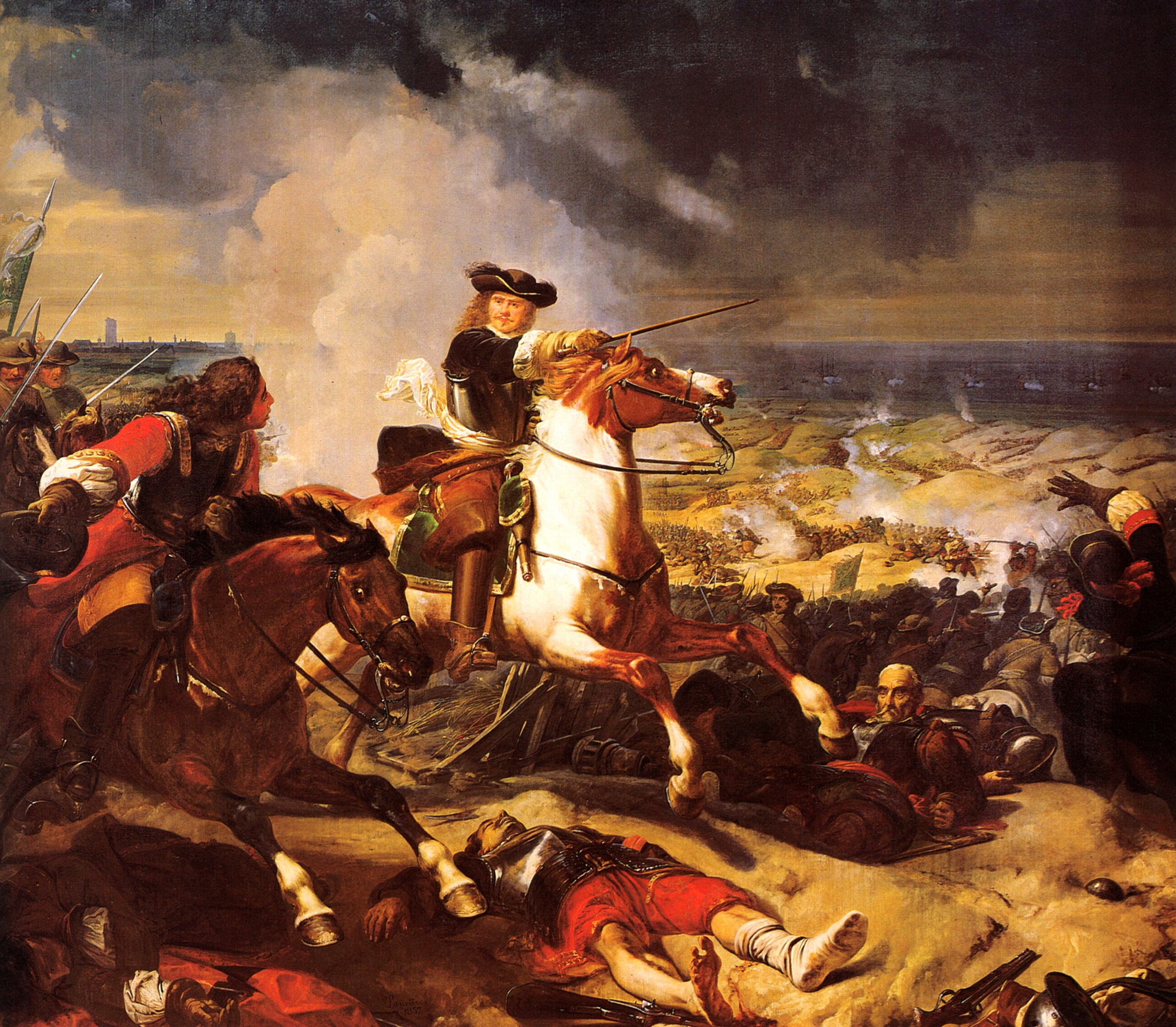
La Bataille des Dunes
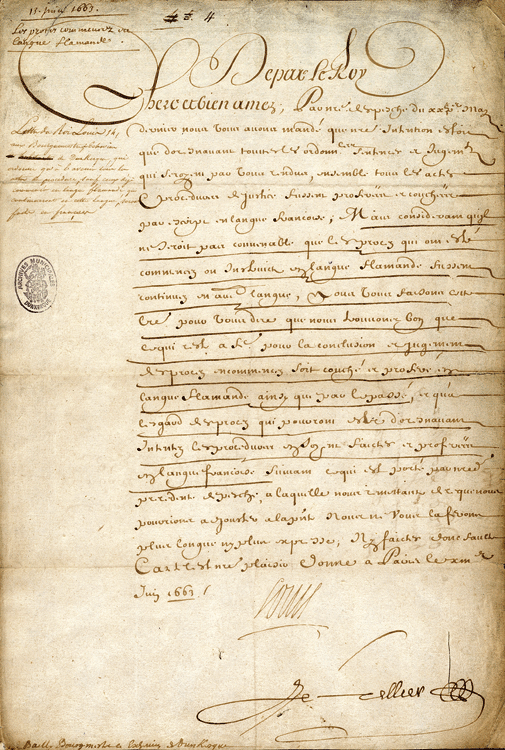
Par cette lettre, Louis XIV demande, en 1663, que la langue française soit employée.
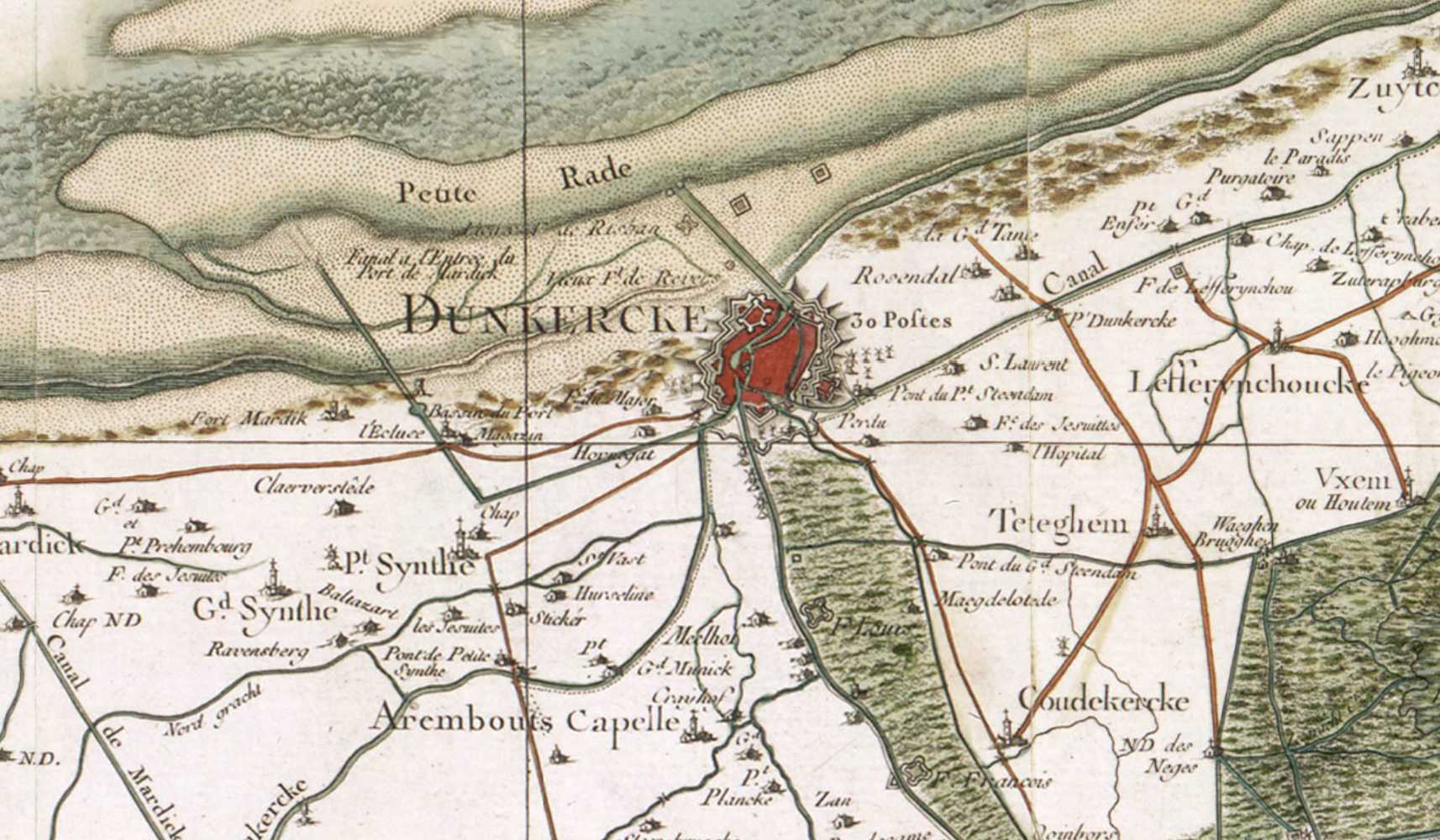
Carte de Cassini de Dunkerque, Petite-Synthe et Rosendaël.
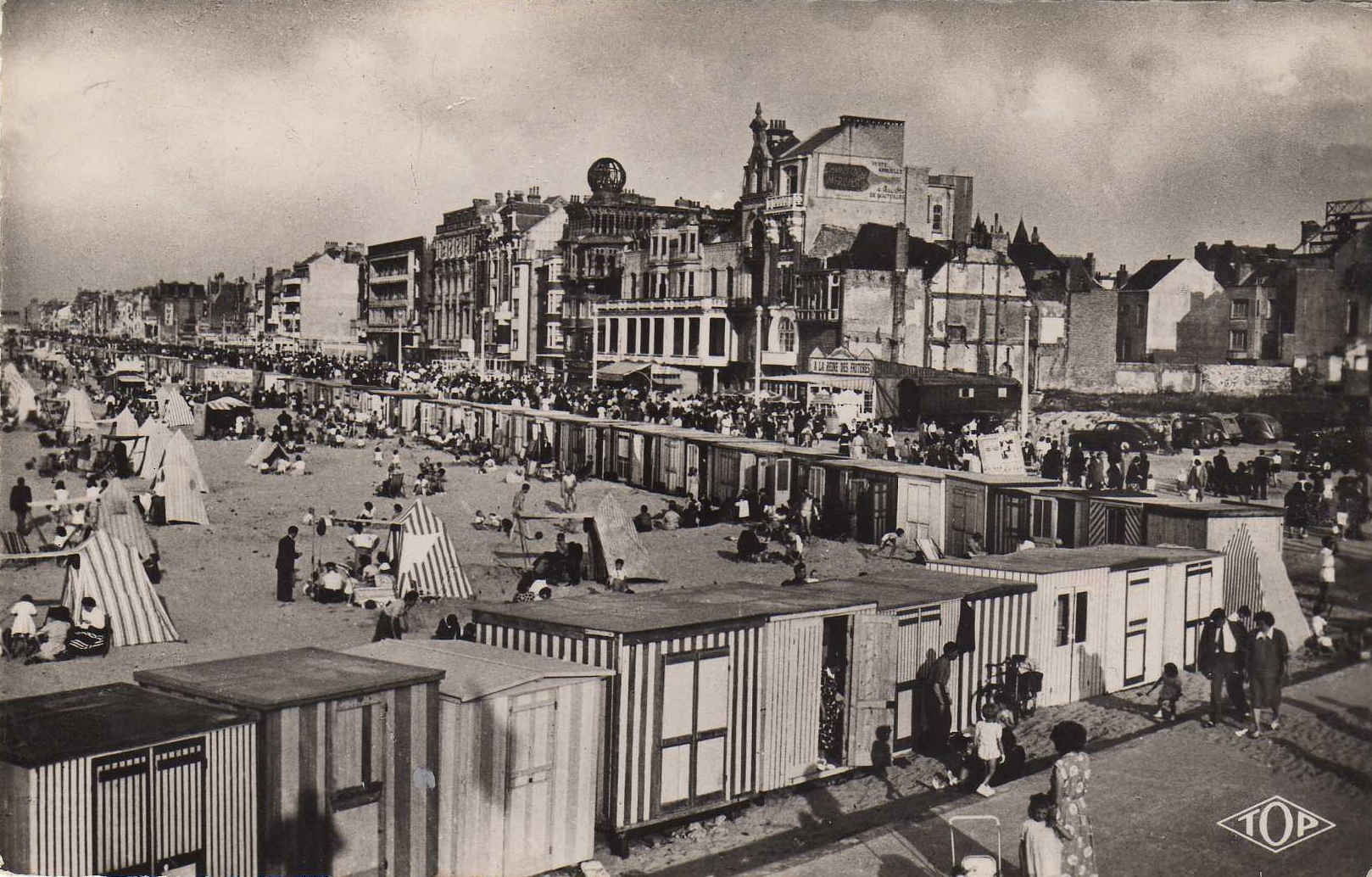
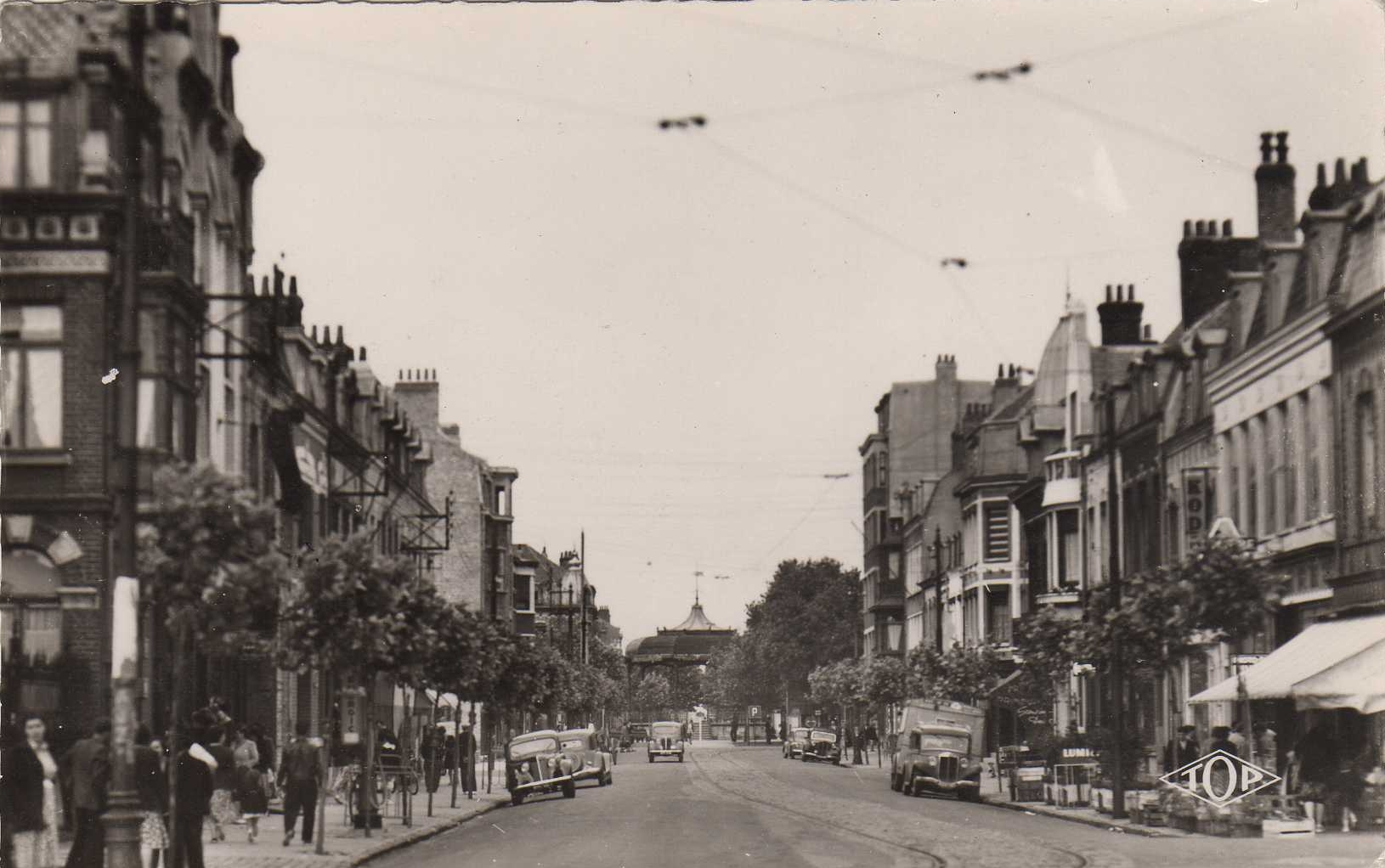
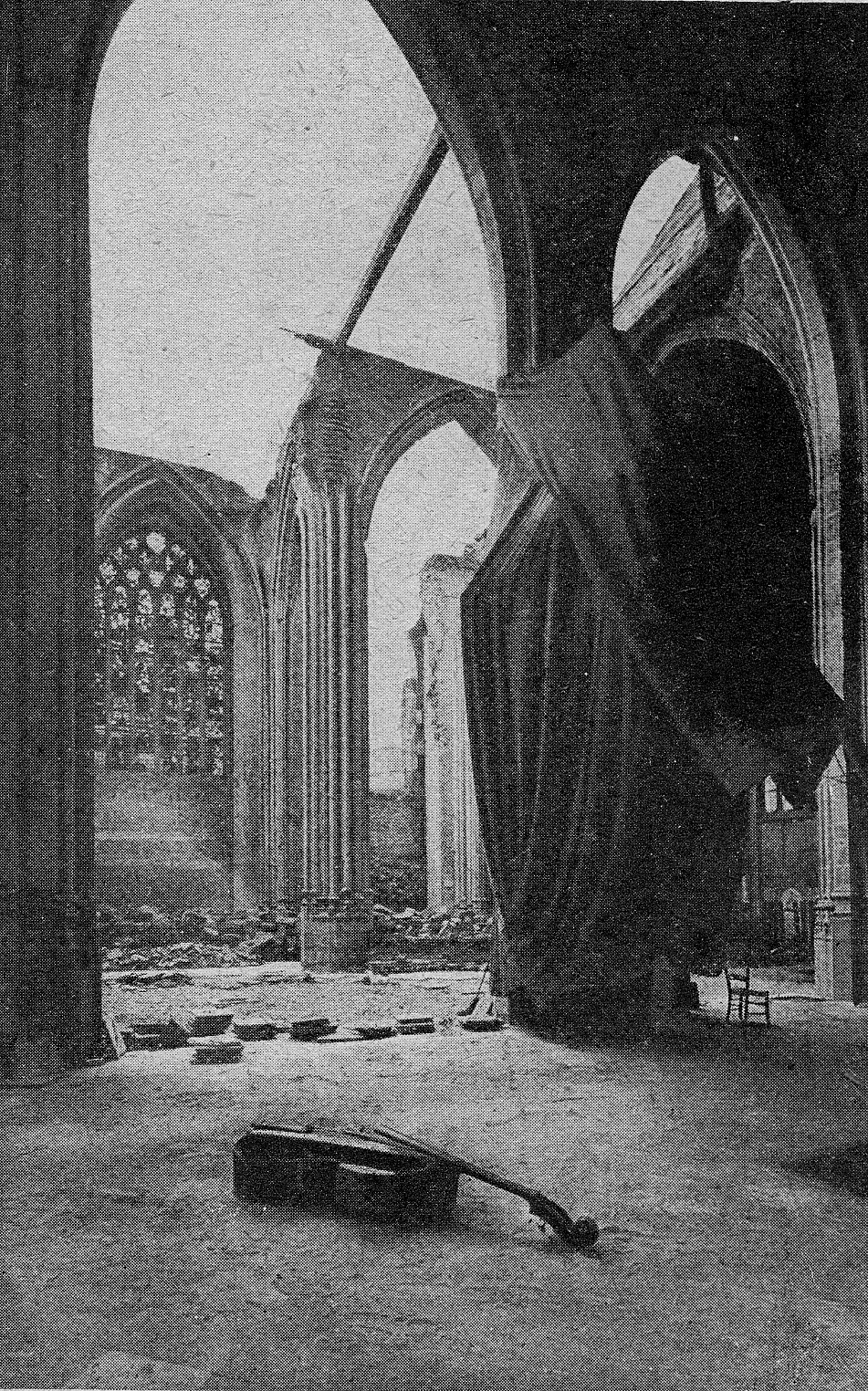
Église Saint-Eloi après un bombardement pendant la Première Guerre mondiale
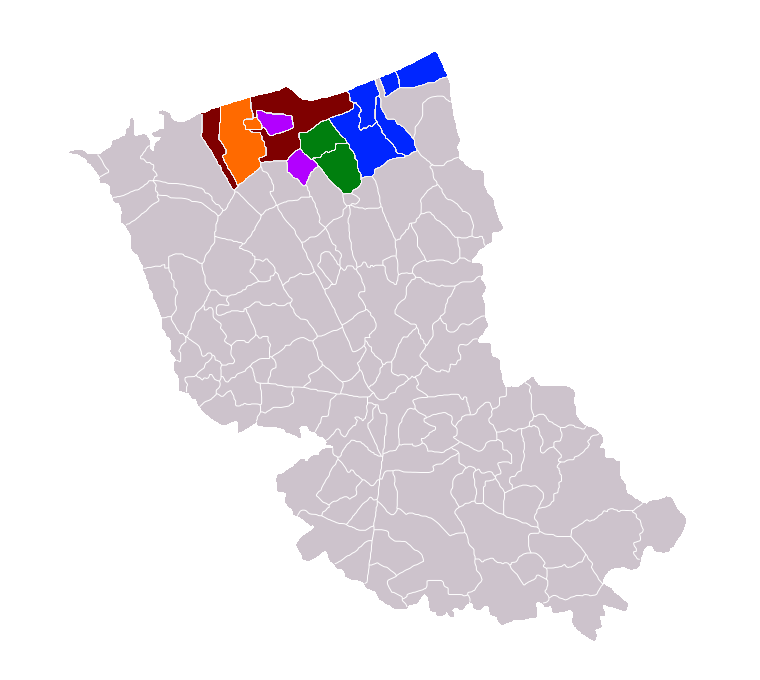
Dunkerque et ses cantons: canton de Dunkerque-Est
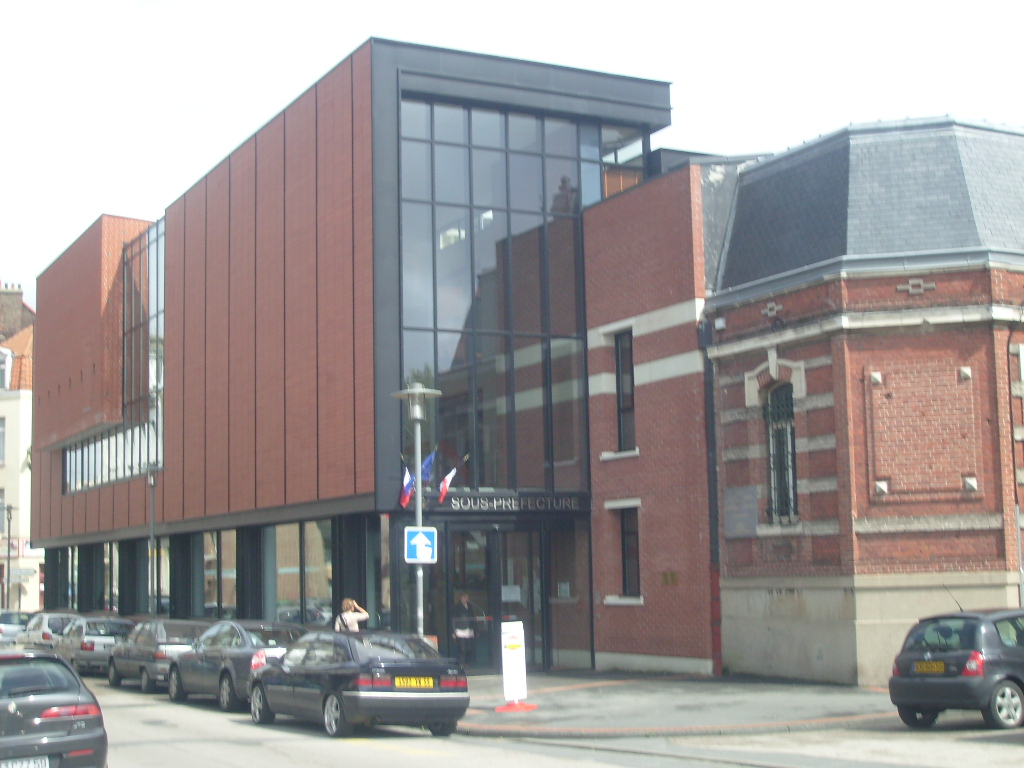
La sous-préfecture de Dunkerque
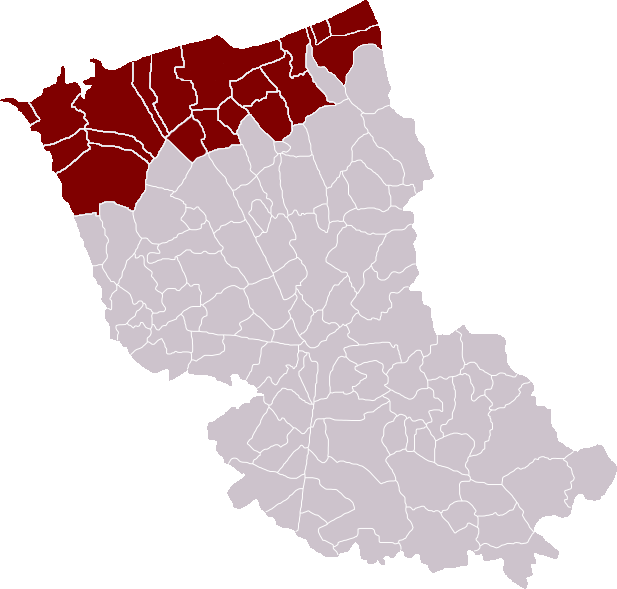
Le territoire de la CUD
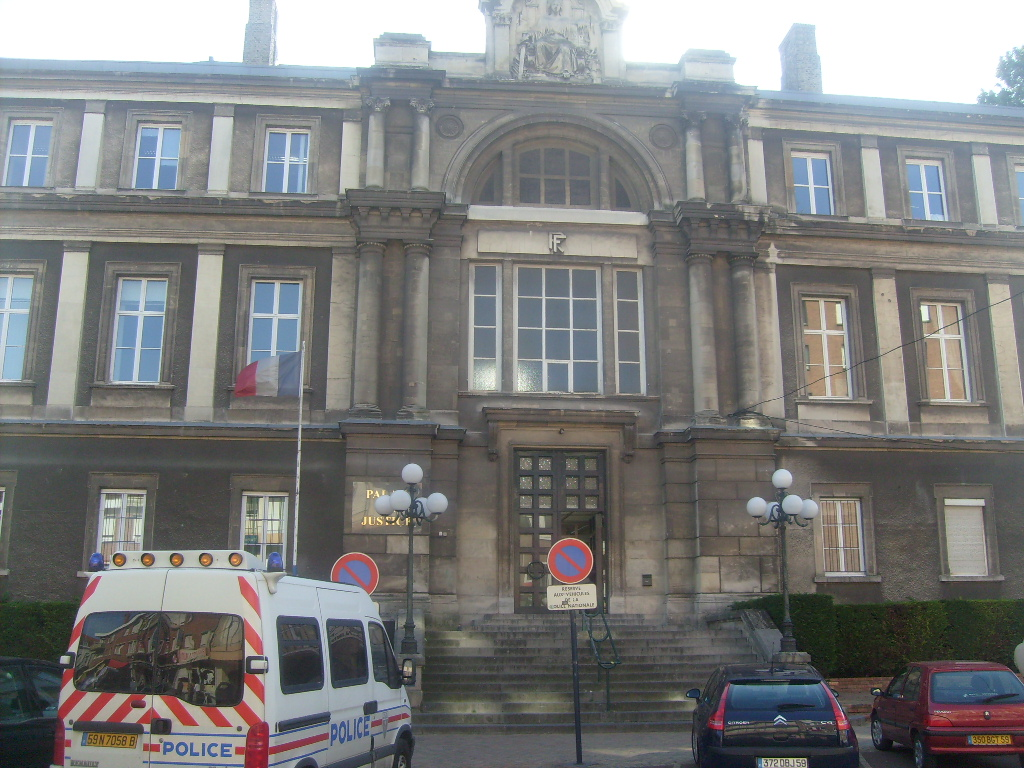
Palais de Justice de Dunkerque.
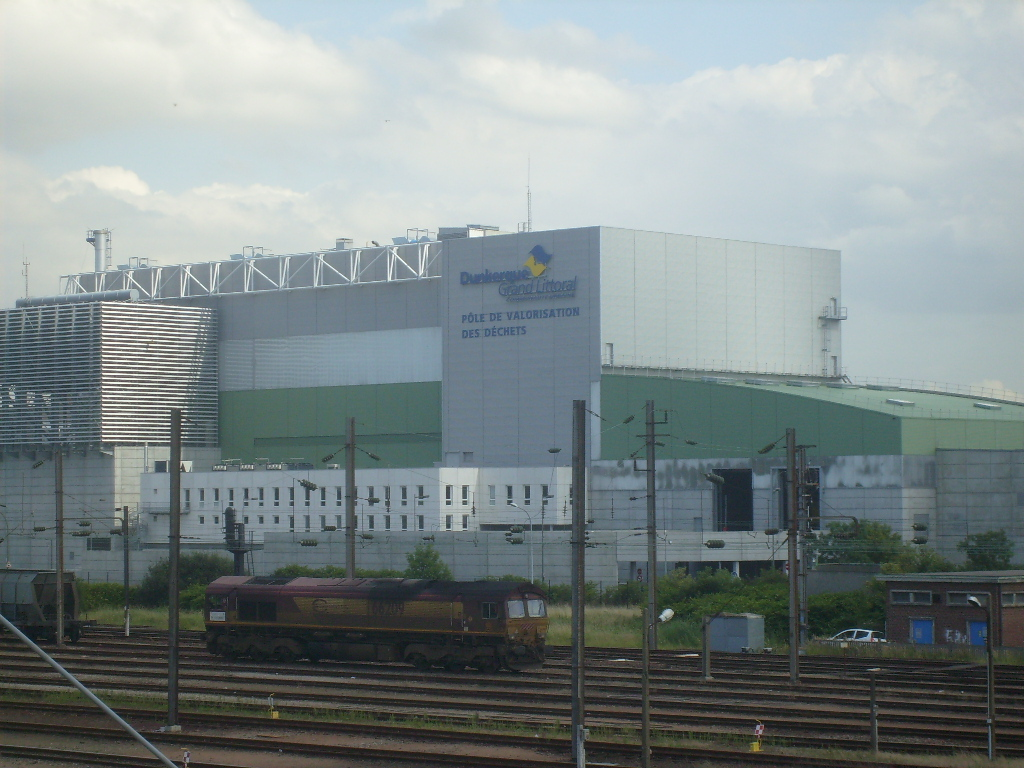
Le Pôle de Valorisation des Déchets comprenant le CVO et le CVE
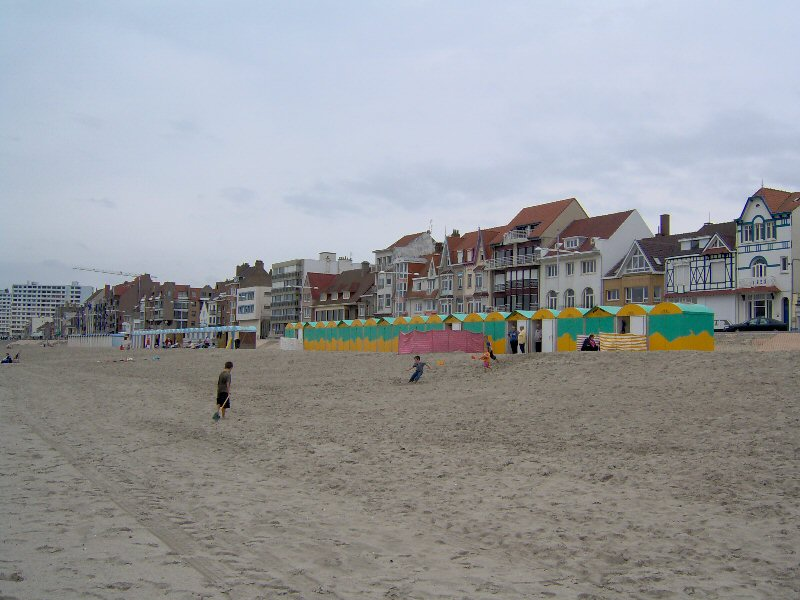
Plage de Dunkerque
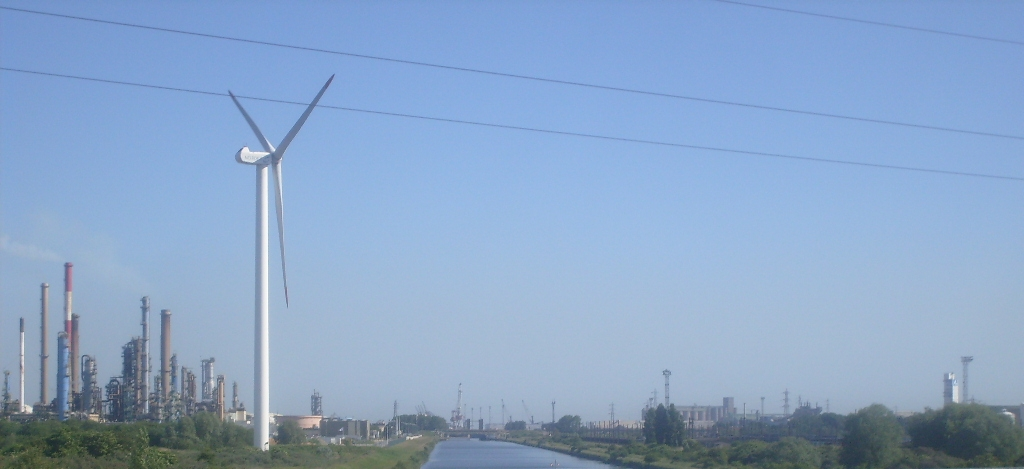
Le port Est de Dunkerque le long de la déviation du canal de Bourbourg
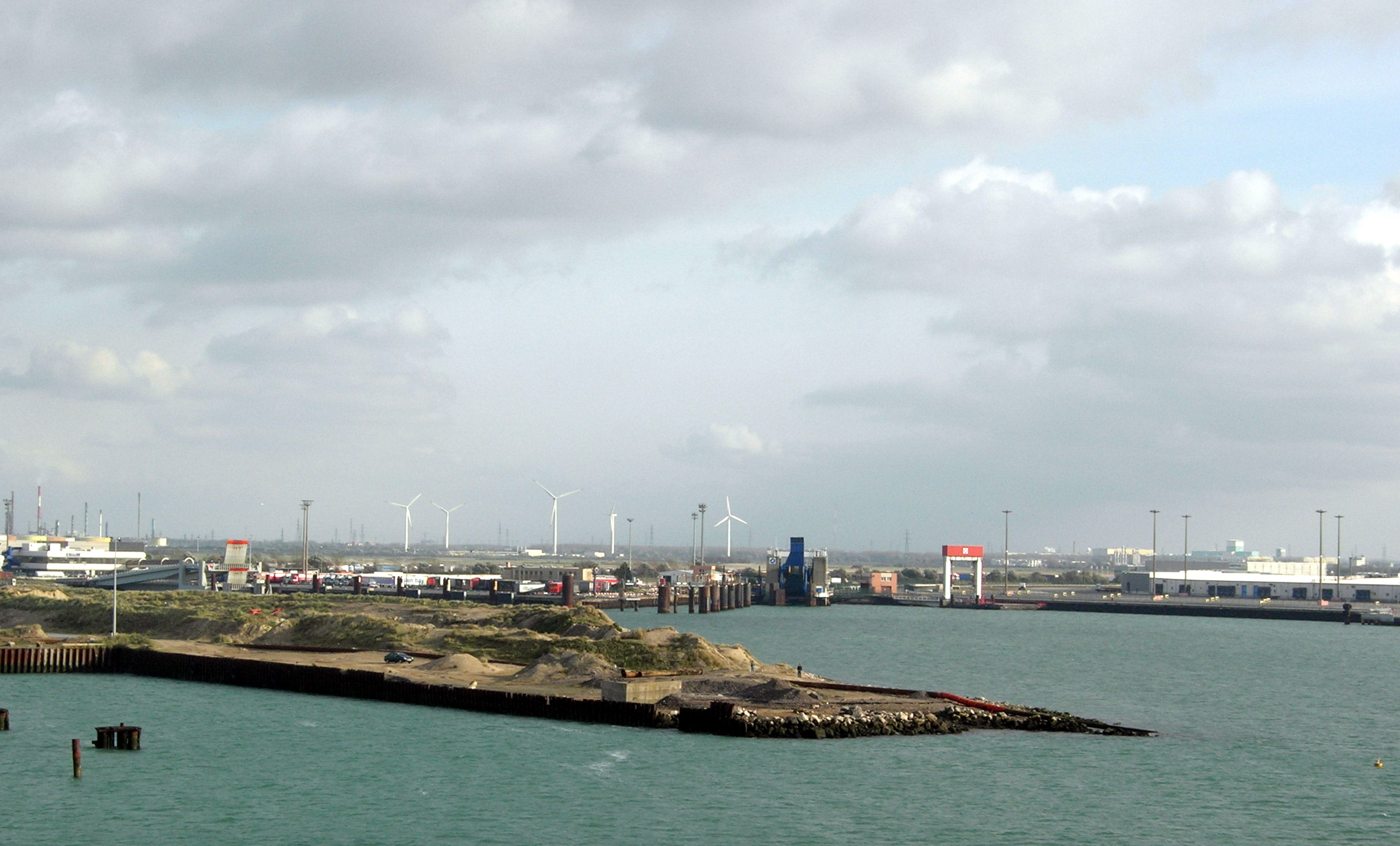
Le port de Dunkerque
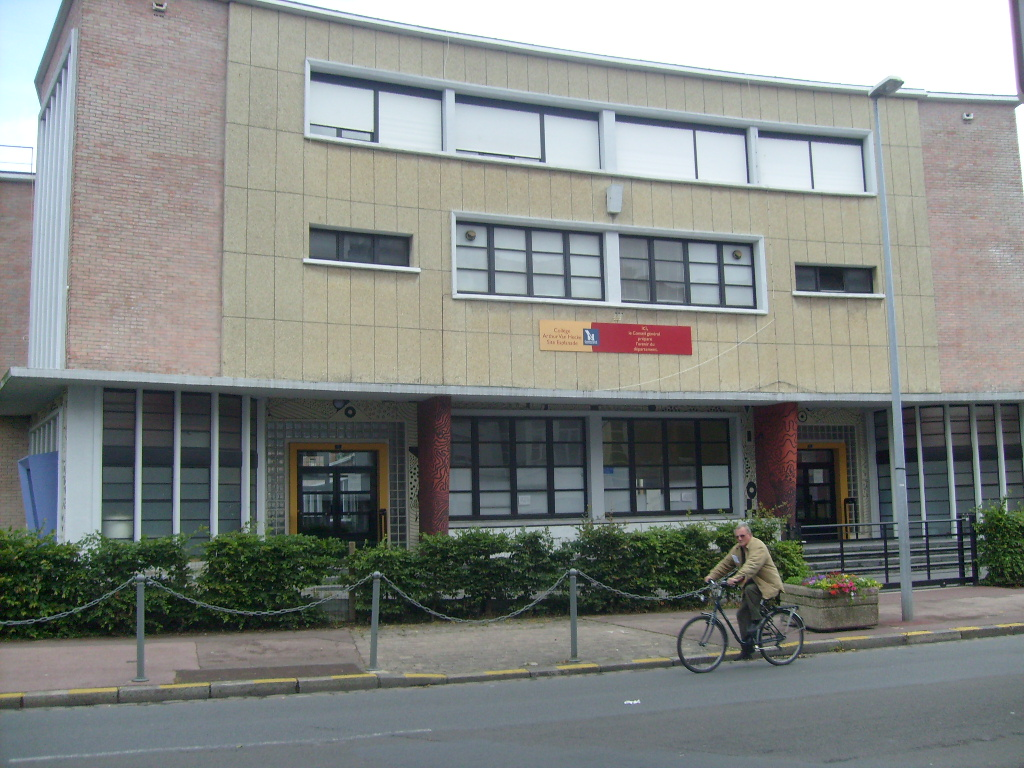
Collège Arthur Van Hecke
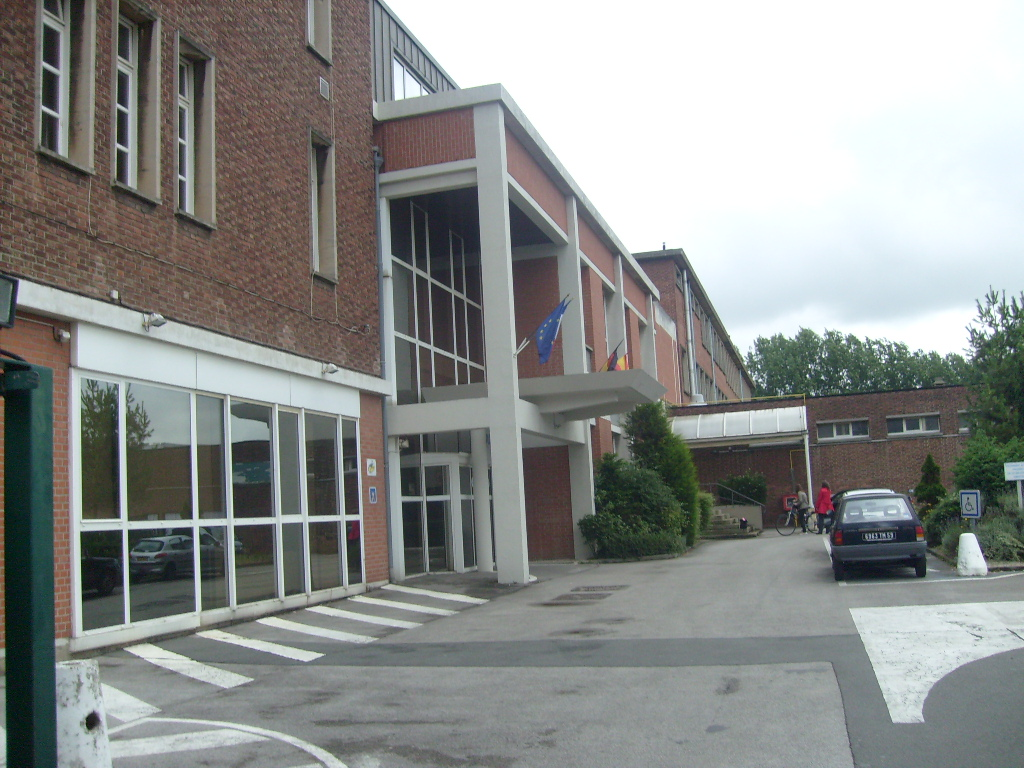
Collège et lycée Notre-Dame-des-Dunes
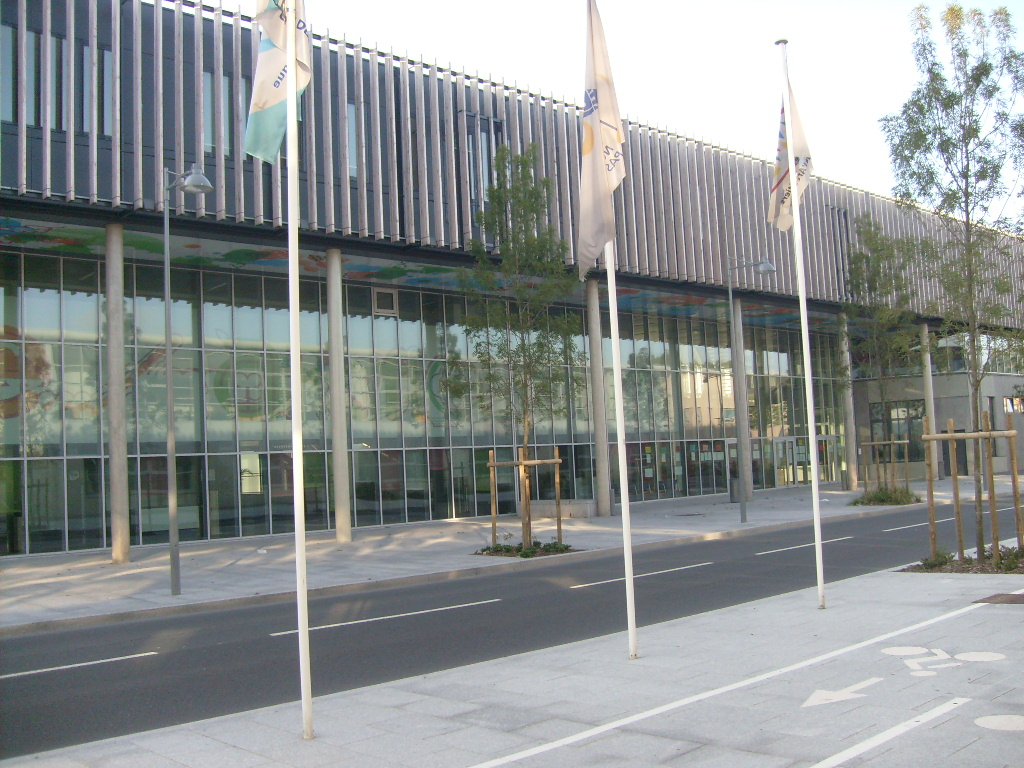
Le nouveau lycée Guy-Debeyre
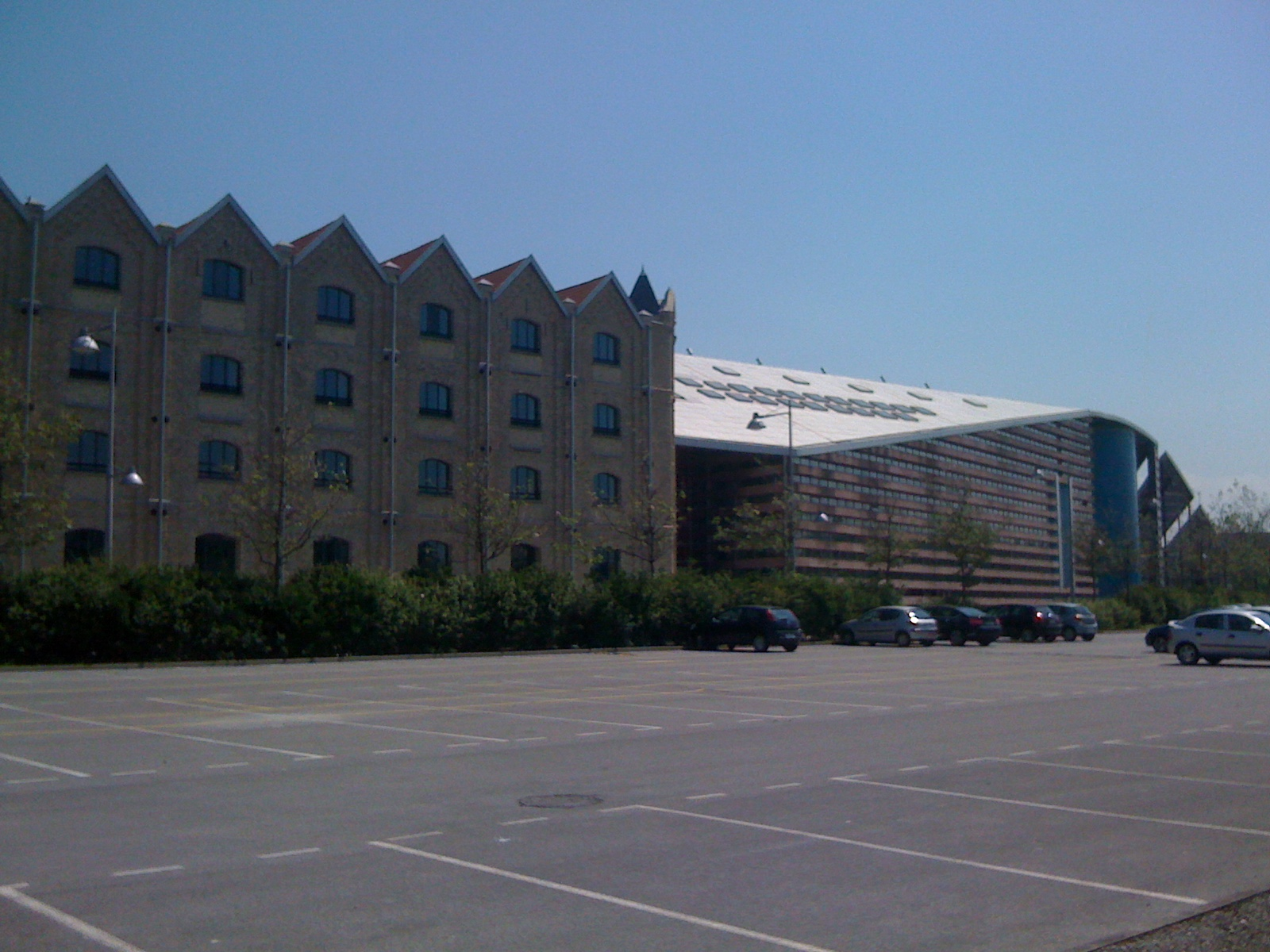
L'université du Littoral-Côte d'Opale à Dunkerque (centre universitaire de la Citadelle)
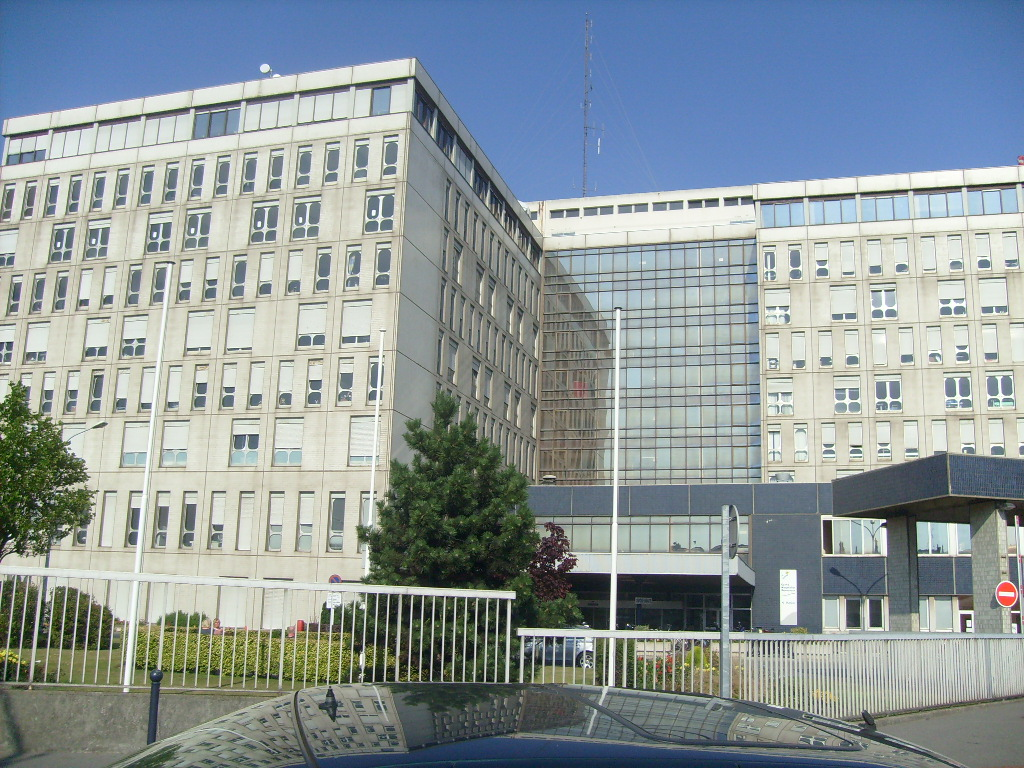
Centre hospitalier de Dunkerque
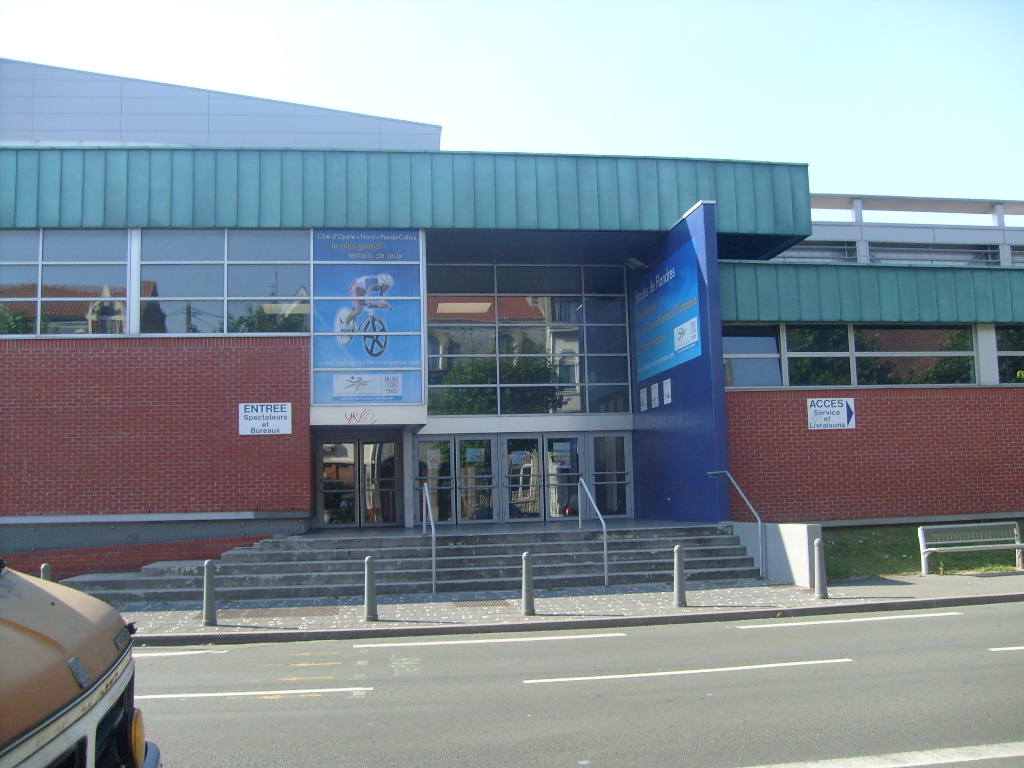
Salle Dewerdt/Stade de Flandres
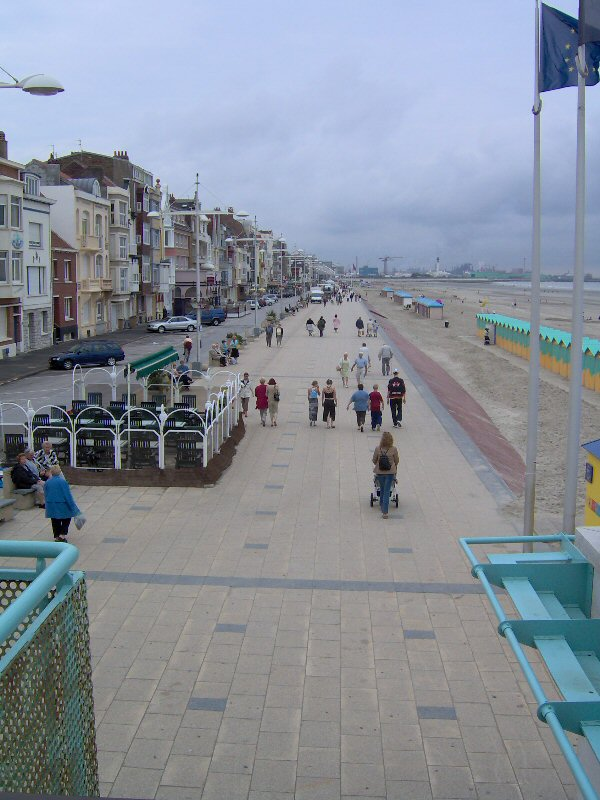
Digue de Dunkerque.
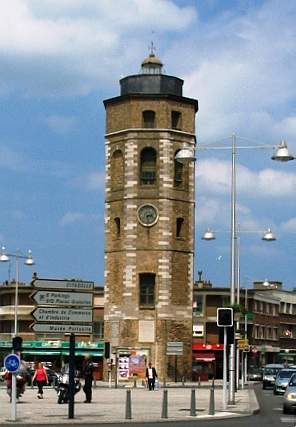
La Tour du Leughenaer
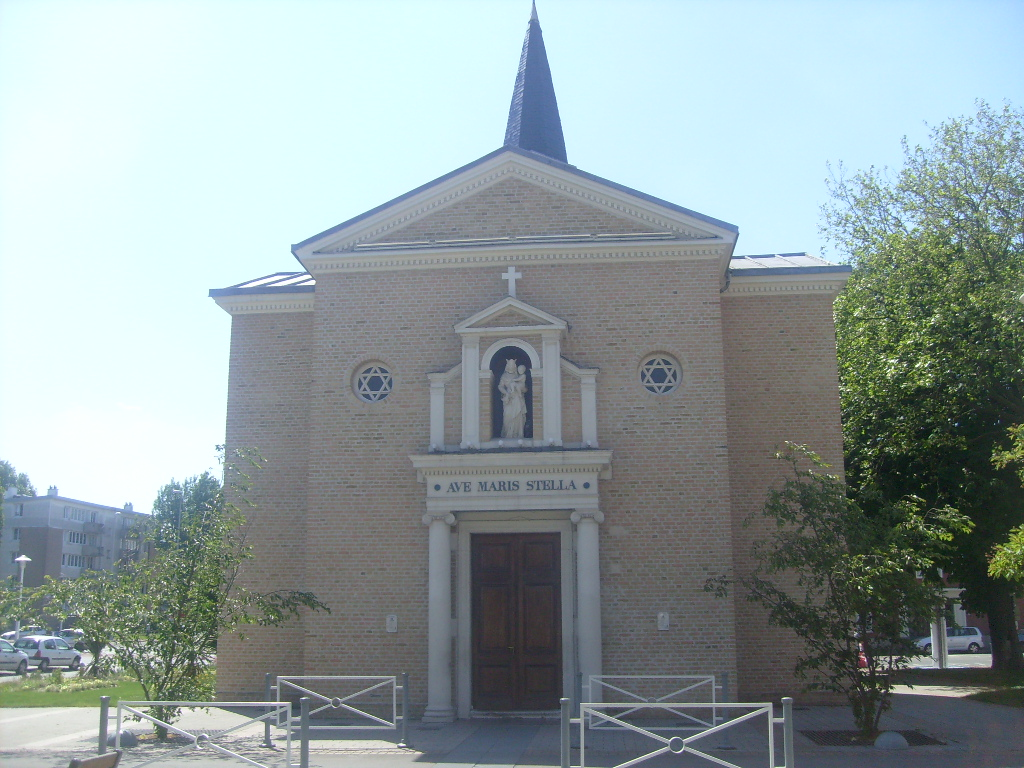
la chapelle Notre-Dame-des-Dunes.
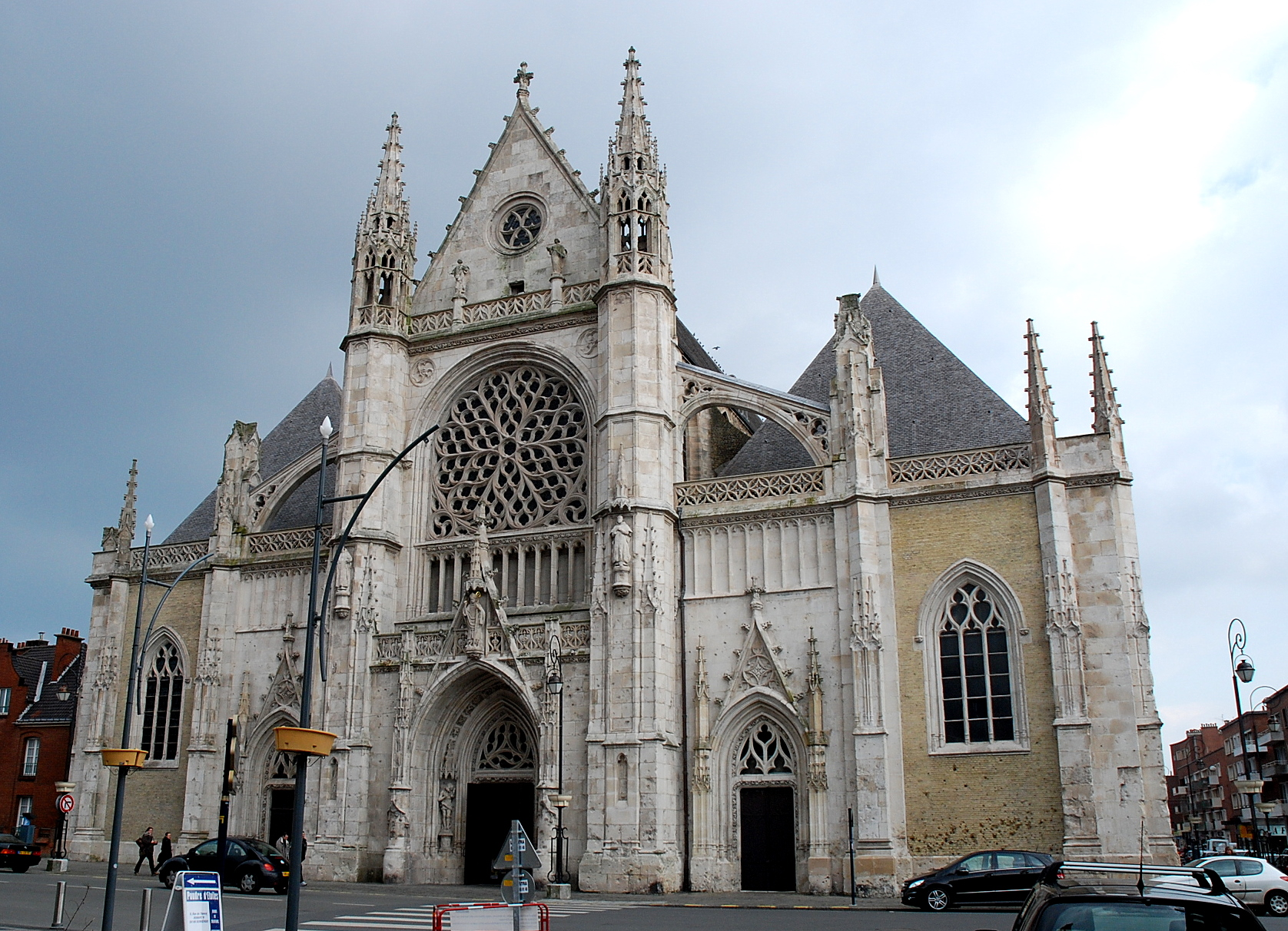
L'église Saint-Éloi.
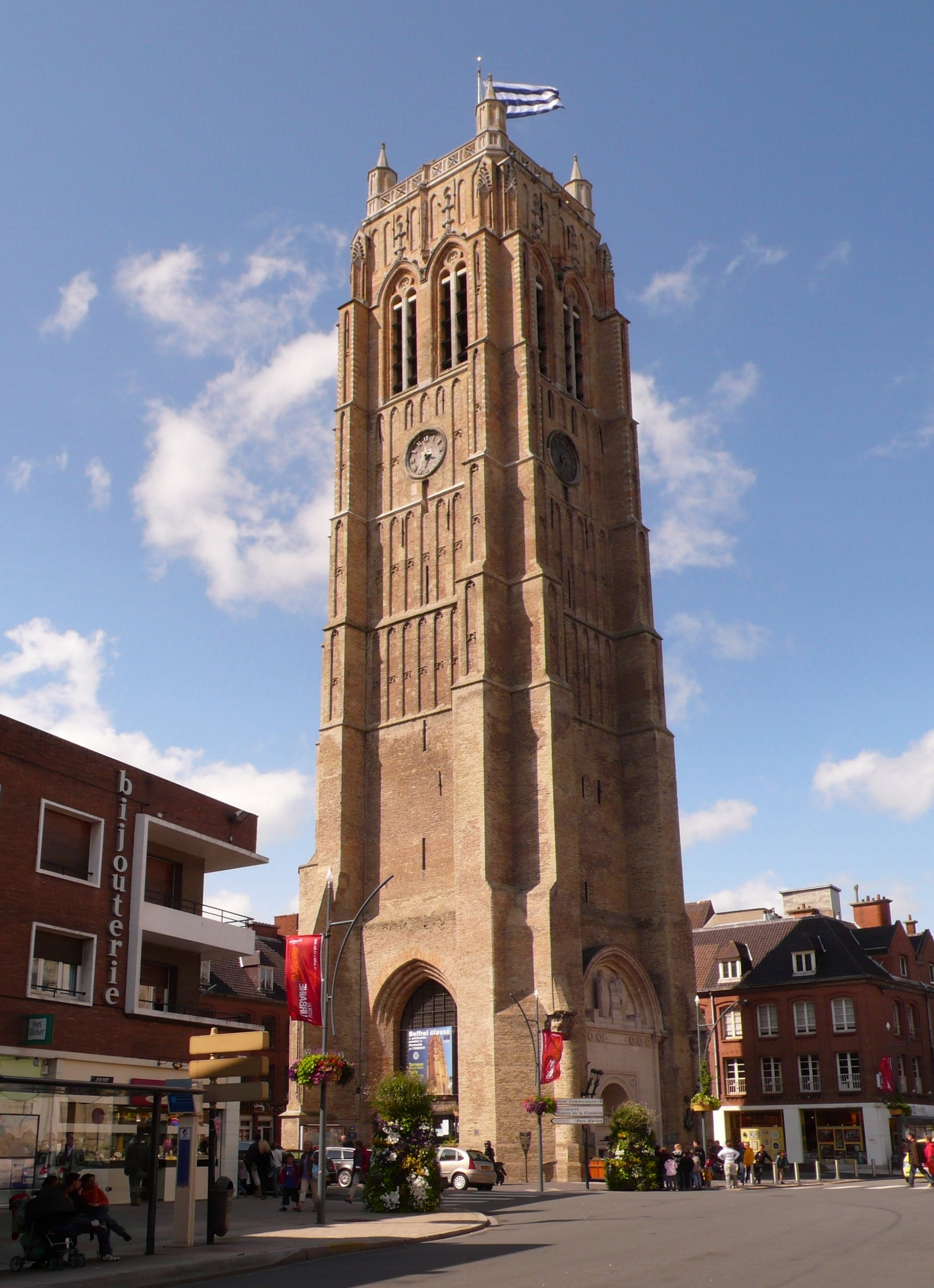
Le Beffroi.
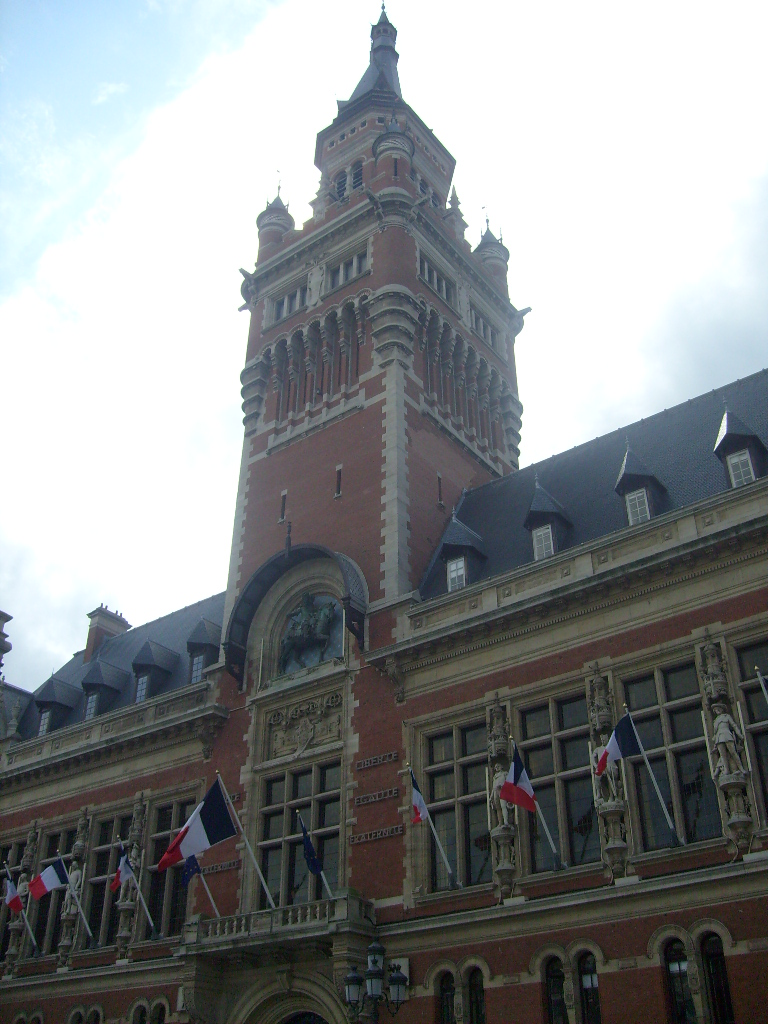
L'hôtel de ville.
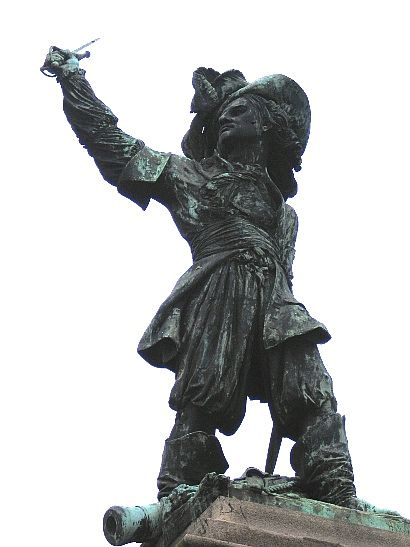
La Statue de Jean Bart.
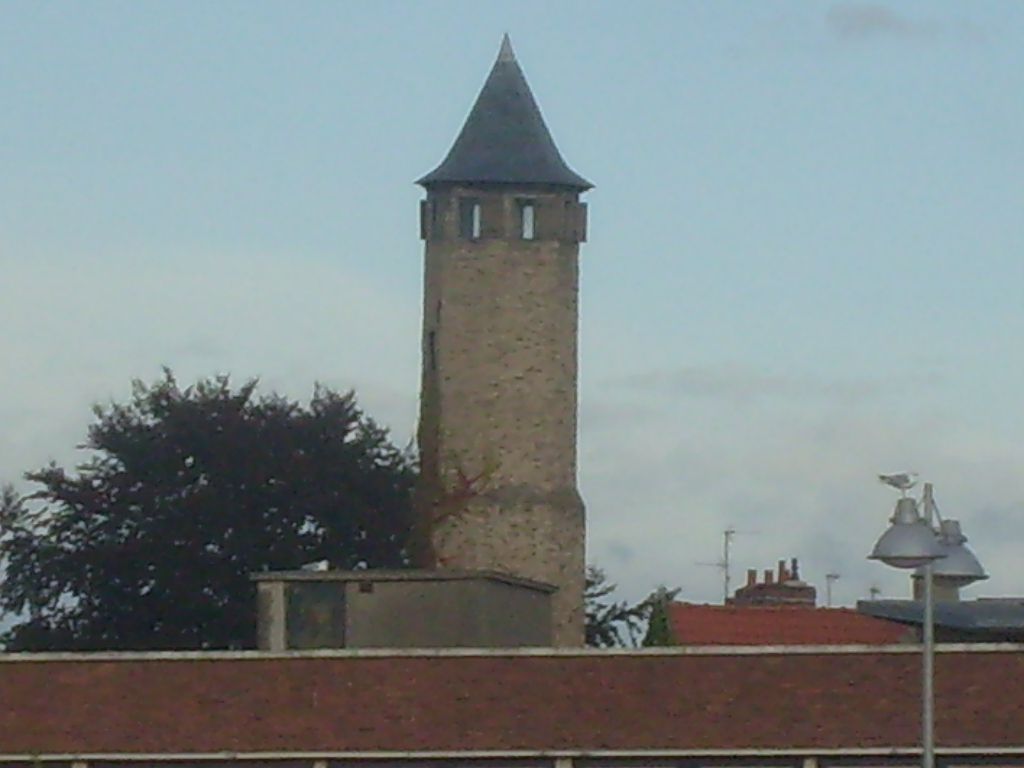
La tour de l'armateur vue depuis les quais.
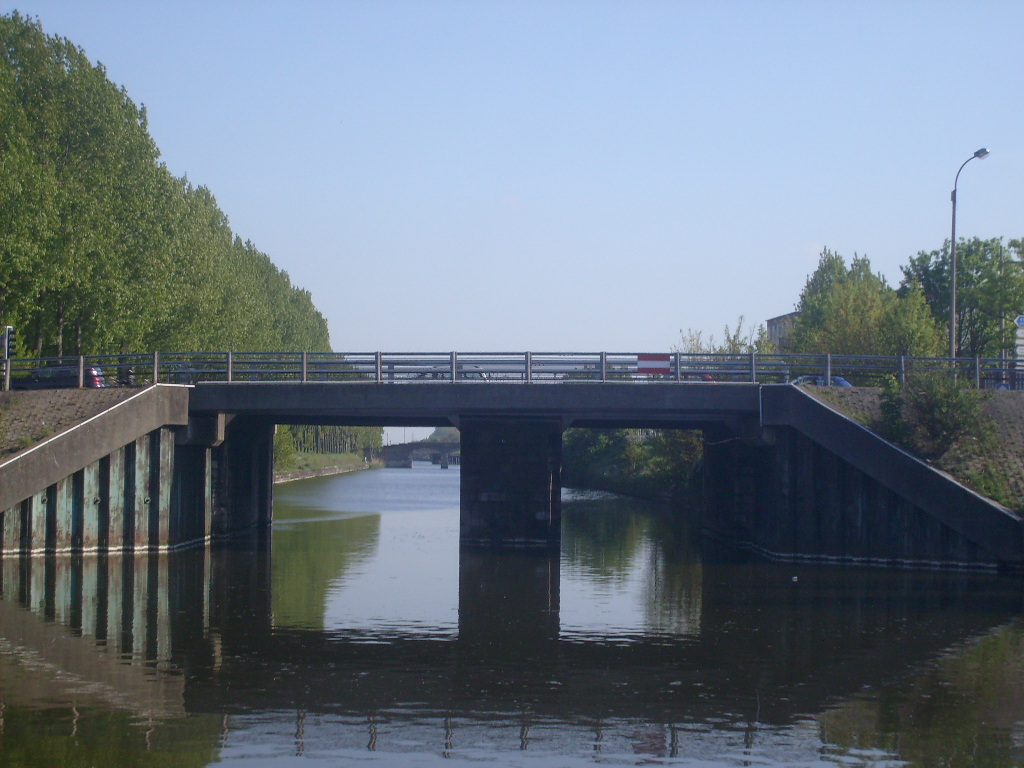
le Pont Rouge
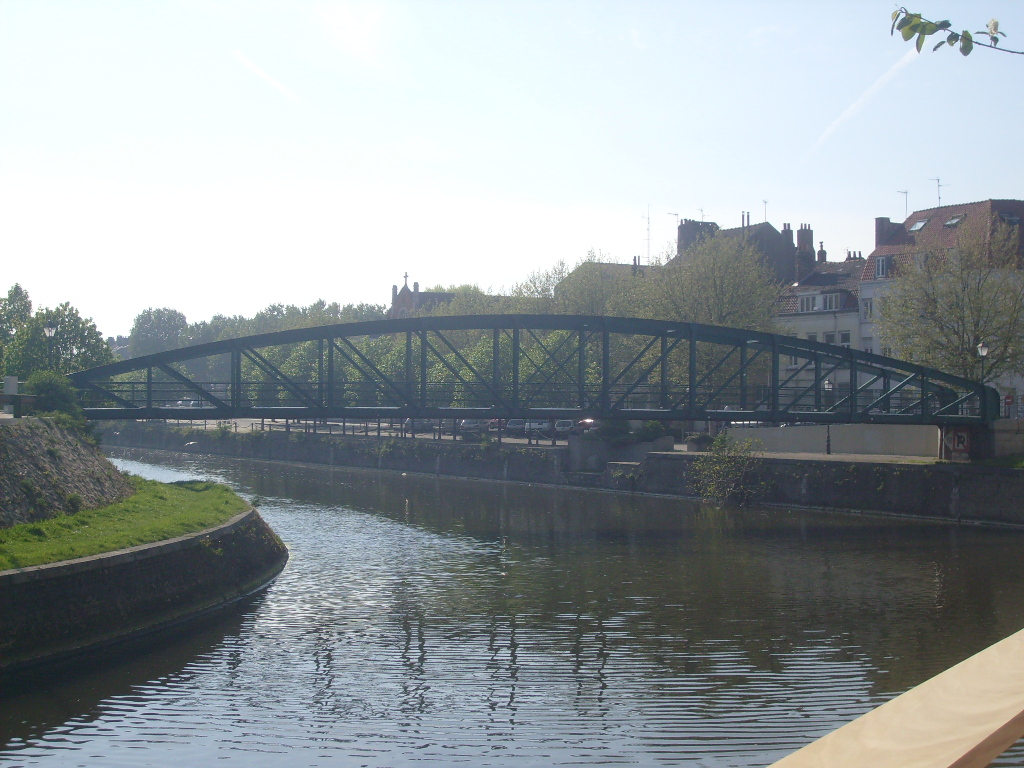
la passerelle Saint-Martin
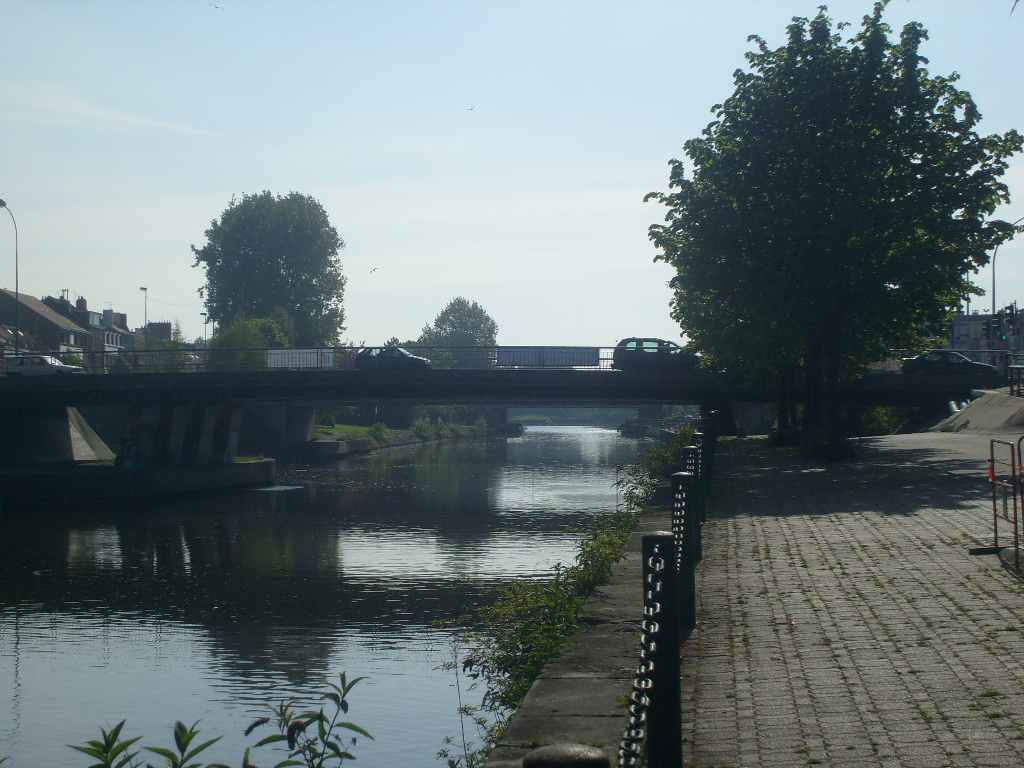
le Pont Saint Martin
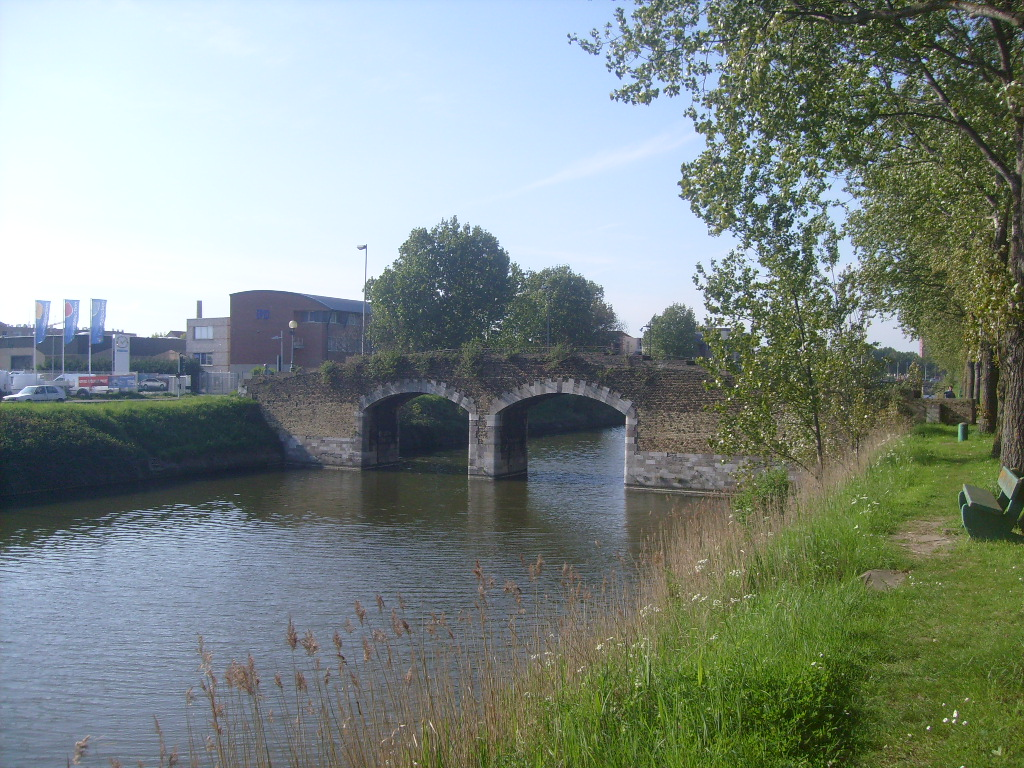
Le «Batardeau»
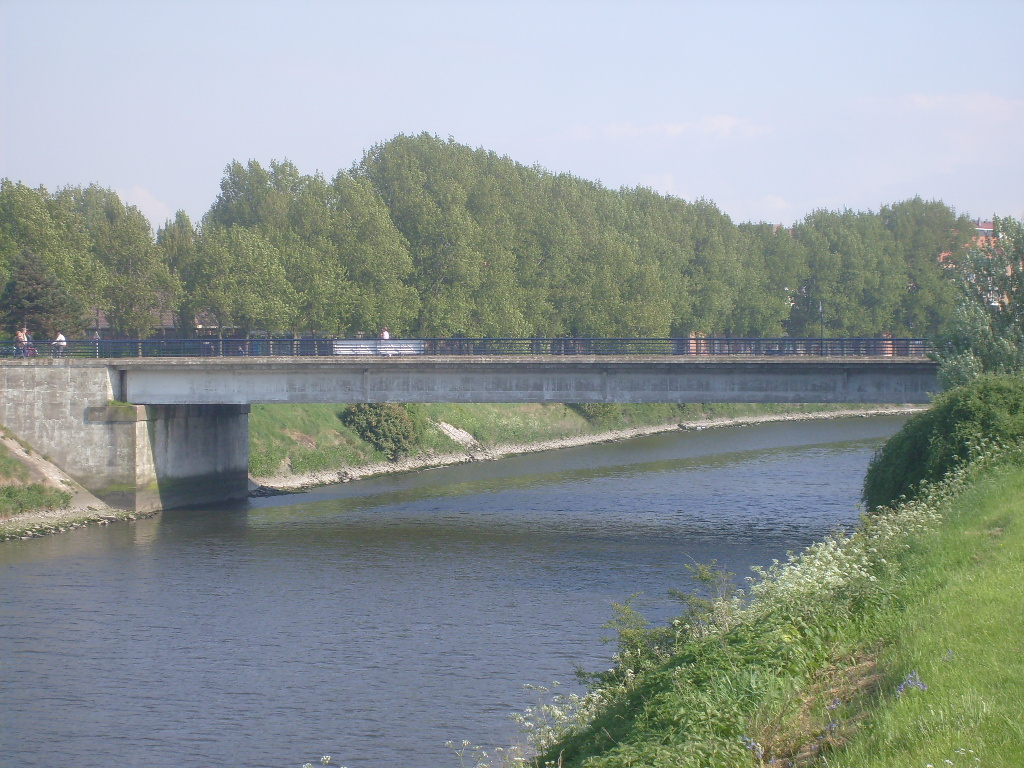
le Pont des Bains
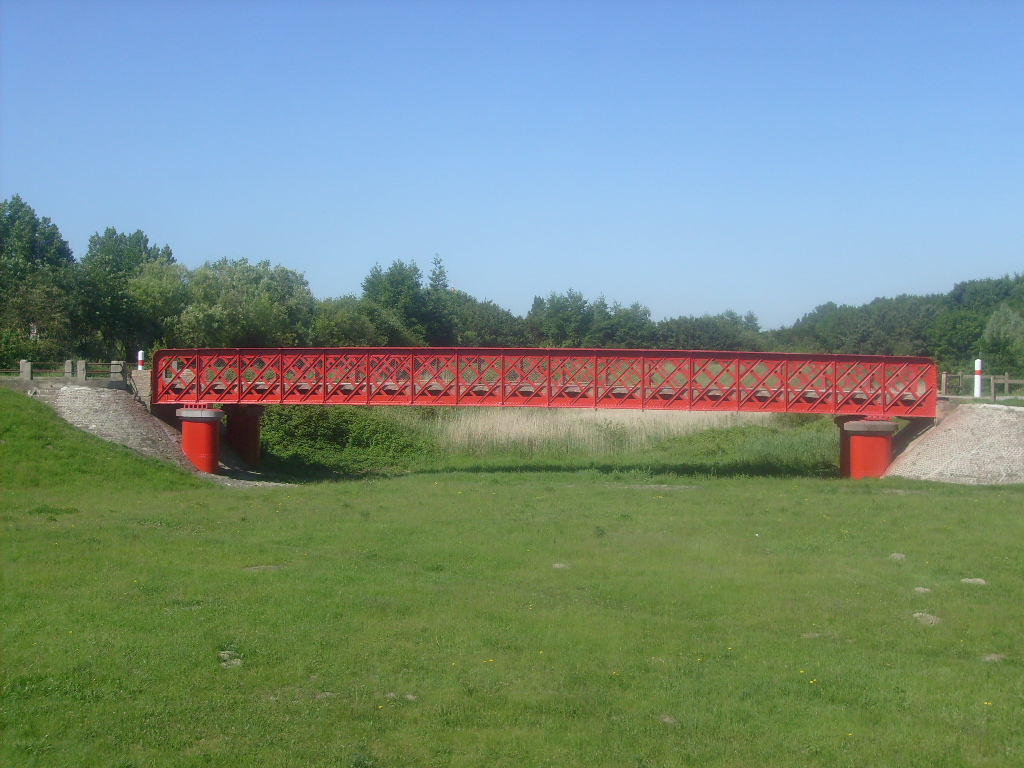
Le Pont à curé
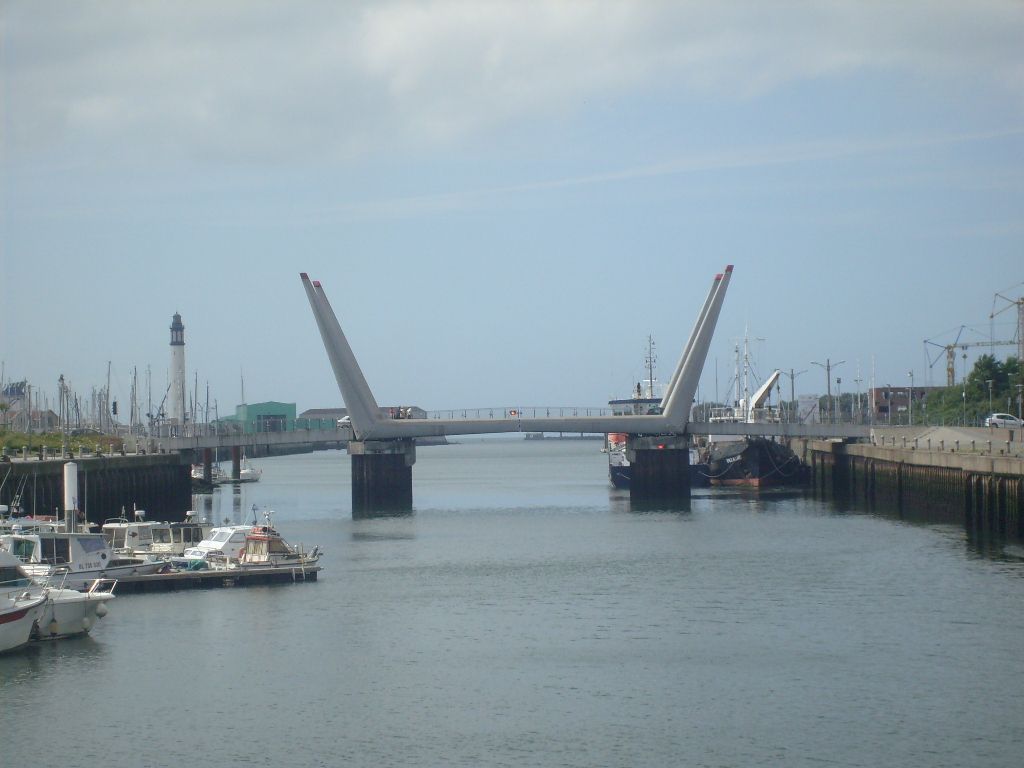
Le pont de la Bataille du Texel.
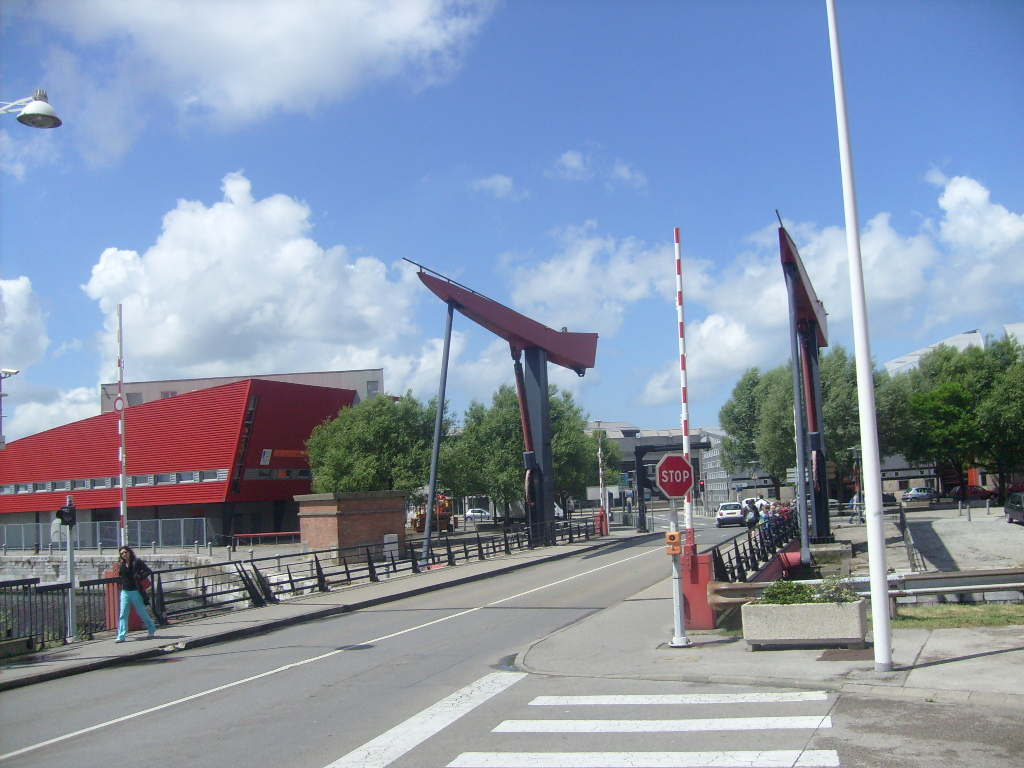
le pont de la CUD.
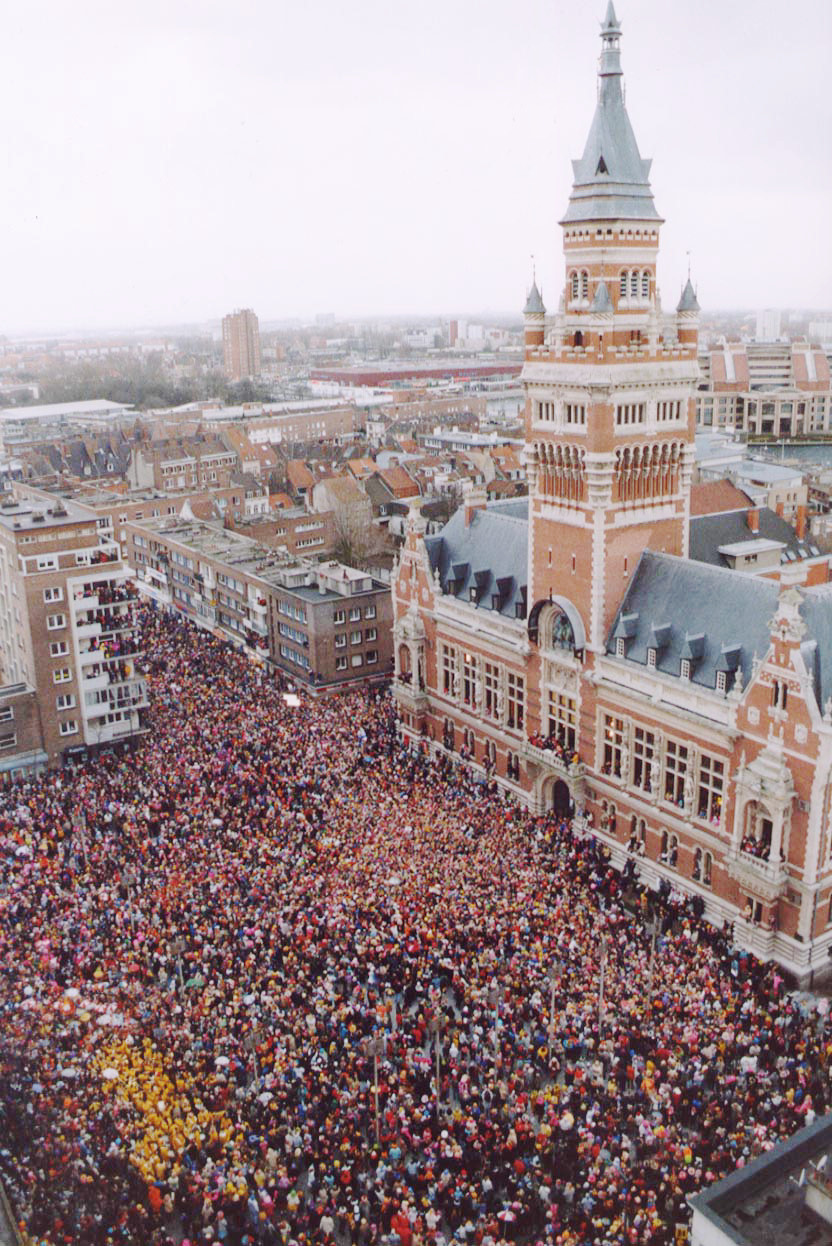
Carnaval de 2004 devant l'hôtel de ville
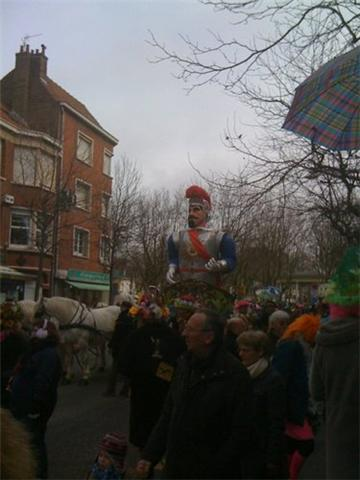
Le Reuze lors de l'avant-bande de Malo.
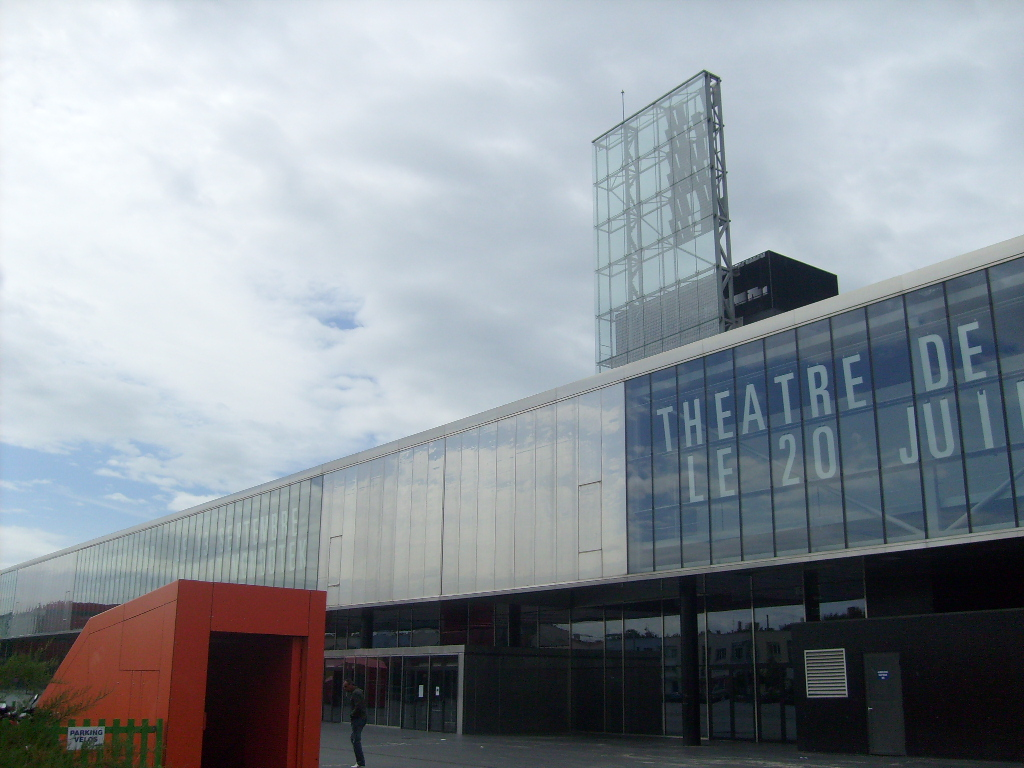
Le Kursaal
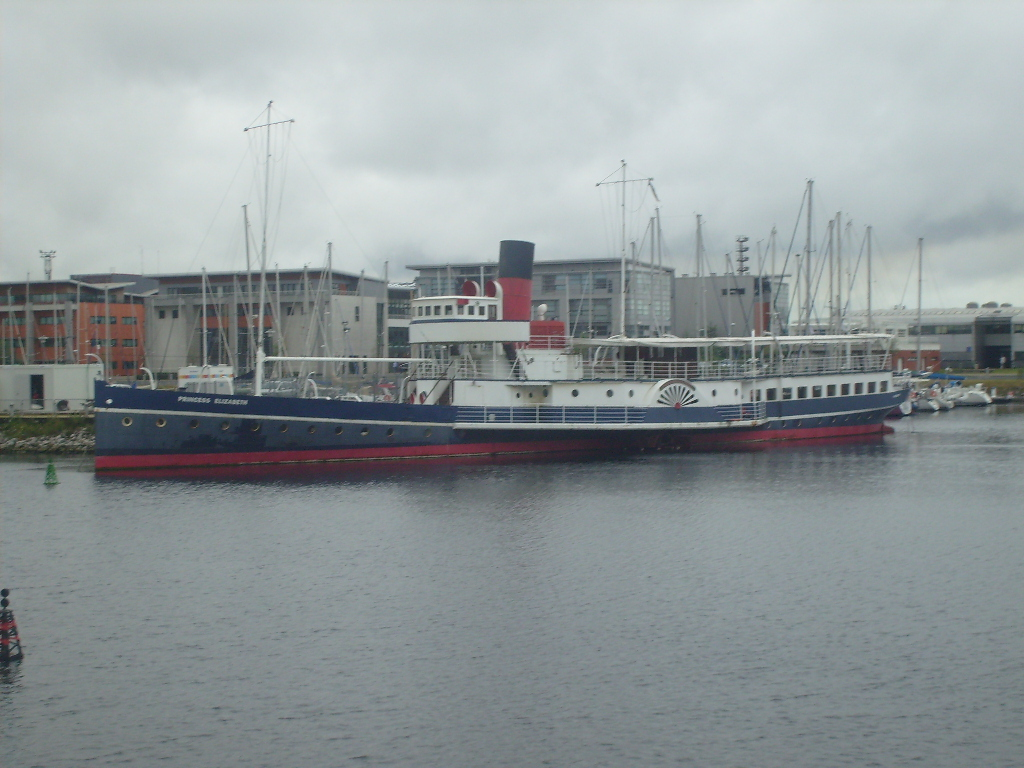
Le Princess Elizabeth